# Benín
Benín (en francés: Bénin), hasta 1975 Dahomey, oficialmente la República de Benín (en francés: République du Bénin), es un país ubicado en el oeste de África. Está limitado por Togo al oeste, por Nigeria al este y por Burkina Faso y Níger al norte. La mayoría de la población vive en el golfo de Benín. La capital de Benín es Porto Novo, pero la sede del gobierno está en Cotonú, la ciudad más poblada del país. Benín cubre aproximadamente un área de 112.622 km², con una población de 13,4 millones de personas. Benín es una nación tropical y subsahariana. La agricultura es la principal fuente de empleo (para aproximadamente 70 % de la población trabajadora).
La lengua oficial de Benín es el francés. Sin embargo, algunas lenguas indígenas como el fon o el yoruba son habladas comúnmente. La religión más extendida es el catolicismo, seguido de cerca por el islam, el vudú y el protestantismo. Benín es miembro de las Naciones Unidas, la Unión Africana, la Organización para la Cooperación Islámica, la Zona de Paz y Cooperación del Atlántico Sur, la Organización Internacional de la Francofonía, la Comunidad de Estados Sahel-Saharianos, la Asociación de Productores de Petróleo Africanos, y la Autoridad de la Cuenca del río Níger.
Es una antigua colonia francesa, conocida con el nombre de Dahomey debido a un antiguo reino local, que alcanzó la independencia el 1 de agosto de 1960 como República de Dahomey. En 1975 se adoptó el nombre actual de República de Benín, tomando el nombre de la Bahía de Benín, en cuya costa está situado el país. A su vez el nombre de la Bahía procede del antiguo reino yoruba de Benín, que se encontraba más al este, en torno de la actual ciudad nigeriana de Benin City, lo que puede llevar a confusión. La razón de haber elegido el nombre de Benín para rebautizar a Dahomey, es que se trataba de un nombre neutral: antes de la colonización francesa, "Dahomey" era solamente el nombre de un reino costero sureño, y por lo tanto su nombre no representaba a la región de Atakora en el noroeste, ni al antiguo reino (hoy departamento) de Borgou en el noreste.

## Historia
La República de Benín es el resultado artificial de la expansión colonial francesa, que unió los antiguos reinos del pueblo fon (Dahomey y Porto Novo) con numerosos pueblos del interior, formando la colonia de Dahomey.

### Allada
En torno al 1575, los fon fundaron el reino de Allada, que ocupaba el centro del moderno Benín. Hacia el 1625, uno de los príncipes de este reino fundó a su vez los reinos de Dahomey y Ajase.

### El Reino de Dahomey
El Reino de Dahomey lo creó en el interior del país en el XVII una etnia llamada Adja, como un movimiento de autodefensa por parte de la población, diezmada por las frecuentes cacerías de esclavos.
Las disputas entre tres herederos al trono del reino de Allada o Gran Ardra concluyeron en 1625, cuando Meji asumió como rey de Allada, mientras otro hermano, Gangnihessou, fundó la ciudad-estado de Abomey (núcleo del reino de Dahomey), y Té Agbanlin fundó la ciudad de Ajatche o Pequeño Ardra (llamado Porto Novo por los comerciantes portugueses). Los Adja de Abomey organizaron un reino fuertemente centralizado y apoyado por un ejército profesional. A lo largo de los años, los Adja fueron mezclándose con la población autóctona y dieron origen al grupo étnico hoy conocido como fon o Dahomey.
A finales del siglo XVII Ouidah era la principal plaza del comercio de esclavos de África occidental. La actividad de los tratantes suscitó desavenencias entre los distintos reinos de la región. En el siglo siguiente, Dahomey firmó acuerdos con los tratantes, facilitando su comercio pero controlándolo a la vez. La dependencia económica del reino de la trata, sin embargo, lo mantuvo en constante estado de guerra. En 1755 los portugueses fundaron Porto Novo, una nueva colonia dedicada al comercio de esclavos, en el reino de Ajase. A principios del siglo XIX Dahomey se sumió en un periodo de decadencia e inestabilidad interna.
En el XIX la trata fue sustituida progresivamente por el comercio del aceite de palma y la región costera inició una época de desarrollo agrícola y de apertura exterior bajo el gobierno del rey Ghezo (1818-1858). Este introdujo la producción del aceite, que importaba Europa, así como la de otros productos como el maíz, el tomate y el tabaco. Los inmigrantes afrobrasileños, antiguos esclavos, comenzaron a dominar el comercio exterior del territorio. Este grupo, surgido de la prohibición progresiva de la trata, se situó como grupo intermedio entre Europa y la población aborigen. En 1851 Ghezo firmó un tratado con Francia en el que reconocía los intereses de esta en Ouidah, aunque no cedía su posesión.

### Conquista francesa
En 1863, los franceses se instalaron en Porto Novo. En 1868 lo hicieron en Agué y Cotonú; el dominio francés de la costa privó a Dahomey de los ingresos aduaneros, lo que suscitó una sublevación.

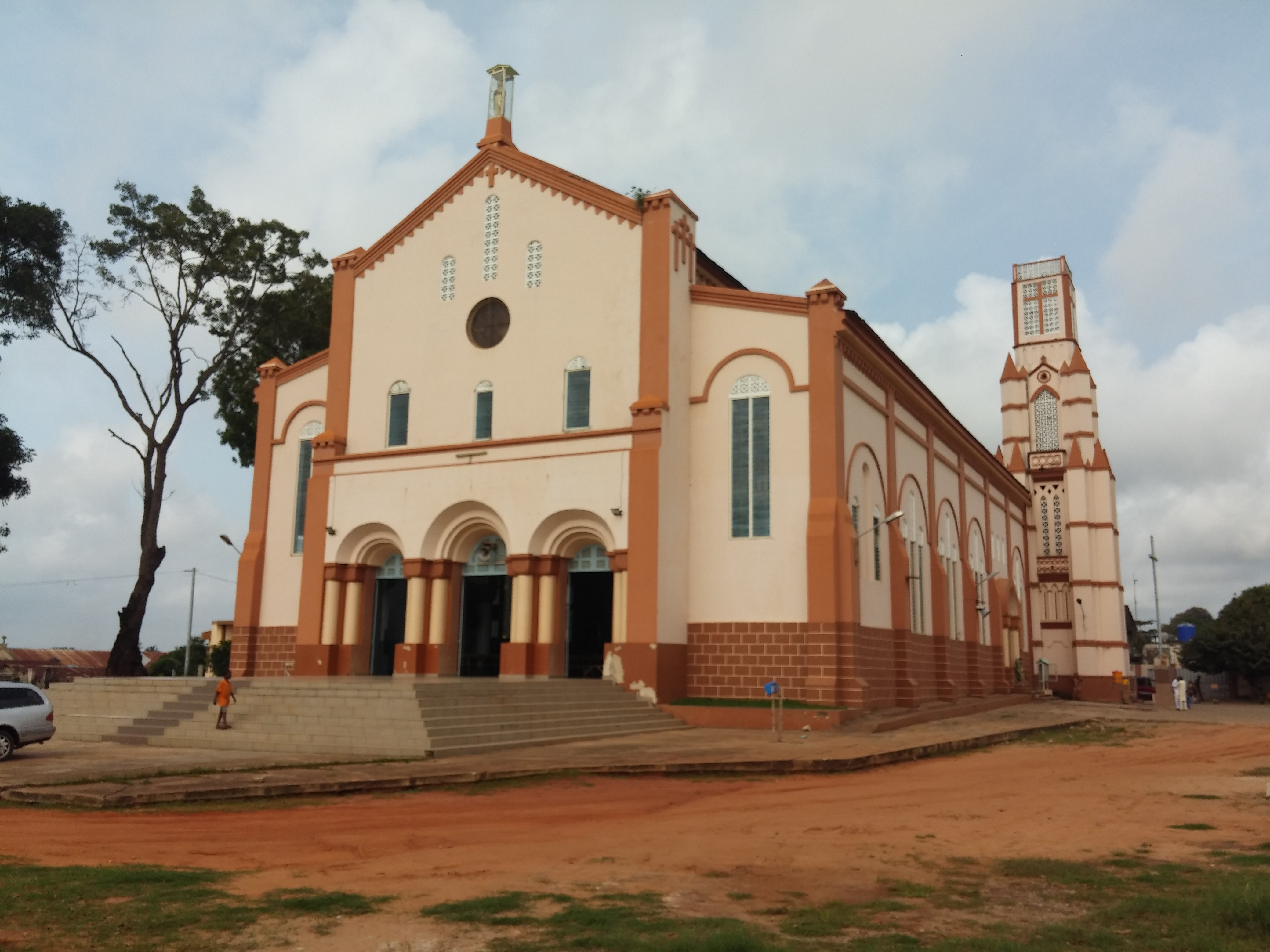
La Catedral de Notre Dame (Nuestra Señora) de Porto Novo, legado de la influencia francesa en Benín

El reino de Porto Novo fue transformado sin resistencia en protectorado de Francia en 1883; su rey, Toffa, pretendía protegerse así del vecino Dahomey. En 1889 franceses y británicos pactaron el trazado de la frontera entre las colonias del futuro Benín y de la futura Nigeria, hasta cien kilómetros tierra adentro. Por entonces los franceses poseían los puertos de Ouidah y Cotonú y mantenían desde 1863 al pequeño reino de Porto Novo sometido a un protectorado oficioso. Este a su vez era parcialmente dependiente del belicoso reino de Abomey (o Dahomey) situado en el interior, que realizaba incursiones periódicas en la zona costera para demostrar su primacía y al que los franceses tenían por bárbaro. Este reino bloqueaba el acceso francés al interior, en especial, al río Níger.
En noviembre de 1889, los franceses enviaron una embajada al rey Gegle de Dahomey, con el fin de trazar una frontera clara entre su reino y los territorios de influencia francesa, acabar con los sacrificios humanos que se practicaban en su reino y hacer que cesasen las incursiones contra Porto Novo. La misión resultó un fracaso. Aprovechando los sacrificios humanos que el nuevo soberano de Dahomey, Behanzin, hizo durante los funerales de su padre Gegle, fallecido poco después de fallida embajada francesa, Francia decidió invadir el territorio. El mando de las dos campañas que fueron necesarias para someter el reino (una realizada en 1892 y otra en 1893-94) se encomendó al general Alfred Dodds, que ya había combatido en Senegal. Pese a la encarnizada resistencia de Dahomey, el hábil uso de la artillería que sorprendió a los franceses y el sacrificio de casi todo el famoso cuerpo de amazonas, la guerra acabó con el sometimiento del reino a Francia en enero de 1894 y el exilio del rey. Ese mismo año se creó la colonia de Dahomey, que englobaba todas las posesiones francesas en el golfo de Benín.

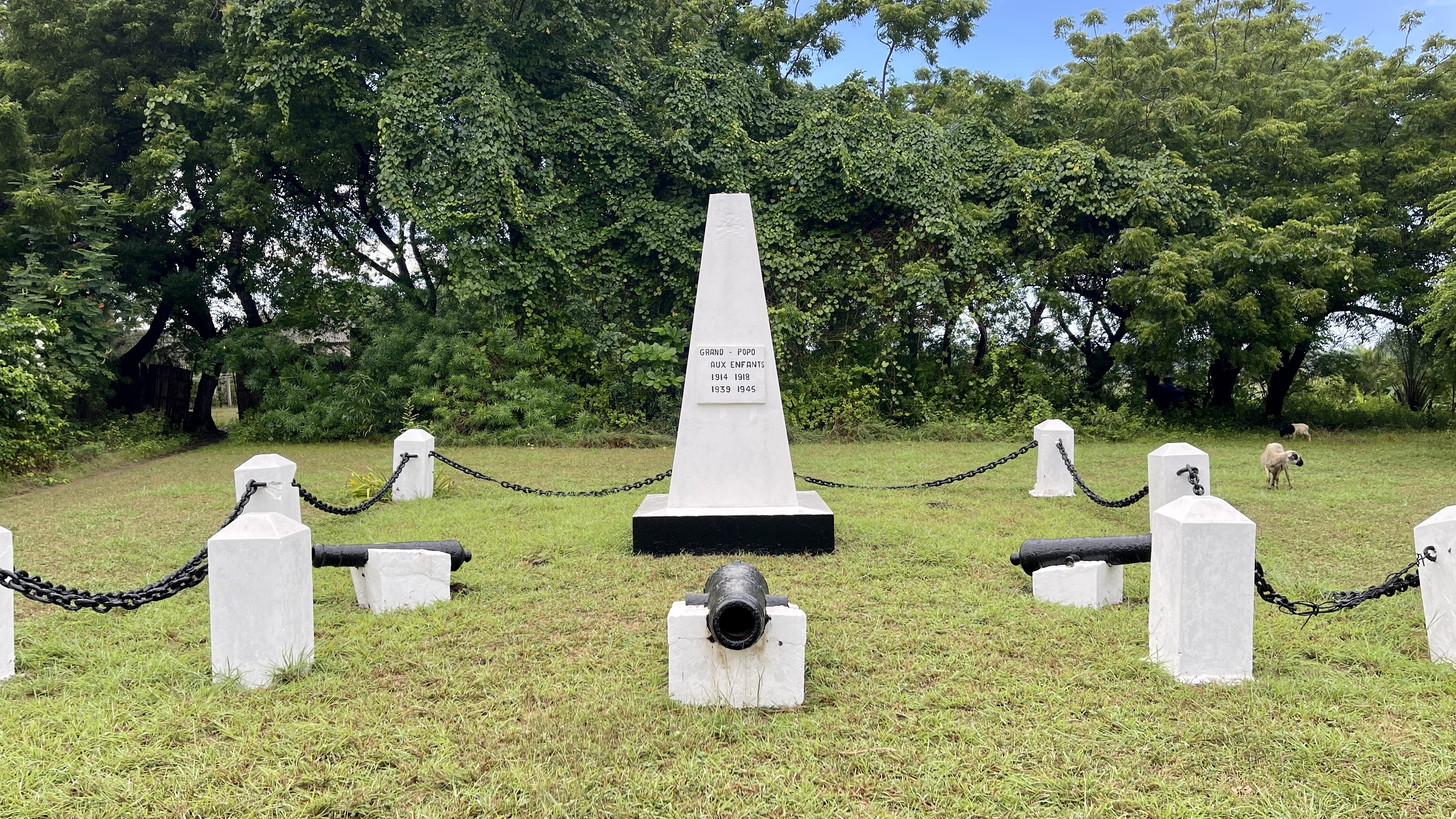
Monumentos a los soldados caídos en la Primera y Segunda Guerra Mundial en Grand Popo, Benín

A continuación, británicos y franceses se disputaron la conquista del reino de Borgu, cuyo dominio podía permitir a los segundos el acceso al Níger. El objetivo de cada una de las dos potencias era aislar por el interior a las colonias costeras de la otra. La carrera hacia la supuesta capital del codiciado reino, Nikki, acabó con la firma de sendos tratados con franceses y británicos, cuya legitimidad quedó en entredicho. Dada la rivalidad por el territorio, las dos potencias tuvieron que negociar; las conversaciones bilaterales comenzaron en 1896. Ante el estancamiento de estas, los franceses ocuparon Bussa en marzo de 1897, territorio en el que los británicos tenían derechos merced a un tratado, si bien no ocupaban. Tras un periodo de gran tensión en la zona por el avance de fuerzas francesas y británicas que se disputaban el dominio de tierras colindantes, la Comisión del Níger franco-británica alcanzó un acuerdo para delimitar las colonias de las dos potencias el 14 de junio de 1898. El acuerdo, favorable al Reino Unido, puso fin a veinte años de competencia por el dominio del bajo Níger. Los franceses, sin embargo, consiguieron el ansiado acceso al gran río en Nikki, que quedó integrado en la colonia francesa.

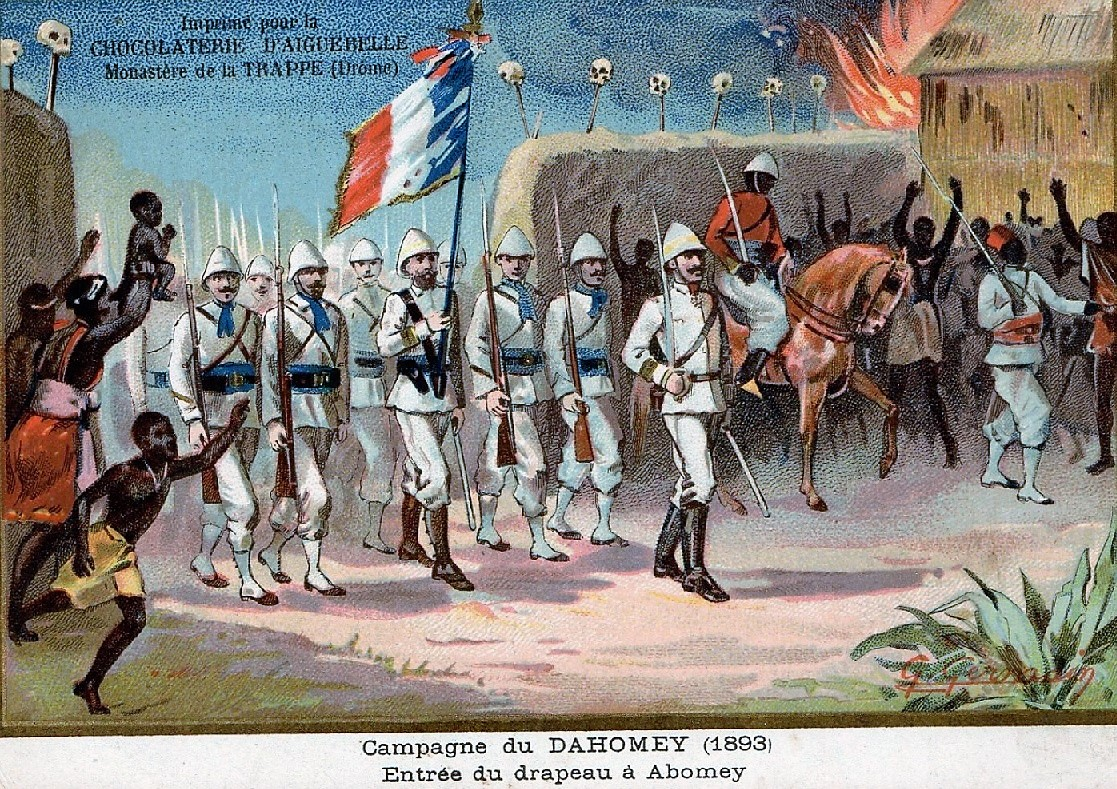
Representación francesa de la Conquista del Reino de Dahomey en 1893

El 1904 el territorio del actual Benín fue incorporado al África Occidental Francesa. El sistema administrativo francés mantuvo el poder de la aristocracia de la región en los gobiernos locales. El territorio dependía directamente de la metrópoli.
Durante la Primera Guerra Mundial, el norte de la región fue una de las zonas de más intenso reclutamiento de soldados para la contienda europea, lo que, junto a las requisas de alimentos, desencadenó rebeliones.
Durante el periodo de entreguerras, surgieron diversos partidos políticos y periódicos que criticaban los abusos del sistema colonial. La actividad política se concentraba en el sur de la colonia, más instruido merced a las misiones religiosas. Pese a esto, menos del 10 % de la población gozaba de enseñanza primaria y la colonia carecía de centros de educación media o superior.
En 1946 se transformó en territorio de ultramar y diez años más tarde se le concedió autonomía en política interna. En 1958, el principal partido de la colonia, el Partido Progresista de Dahomey, rechazó que la región ingresase en la Federación de Malí.

### Independencia

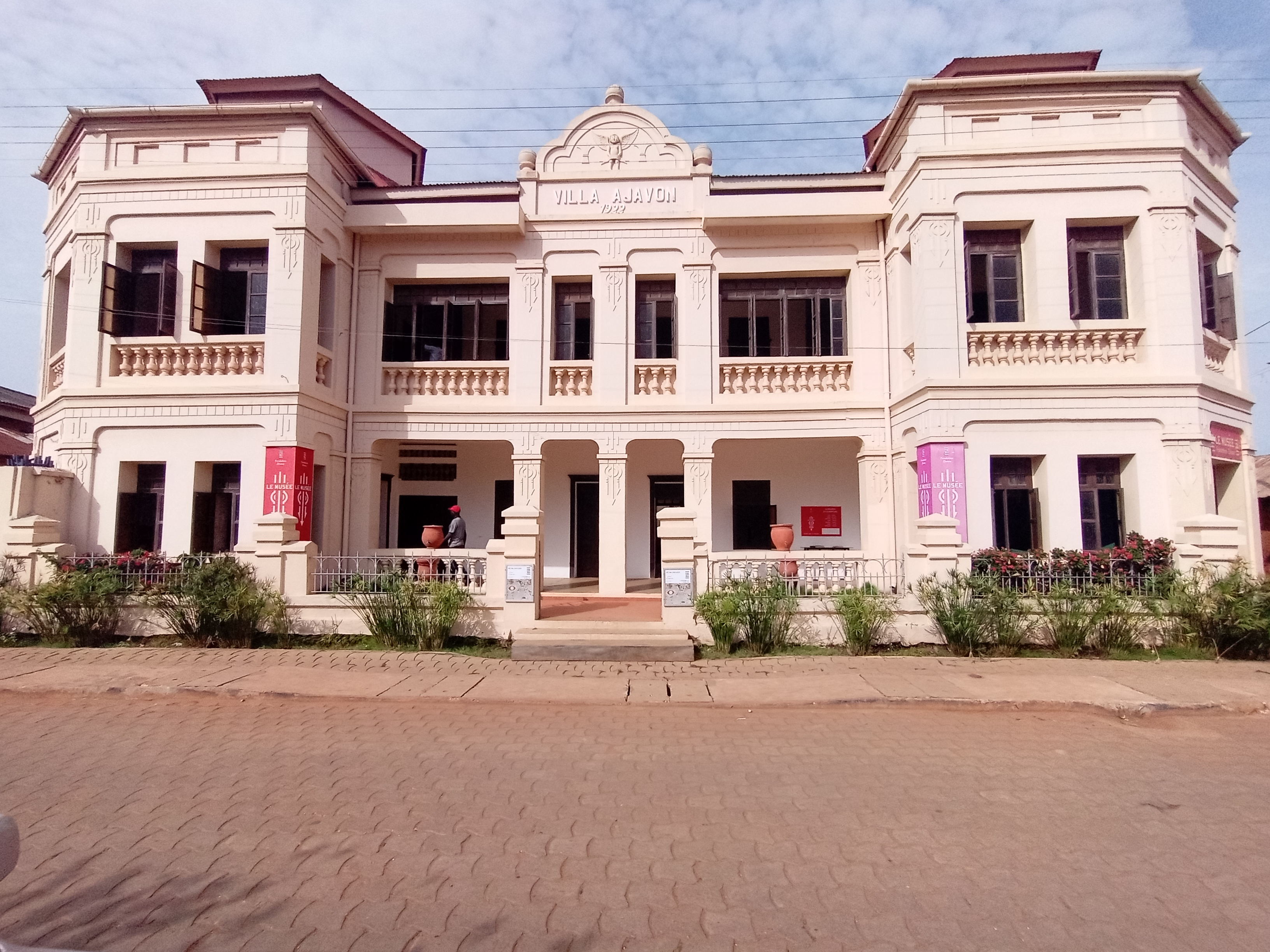
Villa Ajavon en Ouidah fue terminada en 1922

En el tratado franco-alemán de 1897 y en el anglo-francés de 1898 quedaron fijados los límites definitivos de la colonia, que accedió a la independencia el 1 de agosto de 1960 (también muchos países africanos lo harían en estos años), bajo la denominación de Dahomey. Su primer presidente fue Hubert Maga, el cual sería destituido tres años más tarde. La nueva república ingresó en el Consejo del Entendimiento y firmó varios tratados con la antigua metrópoli. En 1960, formaba parte de la Comunidad Francesa.

### Inestabilidad política
En 1961 y 1962 aumentó notablemente el paro, debido en parte al regreso al país de funcionarios y militares, que habían servido hasta entonces en las colonias francesas de África que se habían independizado. En 1963 el general Christophe Soglo dio un golpe de Estado que traspasó el poder a un triunvirato. Al año siguiente se promulgó una nueva Constitución, al tiempo que aumentaba la tensión entre dos de los triunviros: el presidente Sorou-Migan Apithy y el presidente del Gobierno Ahomadagbé. En 1965 Soglo dio un nuevo golpe de Estado y asumió el poder. En 1967, el teniente coronel Alphonse Amadou Alley se hizo con la presidencia mediante un nuevo golpe. Al año siguiente, se celebran elecciones presidenciales, pero los militares anulan el resultado e imponen un Gobierno civil de su agrado. En 1970 se produjo un nuevo golpe de Estado, que entregó el poder a un consejo presidencial formado por tres miembros.
El 27 de octubre de 1972 el coronel Mathieu Kérékou destituyó al consejo y le arrebató el poder; instauró un gobierno que se proclamó en 1974 marxista-leninista. El 30 de noviembre de 1975, se proclamó la República Popular de Benín —el país deja de llamarse Dahomey—, con un Consejo de Ministros exclusivamente militar. Ese mismo año, el país ingresó en la Comunidad Económica de Estados de África Occidental, dedicada con escaso éxito al progreso de la región y dominada por Nigeria. En enero de 1977, Kérékou prohibió el resto de partidos políticos, rompió las relaciones diplomáticas con Gabón, al que acusó de colusión con ciertos mercenarios acaudillados por Bob Denard, y en agosto promulgó una nueva Constitución que instauró un sistema político de partido único.
El régimen de la República Popular de Benín experimentó varias transformaciones durante su existencia: un breve período de nacionalismo. (1972-1974); una fase Socialista (1974-1982); y una fase de apertura hacia los países occidentales y el liberalismo económico (1982-1990) En 1974, bajo la influencia de jóvenes revolucionarios, el gobierno emprendió un programa socialista de nacionalización de sectores estratégicos de la economía, reforma del sistema educativo, establecimiento de cooperativas agrícolas y nuevas estructuras de gobierno local, y una campaña para erradicar las "fuerzas feudales", incluido el tribalismo.
En 1984 se produjo una gran crisis económica al expulsar la vecina Nigeria a unos cien mil benineses y cerrar la frontera entre las dos naciones. En 1987 se aplicó un plan del Fondo Monetario Internacional que redujo los gastos estatales y aumentó los ingresos mediante nuevos impuestos. En 1988 tuvieron lugar tres intentos de golpe de Estado, que fracasaron. En 1989 se aprobó un acuerdo de reforma económica con el FMI, que suscitó protestas internas. Estas llevaron a Kérékou a aceptar la celebración de una «conferencia nacional» en la que participaron todos los dirigentes políticos, incluso del exilio. El plan de reforma estructural económica se llevó a cabo entre 1989 y 1993.

### Benín actual
En febrero de 1990, una asamblea de representantes de todas clases sociales decidió destituir al Gobierno, disolver la Asamblea Nacional y nombrar primer ministro a Nicéphore Soglo, antiguo administrador del Banco Mundial. Pese a que Kérékou mantuvo el cargo de presidente y obtuvo inmunidad, se produjo una notable reforma política: se liberó a los presos políticos, se permitió la actividad de treinta y cinco partidos, se otorgó libertad de prensa y en diciembre se aprobó mediante referéndum una nueva Constitución.

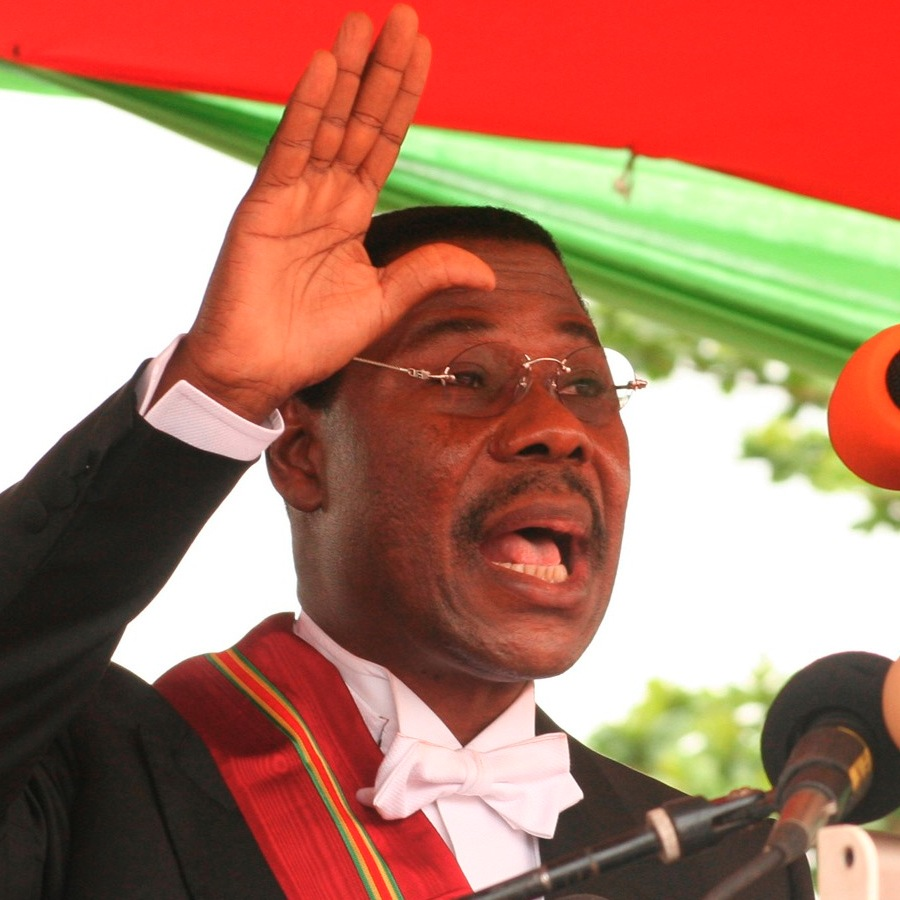
Yayi Boni en su toma de posesión como presidente.

En las elecciones multipartidistas de 1991, Nicéphore Soglo, apoyado por una liga de tres partidos, venció al exdirigente marxista Mathieu Kérékou y fue elegido presidente de Benín, el régimen abandonó la ideología socialista y el país pasó a llamarse República de Benín. Se produjeron enfrentamientos entre población de norte y del sur, pero los Estados Unidos condonaron la deuda al país, mientras que los países del Club de París perdonaron la mitad de la que se les debía. En 1992 resurgieron las protestas y las huelgas y la pobreza creció. La oposición acusó a Soglo de no acabar con la corrupción. En 1993 el primer ministro perdió el apoyo de la liga de partidos que le había respaldado en 1991 y se produjeron choques entre distintas comunidades religiosas. En 1995 la oposición a Soglo venció en los comicios legislativos de marzo y en las presidenciales del año siguiente Kérékou se impuso al primer ministro. Tras la dimisión del primer ministro Adrien Houngbédji en 1998, Kérékou asumió todos los poderes ejecutivos. En marzo de 1999, sin embargo, fue vencido en las nuevas elecciones parlamentarias.

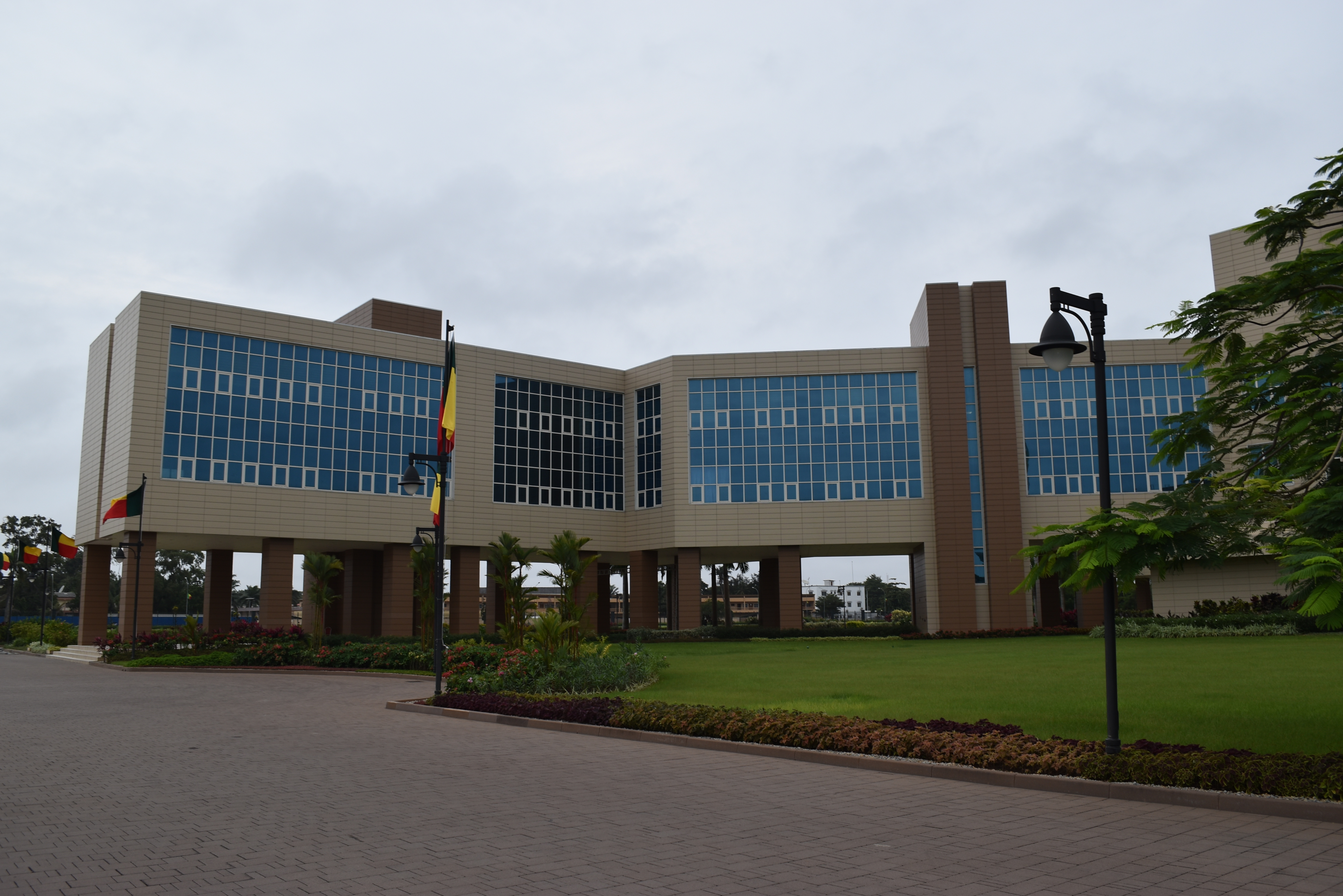
Palacio de la Marina, sede de la Presidencia de la República de Benín

## Gobierno y política
La constitución de Benín es de 1990. Este año el general Mathieu Kérékou permitió que se llevasen a cabo elecciones multipartidarias, poniendo fin a diecisiete años de unipartidismo. En 1996, Kérékou volvió a ser elegido presidente, pero la oposición ganó los comicios legislativos de marzo de 1999.

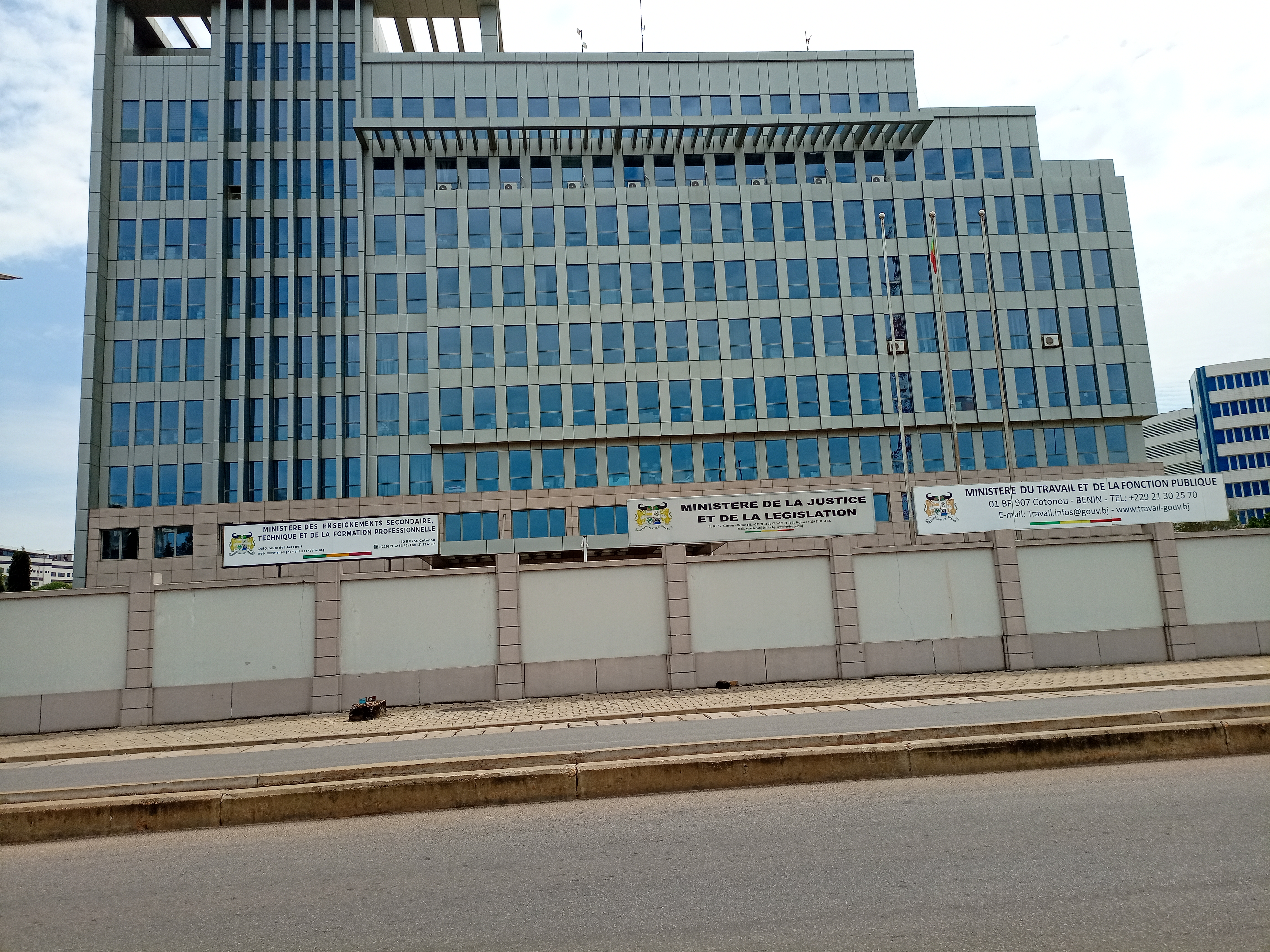
Sede de los Ministerios de Educación, Justicia y Trabajo de Benín

En las elecciones presidenciales de 2006 resultó elegido Yayi Boni, lo que puso fin a la dominancia de las figuras de Soglo y Kérékou en la política nacional. Desde las elecciones parlamentarias de 2007 las Fuerzas Cauris para un Benín Emergente han gozado de mayoría en el Parlamento. El éxito de las justas y libres elecciones multipartidistas en Benín fue alabado internacionalmente. Boni fue reelegido en 2011 merced a obtener el 53,18 % de los votos en la primera ronda, lo que bastó para evitar una segunda vuelta electoral; fue el primer presidente que ganó una elección sin balotaje (segunda vuelta) desde la restauración de la democracia en 1991.
En las elecciones presidenciales de 2016, venció el independiente Patrice Talon. Hablando el mismo día en que el Tribunal Constitucional confirmó los resultados, Talon dijo que "abordaría ante todo la reforma constitucional", discutiendo su plan de limitar a los presidentes a un solo mandato de cinco años para combatir la "complacencia". También dijo que planeaba reducir el tamaño del gobierno de 28 a 16 miembros.
En las elecciones presidenciales de 2021, del 11 de abril, volvió a vencir Patrice Talon. Las elecciones «se celebraron de forma pacífica y transparente, aunque no desprovistas de protestas. El Presidente Talon obtuvo una sólida mayoría absoluta en primera vuelta, siendo innecesaria una segunda vuelta. Las protestas estaban vinculadas con la reciente reforma electoral que dificultaba que candidatos de la oposición pudiesen concurrir a las elecciones presidenciales.»

### Derechos humanos
En materia de derechos humanos, respecto a la pertenencia a los siete organismos de la Carta Internacional de Derechos Humanos, que incluyen al Comité de Derechos Humanos (HRC), Benín ha firmado o ratificado:
| Benín | Tratados internacionales                                                                                                   | Tratados internacionales | Tratados internacionales                                                                                                   | Tratados internacionales                                                                                                   | Tratados internacionales  | Tratados internacionales | Tratados internacionales | Tratados internacionales | Tratados internacionales    | Tratados internacionales                                                                                                   | Tratados internacionales | Tratados internacionales | Tratados internacionales    | Tratados internacionales    | Tratados internacionales | Tratados internacionales  | Tratados internacionales    | Tratados internacionales    |
| --- | --- | ------------------------ | --- | --- | ------------------------- | ------------------------ | ------------------------ | ------------------------ | --------------------------- | --- | ------------------------ | ------------------------ | --------------------------- | --------------------------- | ------------------------ | ------------------------- | --------------------------- | --------------------------- |
| Benín | CESCR | CESCR                    | CCPR | CCPR | CCPR                      | CERD                     | CED                      | CEDAW                    | CEDAW                       | CAT | CAT                      | CRC                      | CRC                         | CRC                         | CRC                      | MWC                       | CRPD                        | CRPD                        |
| Benín | CESCR | CESCR-OP                 | CCPR | CCPR-OP1 | CCPR-OP2-DP               | CERD                     | CED                      | CEDAW                    | CEDAW-OP                    | CAT | CAT-OP                   | CRC                      | CRC-OP-AC                   | CRC-OP-SC                   | CRC-OP-CP                | MWC                       | CRPD                        | CRPD-OP                     |
| Pertenencia | Benín ha reconocido la competencia de recibir y procesar comunicaciones individuales por parte de los órganos competentes. | Sin información.         | Benín ha reconocido la competencia de recibir y procesar comunicaciones individuales por parte de los órganos competentes. | Benín ha reconocido la competencia de recibir y procesar comunicaciones individuales por parte de los órganos competentes. | Ni firmado ni ratificado. | Firmado y ratificado.    | Sin información.         | Firmado y ratificado.    | Firmado pero no ratificado. | Benín ha reconocido la competencia de recibir y procesar comunicaciones individuales por parte de los órganos competentes. | Sin información.         | Firmado y ratificado.    | Firmado pero no ratificado. | Firmado pero no ratificado. | Sin información.         | Ni firmado ni ratificado. | Firmado pero no ratificado. | Firmado pero no ratificado. |
| Firmado y ratificado, firmado, pero no ratificado, ni firmado ni ratificado, sin información, ha accedido a firmar y ratificar el órgano en cuestión, pero también reconoce la competencia de recibir y procesar comunicaciones individuales por parte de los órganos competentes. | |                          | | |                           |                          |                          |                          |                             | |                          |                          |                             |                             |                          |                           |                             |                             |

## Organización político-administrativa

Mapa de los departamentos de Benín.

Durante décadas, Benín se dividió en seis departamentos, pero en 1999 cada uno se dividió en dos. Los departamentos están divididas en 77 comunas.
Los doce departamentos son:
1. Alibori
2. Atakora
3. Atlantique
4. Borgou
5. Collines
6. Donga
7. Kouffo
8. Littoral
9. Mono
10. Ouémé
11. Plateau
12. Zou

## Geografía

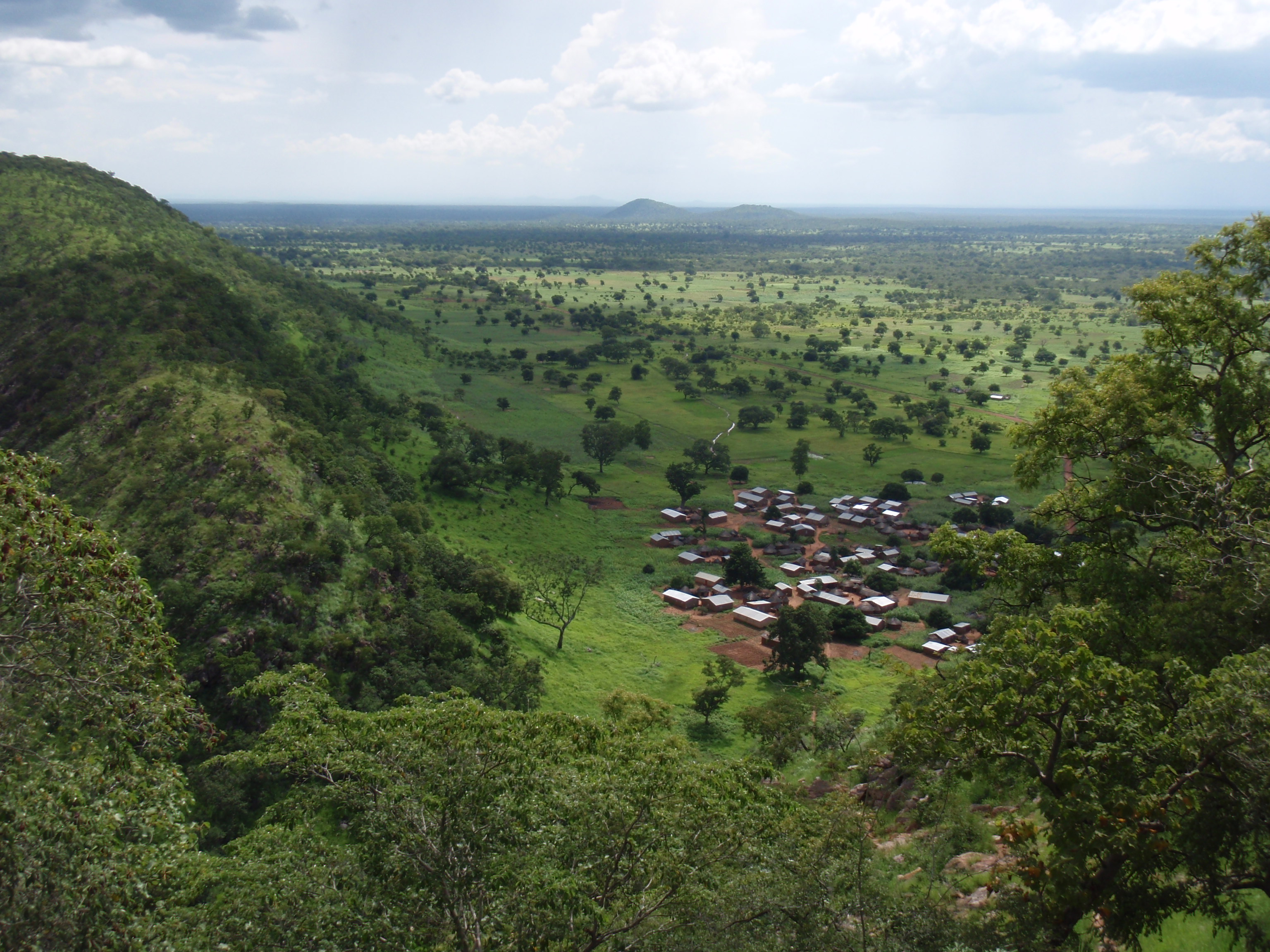
Atakora, Benín.

Mapa físico de Benín.

Benín es el 94.º país más poblado y el 101.º más grande del mundo, con una población que rebasa los 10 millones de habitantes y una extensión de 112 622 km². A efectos comparativos, su superficie y su número de habitantes son similares a los de Honduras.
Ubicado entre el río Níger, situado al norte, y la bahía de Benín, al sur, la altitud de Benín es casi la misma en todo el país. La mayor parte de la población vive en las llanuras costeras, donde se hallan las ciudades más grandes de la nación como Porto Novo y Cotonú. El territorio se divide en tres franjas aproximadamente paralelas a la costa: una de bosque ecuatorial, junto al mar; otra mucho mayor más al norte, en el centro del país, de bosque tropical; y una tercera de sabana en el norte, en las tierras cercanas al río Níger. El sector norte del país está formado por sabanas y zonas montañosas semiáridas.
El clima de Benín es cálido y húmedo, con algo más de lluvia que otros países del oeste de África. Hay dos estaciones de lluvia anuales: abril-julio y septiembre-noviembre.

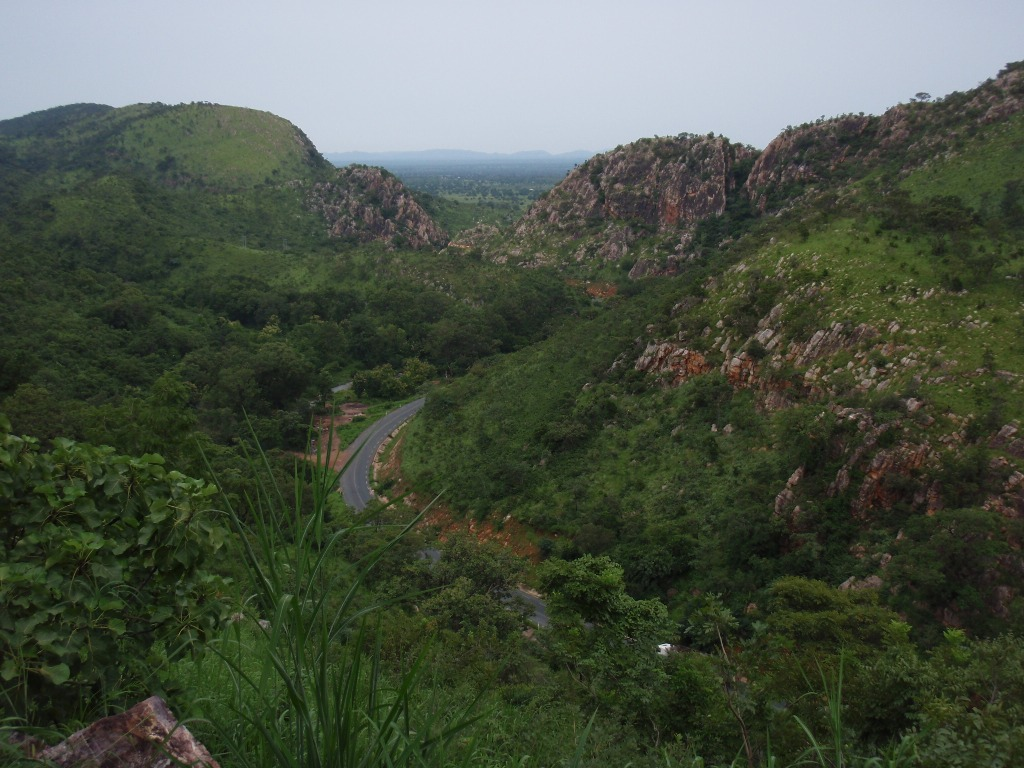
Uno de los Valles en Benín

| Noroeste: Burkina Faso    | Norte: Burkina Faso / / Níger | Nordeste: Nigeria        |
| Oeste: Togo               |                               | Este: Nigeria            |
| Suroeste: Golfo de Guinea | Sur: Golfo de Guinea          | Sureste: Golfo de Guinea |

### Relieve
Desde el río Níger en el norte hasta la llanura costera en el sur, el relieve del país es relativamente llano.
El norte del país está formado principalmente por sabanas y montañas semiáridas, como la cordillera de Atacora, que se extiende por Togo y Ghana, por un lado, y por Níger, por otro. El punto más alto del país es el monte Sokbaro (o Sagbarao) (800 metros).
El sur del país está formado por una llanura costera baja salpicada de pantanos, lagos y lagunas, entre los que destacan el valle inferior del Ouémé, la laguna de Porto-Novo y el lago Nokoué, un vasto humedal de 91.600 ha reconocido como de importancia internacional por la Convención de Ramsar.
La mayor parte de la población vive en las llanuras costeras del sur, cuya altitud no supera los 10 metros. Aquí se concentran las mayores ciudades de Benín, sobre todo Porto-Novo, capital oficial, y Cotonú, capital económica y política.

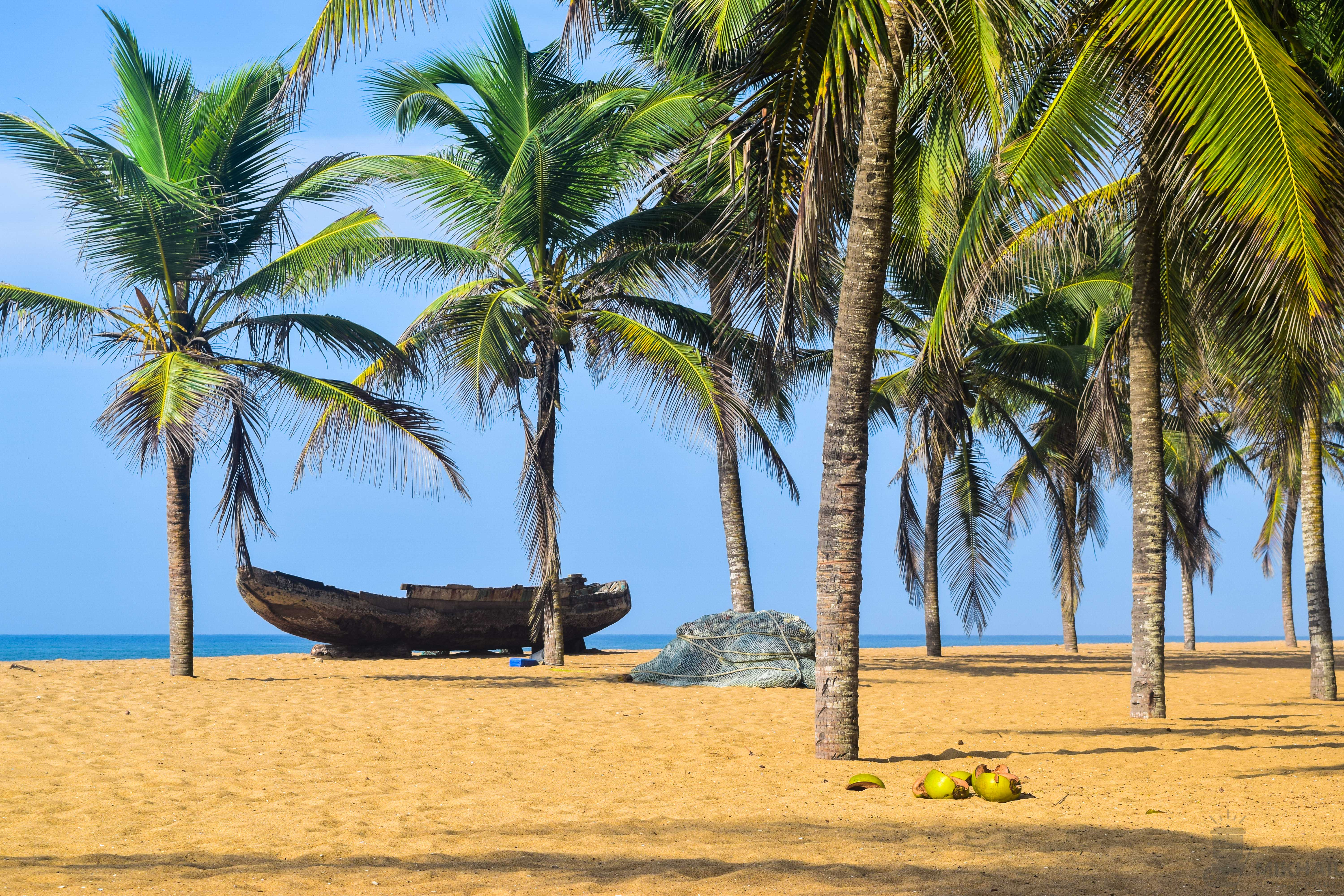
Cocoteros en una playa de Benín

### Clima
El clima del país, situado en una zona intertropical, es generalmente cálido y húmedo, con variaciones estacionales y geográficas ligadas a la latitud, el relieve y la alternancia de las estaciones. Existen dos zonas separadas por el paralelo 10: en el sur, un clima subecuatorial templado; en el norte, un clima más cálido y seco.
Caen entre 900 y 1.400 milímetros de agua al año, y las regiones más lluviosas se encuentran en el sureste, de Cotonú a Porto-Novo, el Atacora entre Natitingou y Djougou, y las regiones de Dassa-Zoumè y N'Dali al norte de Parakou. Las precipitaciones alcanzan su máximo en el sur (clima ecuatorial), de mediados de marzo a mediados de julio, y disminuyen en noviembre y diciembre.

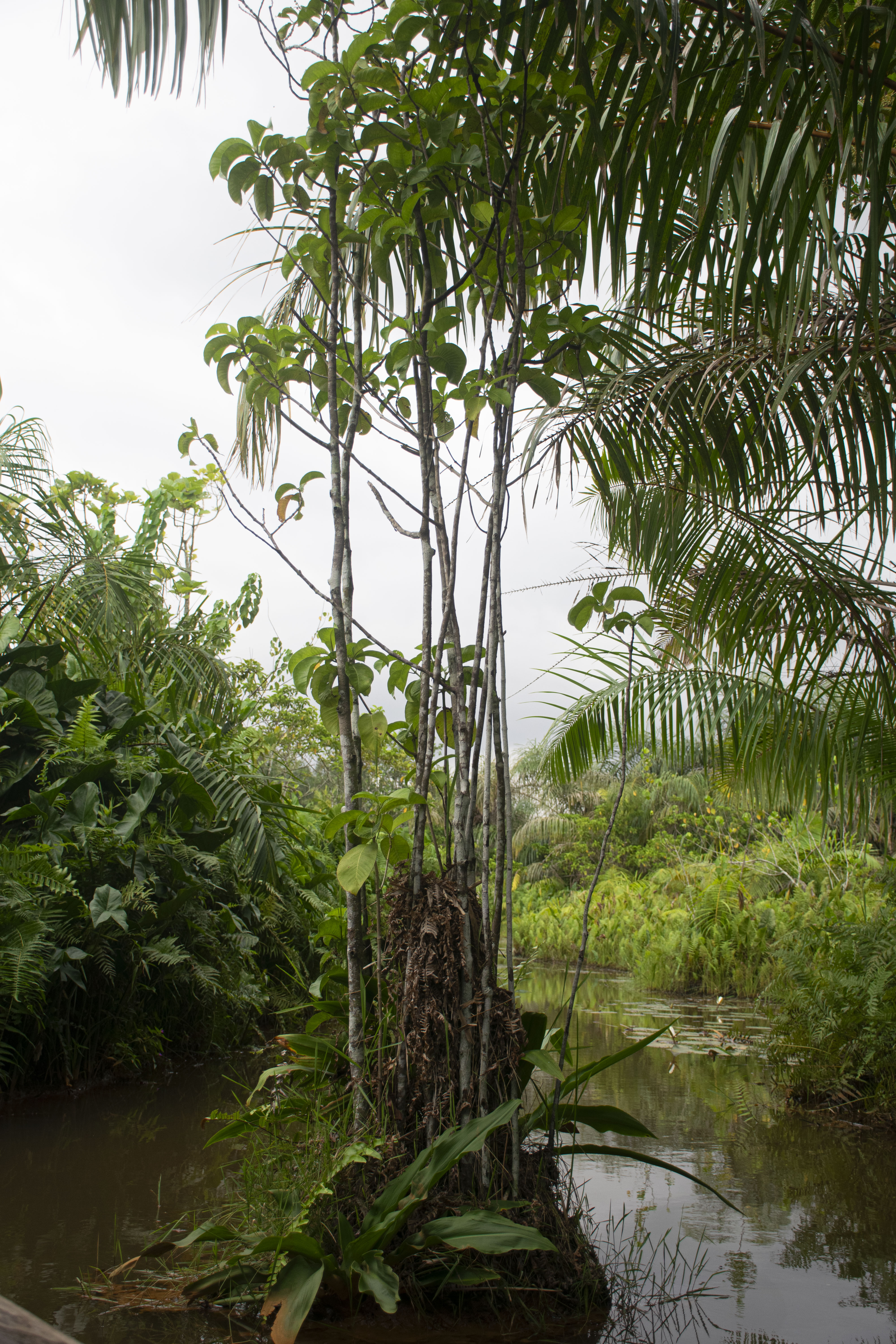
El Valle de Sitatunga, Benín

El monzón oceánico, cargado de humedad, sopla desde el suroeste de abril a noviembre. El seco harmattan continental sopla en dirección opuesta al monzón (desde el norte, desde el Sahel), de noviembre a mayo, trayendo un polvo ocre anaranjado.
La humedad es siempre alta, entre el 65% y el 95%. Las temperaturas medias oscilan entre 22° y 34 °C, siendo abril y mayo los meses más calurosos, justo después de que el viento llamado harmatán haya soplado durante seis meses, antes de que el monzón traiga sus lluvias.

### Ecología
WWF divide el territorio de Benín entre cuatro ecorregiones:
- Sabana sudanesa occidental, en el centro y norte del país
- Mosaico de selva y sabana de Guinea, en sur
- Selva guineana oriental, en las montañas del noroeste
- Selva de tierras bajas de Nigeria, en el sureste

### Flora y Fauna
Benín cuenta con variados recursos de fauna y flora silvestres, protegidos principalmente en sus dos zonas protegidas contiguas: el Parque Nacional de Pendjari y el Parque Nacional de W. El primero es conocido por muchas especies de avifauna y el segundo parque es rico en mamíferos y depredadores. Además, hay muchas otras reservas forestales en el país, pero no son fácilmente accesibles, no están bien protegidas ni se han estudiado adecuadamente sus recursos de fauna salvaje. 

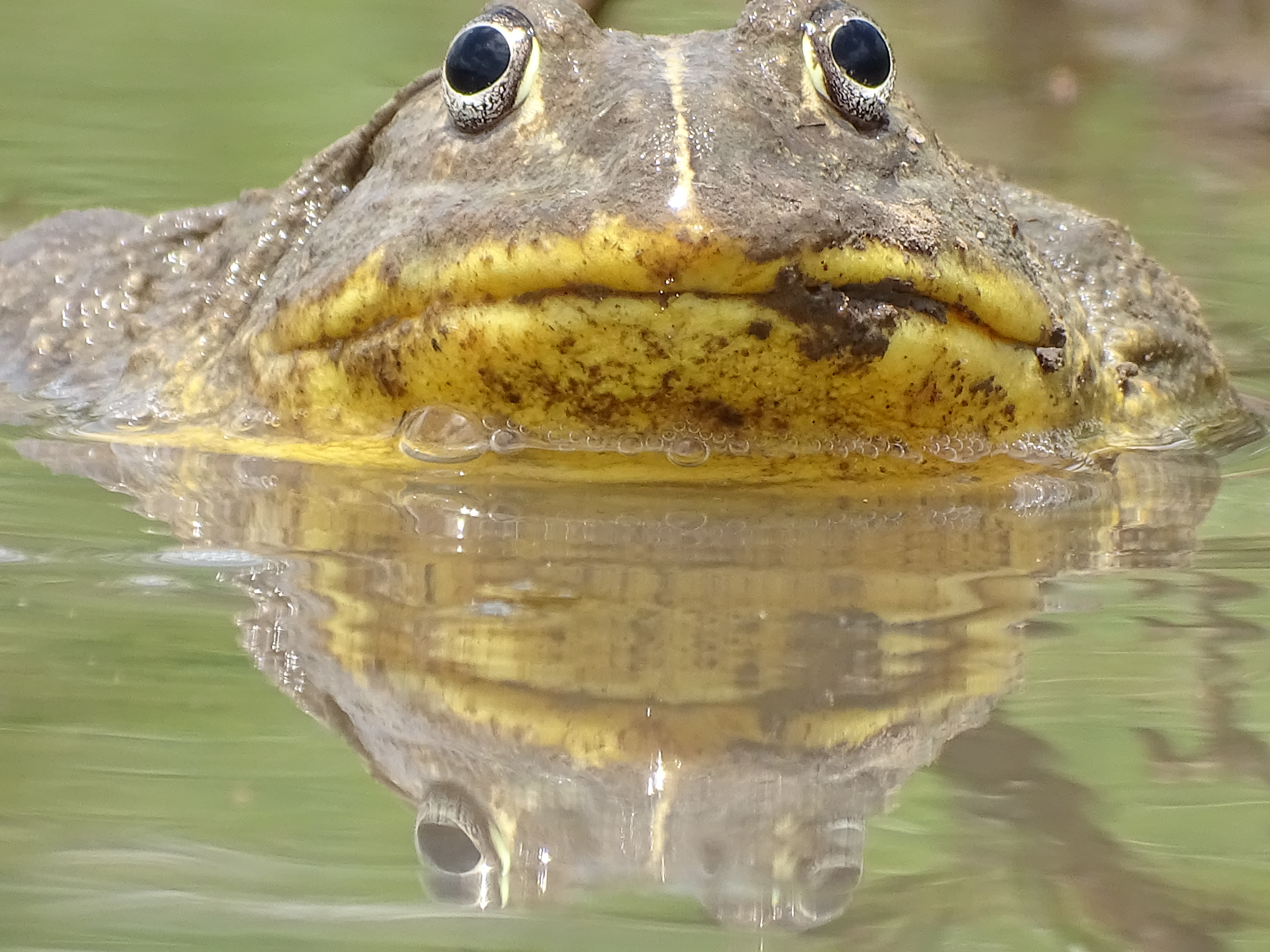
Una Rana Toro Africana (Pyxicephalus edulis) en Benín

La zona protegida de Benín, definida como Sistema Nacional de Zonas Protegidas, se encuentra en el norte del país y presenta principalmente un ecosistema de sabana boscosa. Ocupa el 10,3% del territorio nacional y forma parte del Complejo W-Arly-Pendjari (WAP), formado por tres naciones (de las cuales el 43%, 36% y 21% se encuentran en Benín, Burkina Faso y Níger respectivamente).
Destacan los bosques ribereños, que constituyen un ecosistema dominante y representan un tercio de la flora de Benín, estimada en 3.000 especies. Estos bosques se encuentran a lo largo de las riberas de los ríos y consisten en bosques semicaducifolios, secos y abiertos y sabanas arboladas. Sin embargo, estos sistemas han sido objeto de graves abusos mediante la deforestación, lo que hizo necesaria la aplicación de una ley que impone restricciones a la tala de estos bosques.
En el sur de Benín, donde la malaria es una enfermedad común como en el resto de África, las plantas medicinales se utilizan para el tratamiento como una forma de medicina tradicional o alternativa.

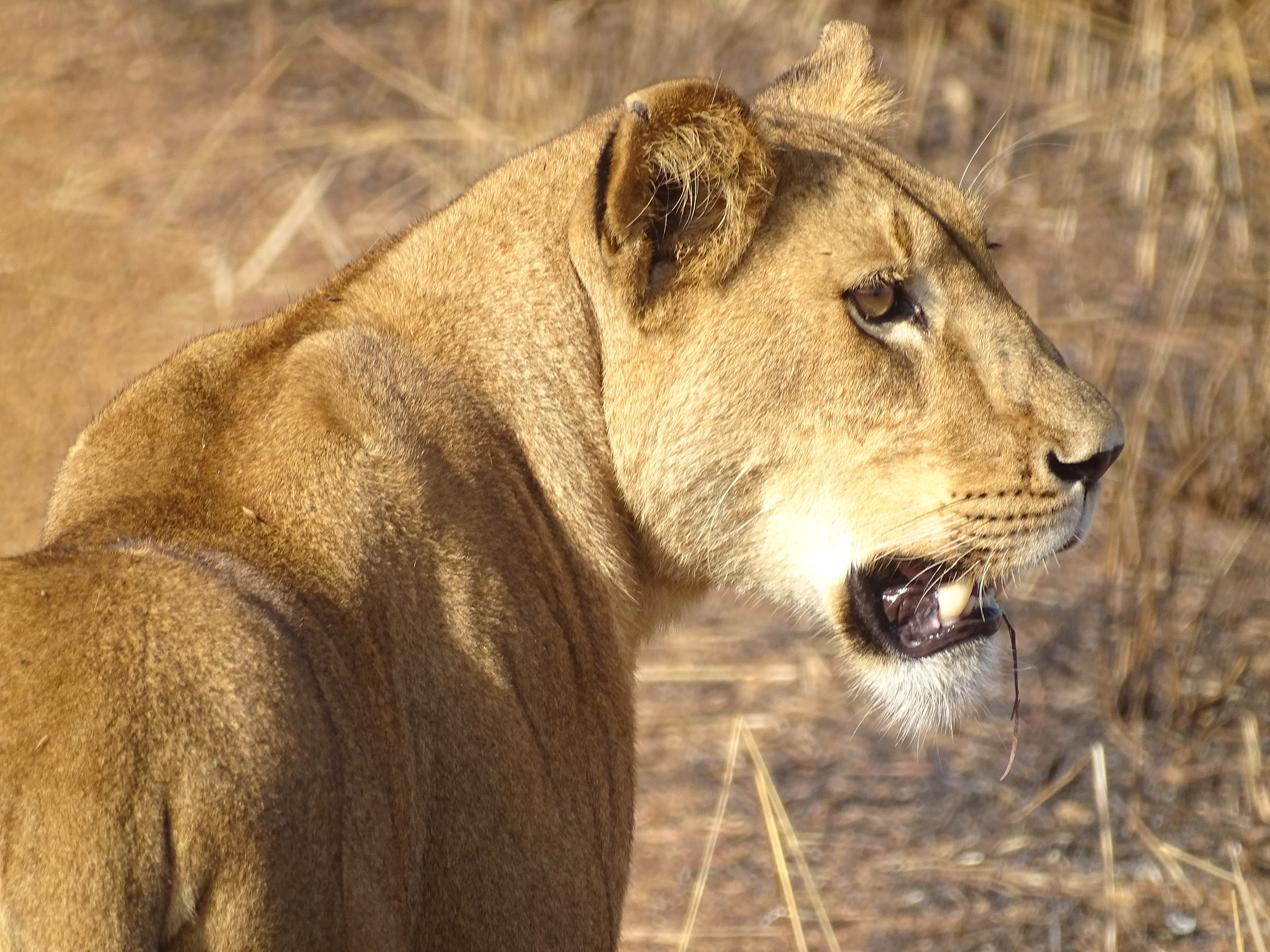
Leona (Panthera leo) en el Parque nacional Pendjari

#### Áreas protegidas
El Parque Nacional de la W, Categoría de Gestión II de la UICN, un parque transfronterizo entre Níger, Benín y Burkina Faso, como parte del río Níger, abarca una superficie de 563.280 hectáreas (1.391.900 acres) en Benín. La «W» se debe a las curvas en forma de W del río Níger que bordea el parque y que está alimentado por el río Tapoa, al norte, y el río Mékrou, al sur. Su altitud oscila entre 170 y 338 metros. Además, las zonas tampón son las zonas de caza de Mékrou, 102.640 hectáreas (253.600 acres), Djona, 115.200 hectáreas (285.000 acres) y Kompa, 15.000 hectáreas (37.000 acres), aparte de las zonas de transición en una zona de 5 kilómetros (3,1 mi). 
Esta zona del cinturón de sabana de África Occidental abarca ecosistemas terrestres, semiacuáticos y acuáticos. Principalmente de sabana arbolada sudanesa semiárida a semihúmeda, se han identificado 500 especies de plantas. La fauna de la sabana sudanesa consta de 70 mamíferos diurnos y más de 112 especies de peces, entre ellos el rape y el angelote. En el parque viven unas 200.000 personas, tanto en su interior como en la periferia, lo que crea conflictos entre los gestores del parque, los pastores y los agricultores.
El Parque Nacional de Pendjari ocupa 275.500 hectáreas en el extremo noroeste de Benín. Cuenta con zonas tampón, a saber, Pendjari (348.000 ha), que incorpora las zonas de caza de Pendjari-Porga (76.000 ha), Batia (75.500 ha) y Konkombri (25.900 ha). Inicialmente conocido como reserva forestal, fue declarado parque nacional el 6 de mayo de 1961, tras la independencia de Benín. 

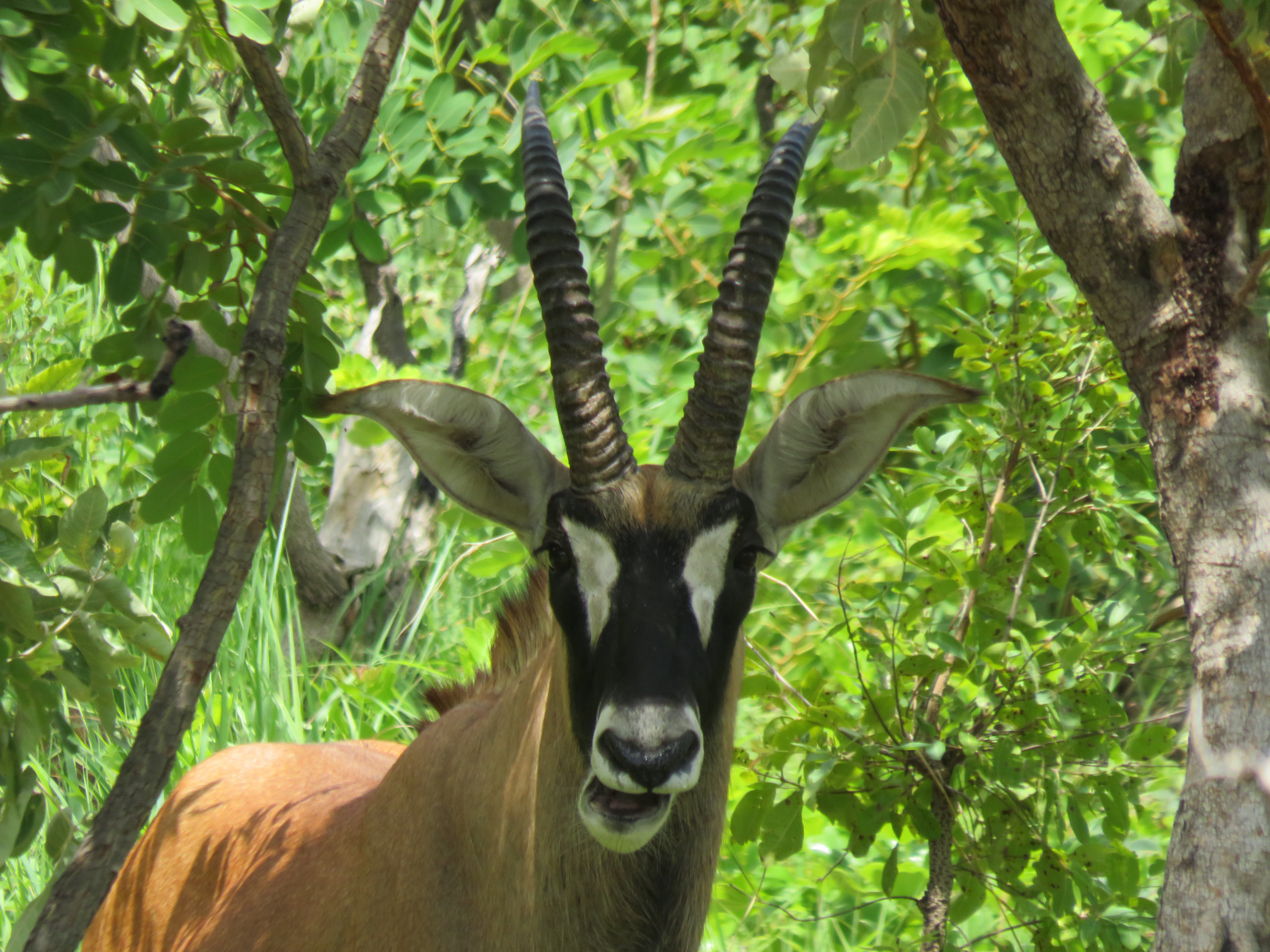
Un Antílope ruano o Equino (Hippotragus equinus) en Benín

En junio de 1986 se clasificó como Reserva de la Biosfera del MAB (incluidas las zonas de caza colindantes de Pendjari y Atacora). El valle del río Pendjari fue reconocido como humedal de importancia internacional y designado sitio Ramsar en febrero de 2007. El parque forma parte del complejo W-Arli-Pendjari (WAP), que es una vasta zona protegida en Benín, Burkina Faso y Níger. Las colinas y acantilados de la cordillera de Atakora hacen del noroeste una de las zonas más pintorescas de Benín. Constituyen un maravilloso telón de fondo para el Parque Nacional de Pendjari, que, en su aislamiento, sigue siendo uno de los más interesantes de África Occidental.

#### Bosques
Los bosques ribereños de Benín son importantes lugares de conservación que necesitan más cuidados de los que se les prestan actualmente. Estos bosques, que dependen de las inundaciones y de la flora que depende de esta fuente de agua, se ven en muchas partes de Benín. Además, las especies forestales y de sabana también forman parte de este ecosistema, ya que tienen una combinación de plantas de varios tipos de bosque y sabana. De ahí que los bosques ribereños sean más diversos que los de la vegetación de un solo ecosistema. También proporcionan alimento para la supervivencia de muchos animales y otras especies forestales.

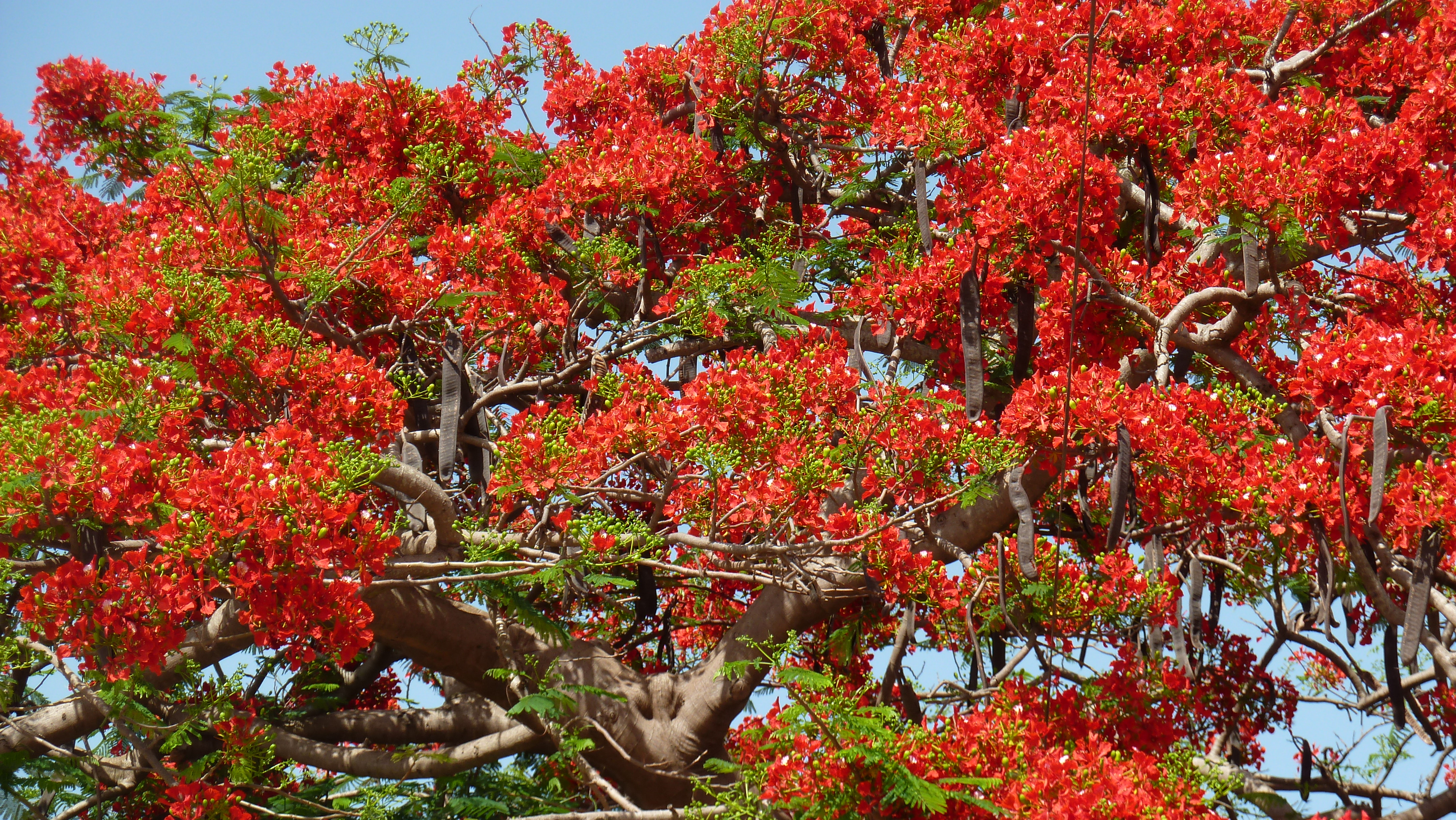
Árboles Delonix regia en Benín, conocidos por su coloridas hojas rojas

El ecosistema de los bosques de ribera se encuentra en una zona limitada y se extiende de forma lineal. Estos bosques albergan al menos un tercio de las 3.000 especies de flora estimadas de Benín, con varias especies valiosas, raras o incluso endémicas. Se trata de bosques semicaducifolios, secos y abiertos, y de sabanas arboladas que se extienden a lo largo de las riberas de los ríos o arroyos. La fisonomía de este tipo de bosque es muy variable, con árboles de una altura media de 14-18 metros (46-59 pies) y algunos lugares de hasta 20-25 metros (66-82 pies) con un sotobosque (sotobosque) denso. Los ecosistemas adyacentes también afectan a la vegetación de estos bosques.

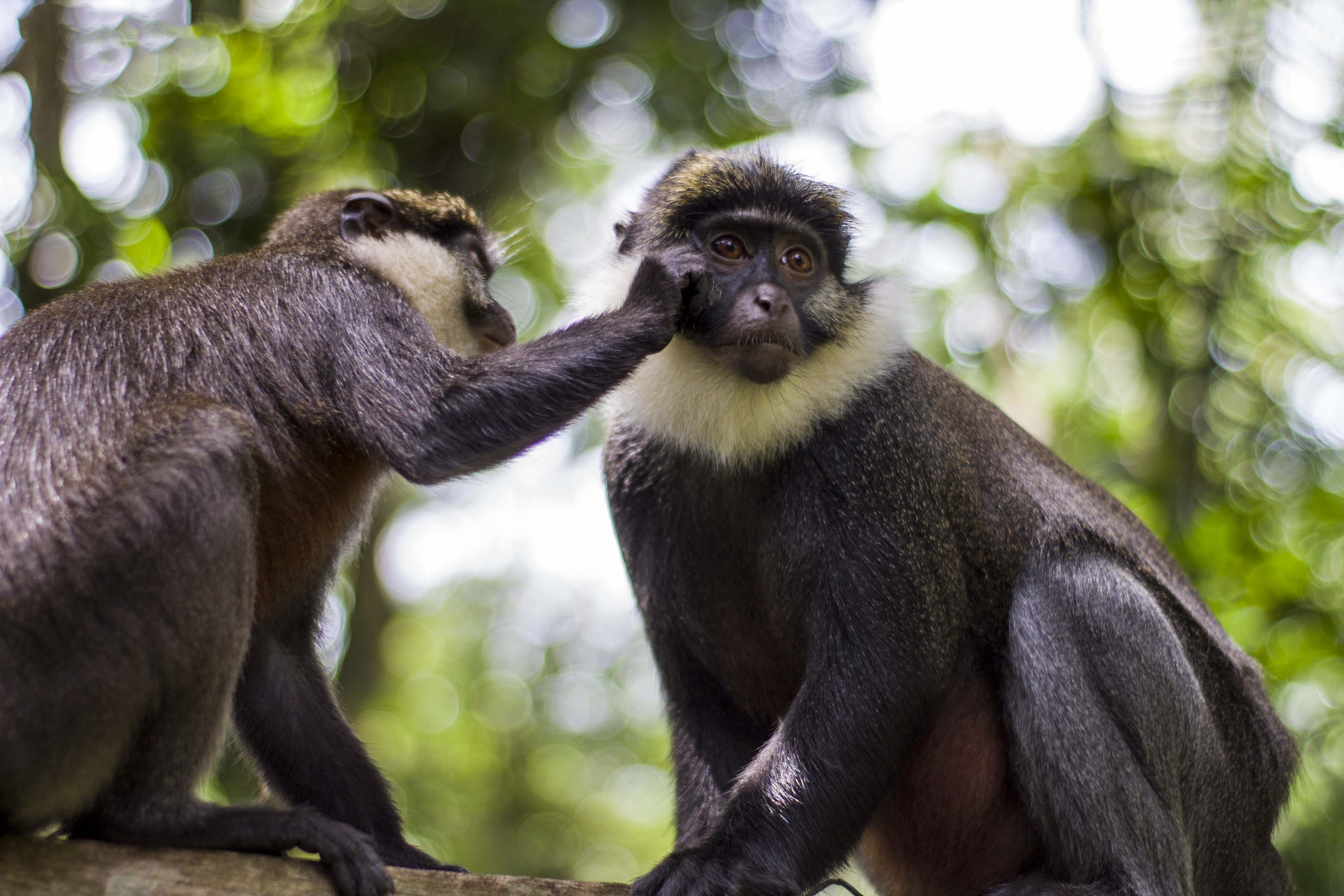
Primates (Cercopithecus erythrogaster) en el Santuario de Monos de Drabo

Sin embargo, este ecosistema de bosque hidrófilo y edáfico de agua dulce tiene una complejidad estructural y una extensión generales. Se encontraba en estado de extinción debido a «los cultivos migratorios, el pastoreo, la tala selectiva de especies arbóreas valiosas o raras, la construcción de carreteras y presas y la sobreexplotación de productos forestales no madereros» para satisfacer las necesidades básicas de las comunidades rurales. Estas prácticas provocaron la degradación del ecosistema de plantas y animales raros. Se llegó a una fase crítica en la que las comunidades vegetales autóctonas de varias capas se extinguieron en varias zonas, con la consiguiente creación de campos abiertos, matorrales o sabanas de escaso valor. Así pues, la degradación del sistema, de gran riqueza ecológica, hizo necesaria la intervención del Gobierno a través de una legislación habilitante para detener los daños ulteriores al ecosistema. 
El gobierno de la República de Benín promulgó una ley forestal (n.º 93-009) en julio de 1993, en virtud de la cual se reconocía debidamente la singularidad de los bosques ribereños como ecosistema refugio de plantas y fauna de muchas clases. La ley promulgada establecía que «no se permite la tala de madera y arbustos a menos de 25 metros (82 pies) a ambos lados de cualquier curso de agua (artículo 28)». Además, en los planes de gestión de la mayoría de las reservas forestales de Benín, los bosques de galería deben dejarse sin talar...».  Tampoco se talarán las especies raras (por ejemplo, las especies de la familia de la caoba del género Khaya; la especie de las moráceas, Milicia excelsa) fuera de los bosques de galería" A pesar de esta legislación, la aplicación de la ley no es eficaz. Según los informes, sigue habiendo una utilización ilegal incontrolada de los recursos forestales, sobre todo en las zonas no protegidas.

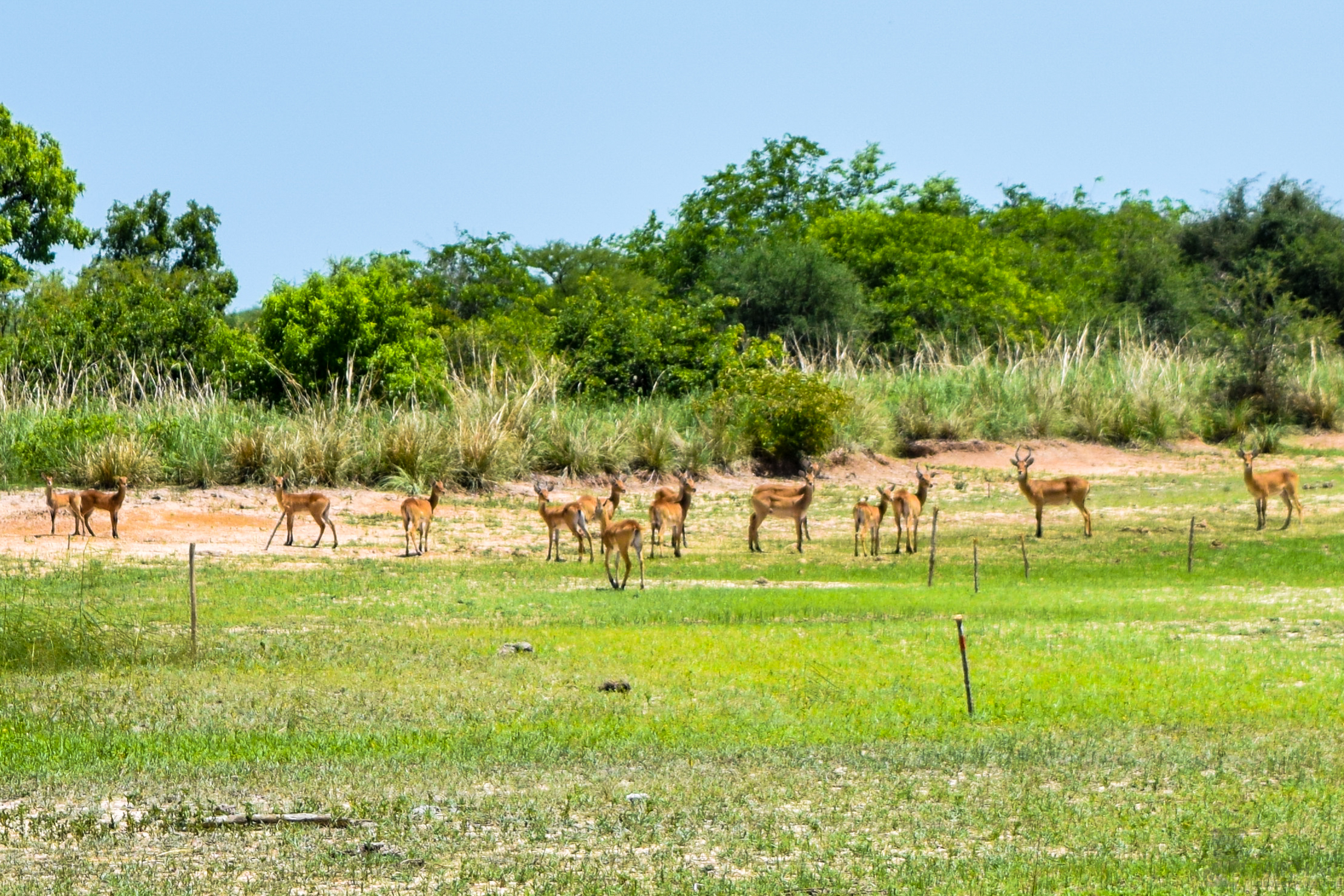
Manada de Cobos (Kobus kob) en un campo de Benín

#### Mamíferos
Entre los depredadores se encuentran el león (Panthera leo), el leopardo (Panthera pardus), el guepardo (Acinonyx jubatus), el caracal (Caracal caracal), el gato salvaje africano (Felis lybica), el perro de caza africano (Lycaon pictus), el chacal de rayas laterales (Canis adustus), el chacal de lomo negro (Canis mesomelas) y la hiena manchada (Crocuta crocuta). Entre los depredadores nocturnos se encuentran la civeta africana (Civettictis civetta), la gineta de manchas pequeñas (Genetta genetta), la gineta del Cabo (Genetta tigrina), la nutria de cuello moteado (Lutra maculicollis), el tejón melero (Mellivora capensis), mangosta de los pantanos (Atilax paludinosus), mangosta egipcia (Herpestes ichneumon), cusimanse (Crossarchus obscurus), mangosta de cola blanca (Ichneumia albicauda), mangosta esbelta o pigmea (Galerella sanguinea), mangosta de Gambia (mungos gambianus).
Los parques y otras zonas albergan elefantes africanos de monte, rinocerontes y búfalos y antílopes africanos. Se han identificado 17 especies, como la sitatunga (Tragelaphus spekii), el bongo (Tragelaphus eurycerus) y el korrigum (Damaliscus korrigum korrigum). Otras especies de estatus diverso son el duiker gris (Sylvicapra grimmia), el bushbuck, el duiker de Maxwell (Philantomba maxwellii), el duiker de flanco rojo (Cephalophus rufilatus), el duiker negro (Cephalophus niger), el duiker de espalda amarilla (Cephalophus silvicultor), el duiker gris (Sylvicapra grimmia)

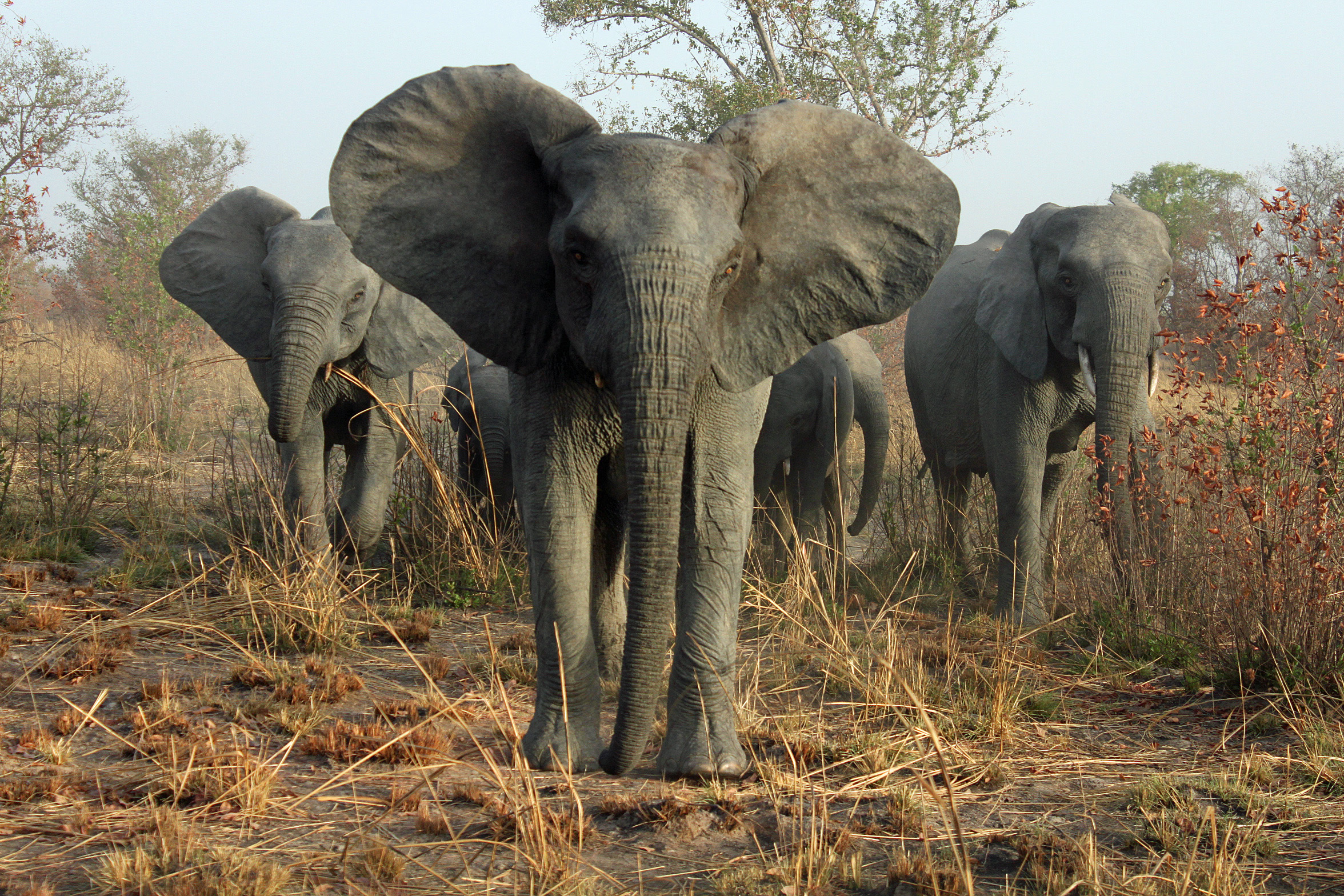
Un grupo de Elefantes africanos de Sabana (Loxodonta africana)

Bohor (Redunca redunca), antílope acuático (Kobus ellipsiprymnus), antílope de Buffon (Kobus kob), antílope ruano (Hippotragus equinus), antílope jabalí (Alcelaphus buselaphus major), gacela de frente roja (Eudorcas rufifrons) y oribi (Ourebia ourebi). 
Entre los primates registrados se encuentran el babuino oliváceo (Papio anubis), el mono verde (Cercopithecus sabaeus) y el mono patas común (Erythrocebus patas).

#### Reptiles y Aves
Entre los reptiles presentes se encuentran el cocodrilo del Nilo (Crocodylus niloticus), el caimán enano y camaleones en 100 variaciones de color. Entre las tortugas destacan la tortuga leopardo (Stigmochelys pardalis), varias especies de galápagos y tortugas: de las ocho especies de tortugas marinas, cuatro viven en la costa de Benín: la tortuga verde (Chelonia mydas), la tortuga golfina (Lepidochelys olivacea) y la tortuga laúd (Dermochelys coriacea). La tortuga carey autóctona (Eretmochelys imbricata) es la fuente del carey tradicional. Los lagartos son de dos tipos, ambos inofensivos: las salamanquesas y los eslizones. Ambos son depredadores.

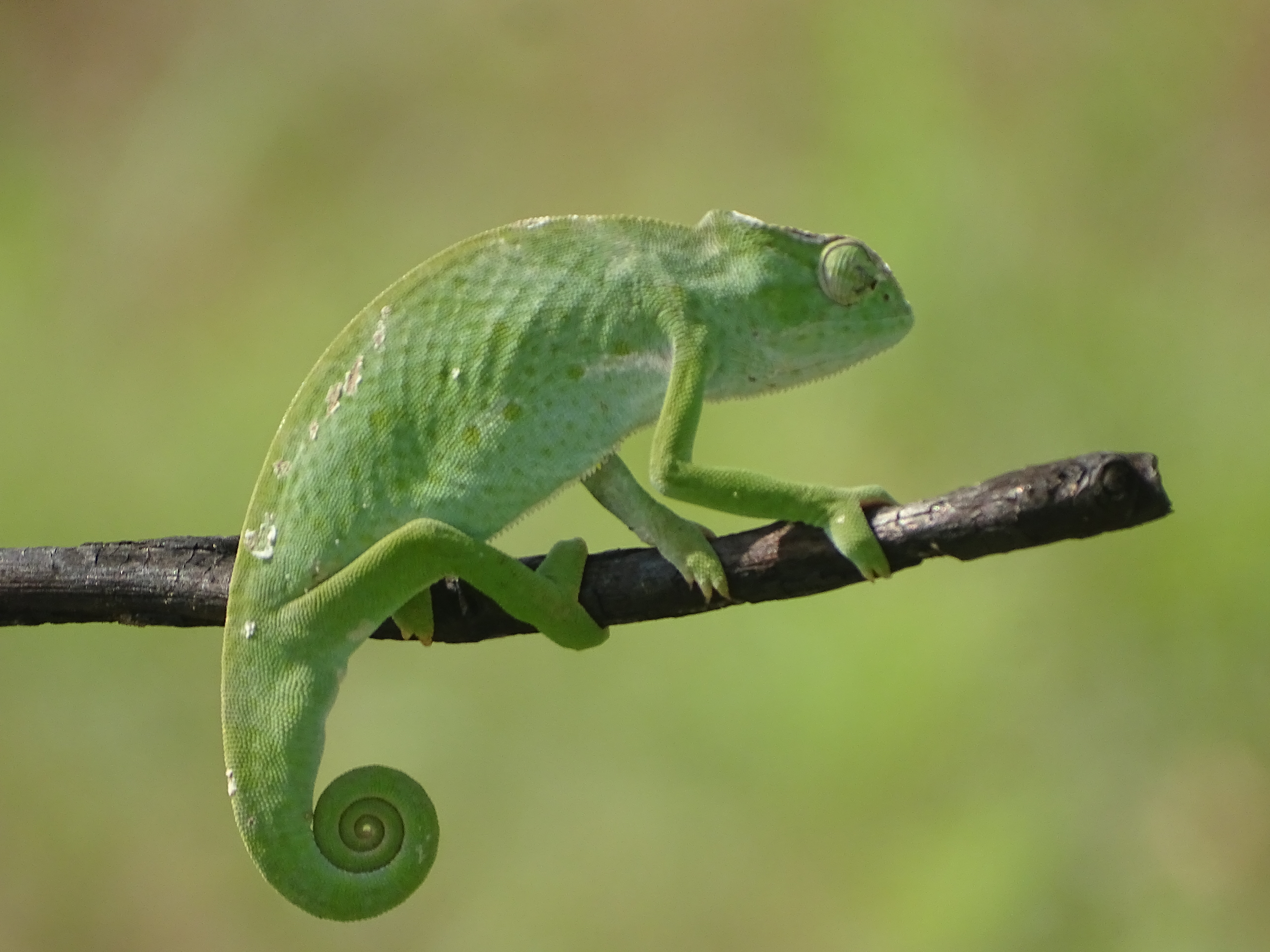
Un Camaleón de Senegal en Benín (Chamaeleo senegalensis)

Las aves son una característica especial en todo tipo de hábitats, desde la selva tropical hasta los desiertos de Benín, que tiene dos zonas climáticas principales, a saber, la espesa vegetación tropical del sur y las sabanas secas y los bosques claros del norte. Los lugares de observación de aves limícolas son las lagunas costeras de Les Bouches du Roi y los remansos de la playa de Ouidha. Las aves acuáticas y forestales se dan en el lago Nokoué y el lago Ahémé. Las aves de pluma se encuentran en las colinas de roca granítica cerca de Dassa-Zoume. En los parques nacionales abundan las aves específicas de la sabana.
Entre las especies de insectos presentes en Benín figuran la mosca tsetsé y numerosos vectores de enfermedades epidémicas.

#### Vegetación
No se registran bosques densos en Benín. A lo largo de las zonas costeras se ven cocoteros, palmeras palmyra, palmeras de aceite hasta Abomey, donde después la vegetación es de sabana fusionada con la de Guinea y Sudán. Otras especies arbóreas observadas son el ébano de África Occidental, el karité, el Bombax costatum, llamado ceibo o árbol fromager, y el Khaya senegalensis, la caoba de Senegal.

## Economía
La economía de Benín sigue estando en vías de desarrollo y dependiente de la agricultura de subsistencia, producción de algodón e intercambio regional. Únicamente el 13 % del territorio nacional es cultivable. Hay petróleo, oro, mármol y piedra caliza, pero explotados por extranjeros, permitiendo la salida del capital. Desde 1988 se genera electricidad en la represa de Nangbeto, sobre el río Mono. Las principales exportaciones del país son los hidrocarburos y el algodón. La mayor parte de los intercambios comerciales se realizan con Francia, Tailandia, Portugal, Japón, el Reino Unido, Italia y China. Entre el 50 % y el 90 % de las exportaciones las constituyen materias primas.
El nivel de producción ha subido un 5 % en los últimos seis años, pero el rápido crecimiento de la población ha compensado este logro. La inflación ha bajado durante los últimos años. Con el fin de aumentar su crecimiento, Benín planea atraer más inversores extranjeros, incrementar los ingresos por el turismo, facilitar el desarrollo de nuevos sistemas de procesamiento de comida y productos agrícolas, y enfocarse en nuevas tecnologías de información y las comunicaciones.
En torno al 5 % de la población ha emigrado del país; los países con más inmigrantes benineses son Nigeria, Gabón y Costa de Marfil.
Entre el 13 % y el 17 % del PNB se debe a la ayuda exterior que recibe el país; entre el 50 % y el 60 % proviene de la Unión Europea y más de mitad lo hace de la antigua metrópoli.
Según el Índice mundial de innovación, a cargo de la Organización Mundial de la Propiedad Intelectual, en 2024, Benín se ubicó en lugar 119 en innovación entre 133 países del mundo;mientras que en 2023 ocupó el lugar 120 y el lugar 124 en 2022.

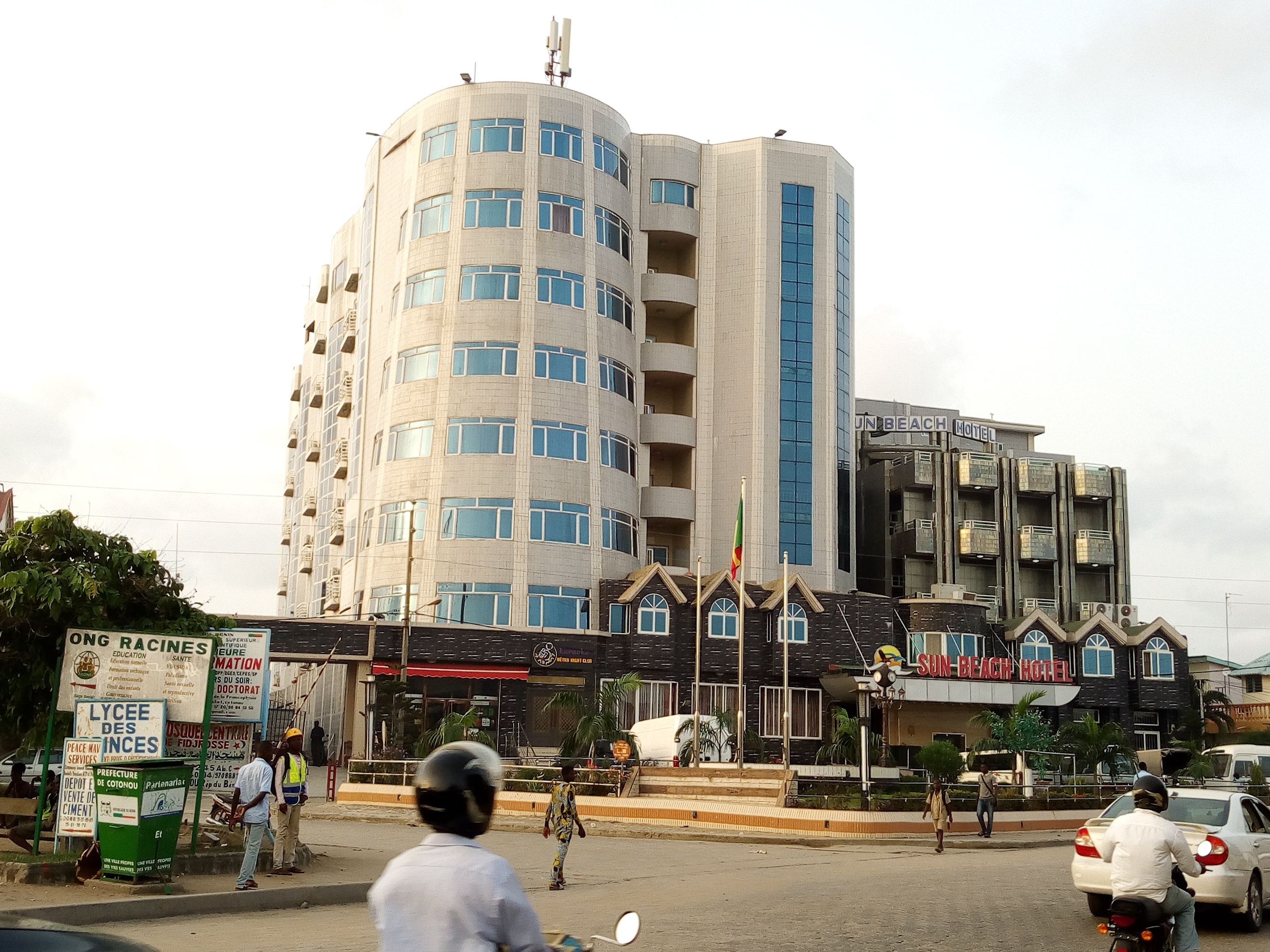
Un Hotel en Cotonou, Benín

### Turismo
El turismo en Benín, que cuenta con un importante potencial natural y cultural, es la segunda fuente de ingresos en divisas y el tercer empleador del país, después de la agricultura y el comercio, pero ha carecido de recursos para desarrollarse. Desde 2015 se perfilan nuevas perspectivas, con el apoyo del Grupo del Banco Mundial y del Gobierno, que está decidido a hacer del turismo un vector de crecimiento y empleo. El Ministerio de Cultura, Artesanía y Turismo (MCAT) es su ministerio supervisor.
En la antigua Dahomey, los administradores coloniales ya habían tomado nota y valorizado brevemente algunos sitios, como Grand-Popo, la Bouche du Roy (desembocadura del río Mono) y Ganvié. Tras la independencia en 1960, y a pesar de la inestabilidad política que siguió, hubo un flujo constante de turistas. Durante el periodo llamado «revolucionario» (1972-1989), bajo el mando del comandante Kérékou, el número de visitantes ascendió a algo más de 40.000 al año. A partir de 1974, la gestión pasó a manos del Estado, a través de la Office national du tourisme et de l'hôtellerie (ONATHO). En 1980 se creó el Ministerio de Turismo. Con la llegada al poder del Presidente Nicéphore Soglo en 1991, se puso en marcha un programa de promoción turística. El número de visitantes superó los 100.000 en 1991, y los 165.000 en 2001. La década de 1990 estuvo marcada por dos acontecimientos internacionales de gran repercusión: el festival Ouidah 92, en 1993, y la cumbre de la Francofonía, en 1995.

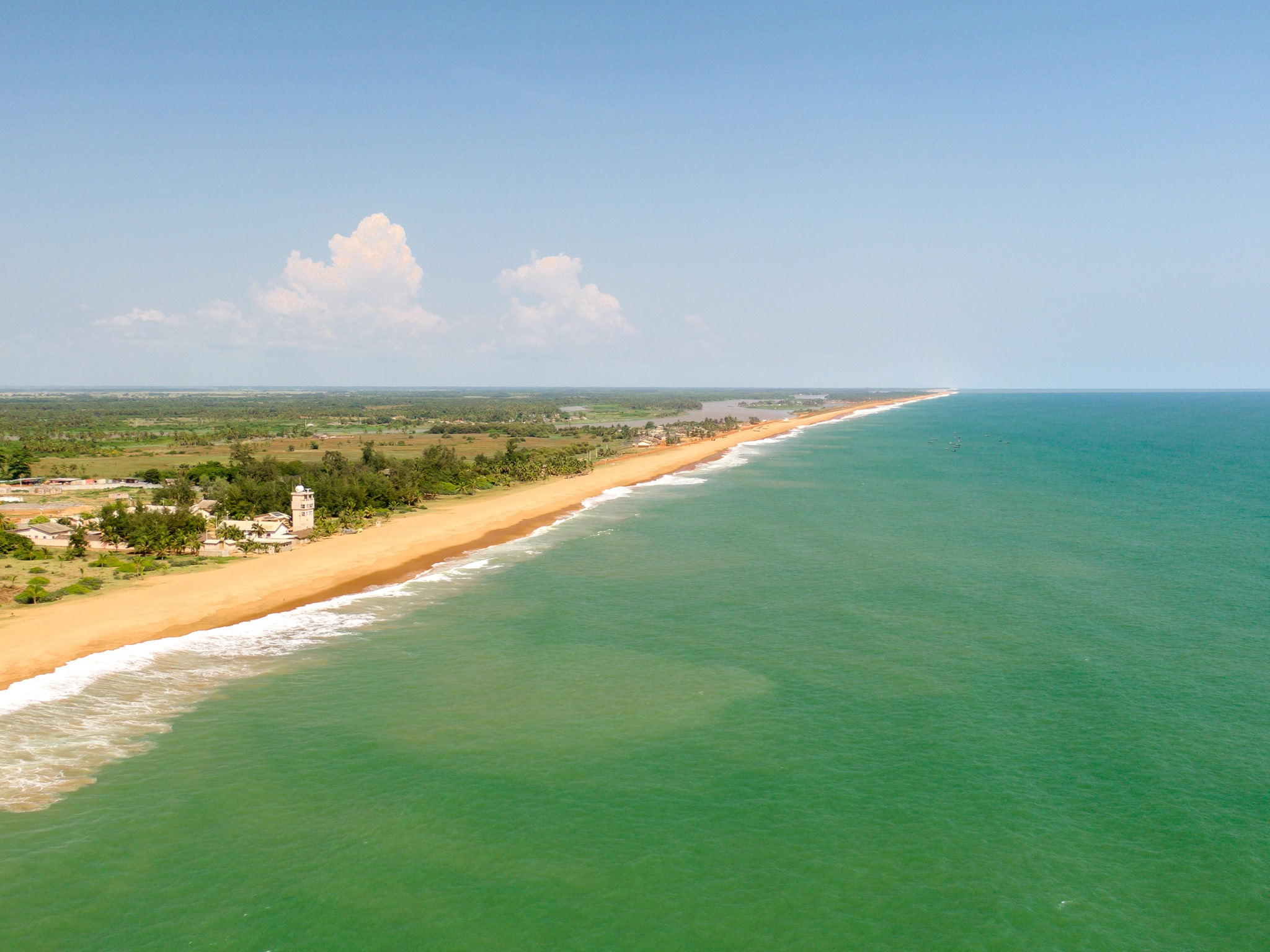
Una de las playas de Benín en la localidad de Grand-Popo

Aunque el número de llegadas aumentó, hay que señalar que la mayoría eran viajes de negocios de corta duración, sobre todo procedentes de África. El turismo de ocio apenas representa el 24% del total de visitantes. La mayoría llega por el aeropuerto de Cotonú, salvo los procedentes del norte, que llegan por Uagadugú. Estos turistas suelen elegir la estación seca, entre diciembre y marzo, cuando los parques nacionales están abiertos. La estancia en Benín es corta, y los viajes organizados suelen incluir otros países de África Occidental.
En 2003 se lanzó un nuevo proyecto muy ambicioso, relanzado en 2014 por el Presidente Thomas Boni Yayi: la «Carretera de la Pesca», una vía de 40 kilómetros entre Cotonú y Ouidah, entre la playa y los cocoteros, con pueblos en medio de la laguna, un paraje natural con restaurantes y hoteles. El proyecto, cuyo coste total asciende a 1.200 billones de francos CFA, es muy controvertido entre los residentes locales y los historiadores4. El proyecto incluye la construcción de hoteles (6.000 habitaciones), complejos residenciales (7.000 viviendas) y numerosas infraestructuras, con el objetivo de crear unos 23.000 empleos directos (230.000 indirectos) y recibir hasta 95.000 visitantes al día. Según datos de la Organización Mundial del Turismo (OMT), Benín recibió 242.000 visitantes en 2014.

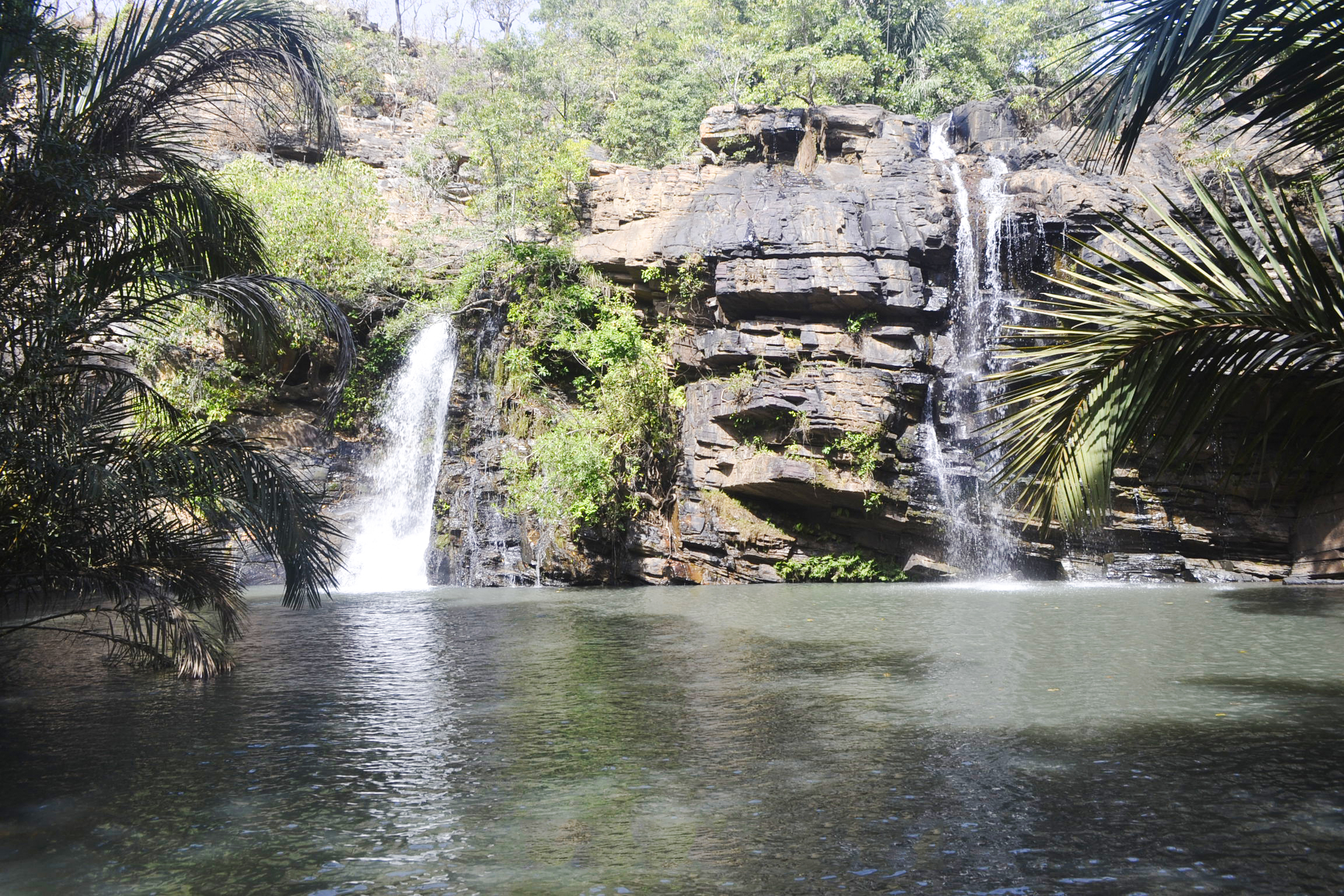
Cascadas de Kota en Benín

Tras su elección en marzo de 2016, el nuevo presidente, Patrice Talon, lamentó que Benín solo obtuviera el 0,7% de su PIB del sector turístico y puso en marcha una nueva estrategia turística, inspirada en el éxito de Ruanda en este ámbito6. El proyecto de la «Ruta de la Pesca», considerado «faraónico», fue abandonado. Siete lugares -en particular Ouidah- fueron elegidos para convertirse en los productos estrella de «Destino Benín». El Grupo del Banco Mundial concedió un préstamo de 50 millones de dólares para ayudar a Benín a desarrollar su industria turística.
Las principales riquezas naturales se encuentran en el norte del país, sobre todo en torno a la cadena montañosa de Atacora. Además de sus parajes panorámicos, cascadas, grutas y piscinas naturales, es una región de gran riqueza faunística, con el parque nacional de Pendjari, que ofrece grandes avistamientos de animales: elefantes, búfalos africanos, hipopótamos y leones. Sin embargo, el parque nacional de W du Niger, un parque transfronterizo más grande con una gran riqueza de fauna, está «formalmente desaconsejado » (en 2017) por las autoridades francesas debido a los problemas de inseguridad en el Sahel.

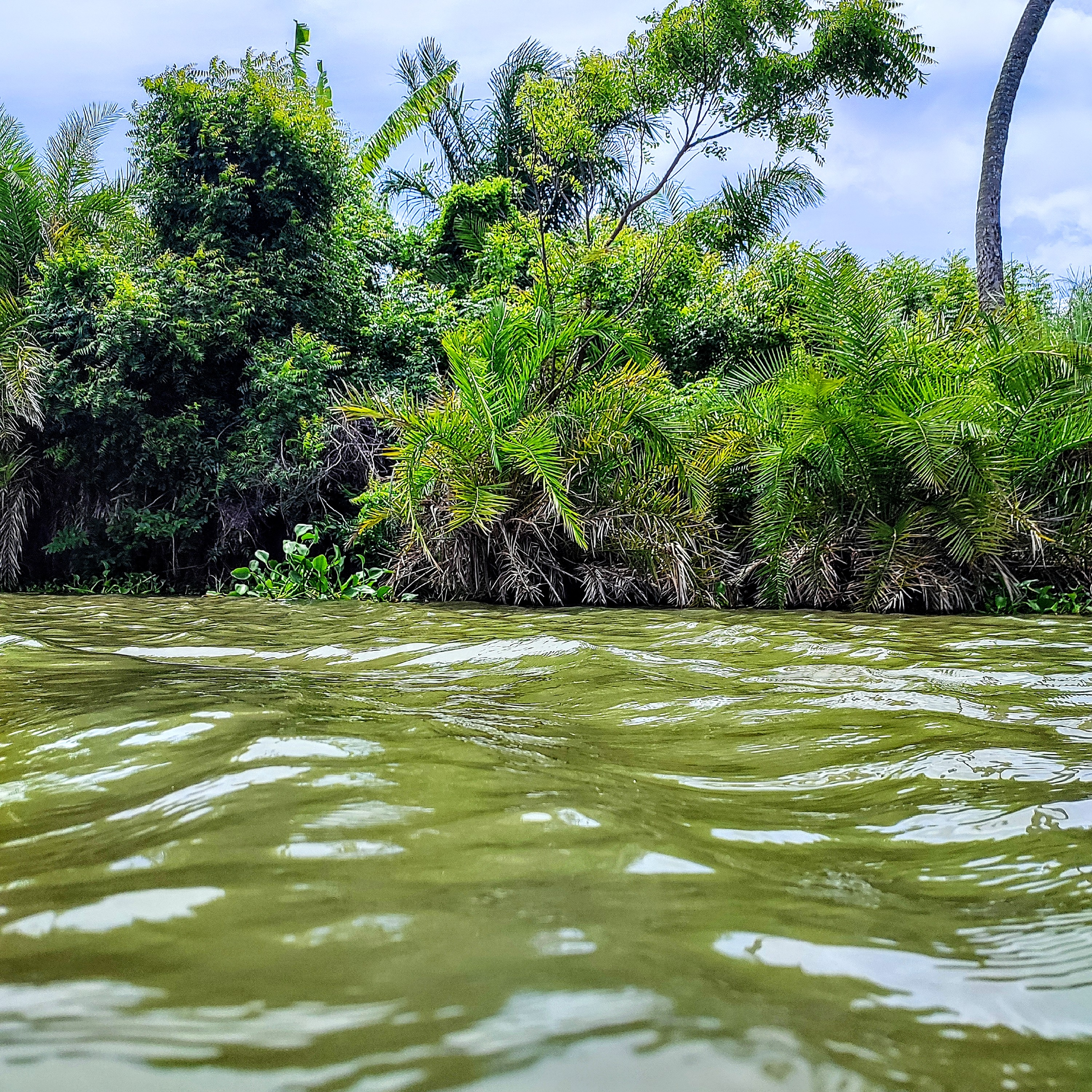
Vegetación en la isla de Sel en Grand Popo (Benín)

La región es ideal para el senderismo y el turismo de naturaleza.
Con un clima subecuatorial, la costa atlántica del sur presenta un paisaje diferente, con una vegetación más exuberante, lagos, lagunas, manglares, la desembocadura del río Mono y playas bordeadas de cocoteros.
En Benín, como en los países vecinos, se están llevando a cabo experiencias de turismo solidario, pero también plantean muchos interrogantes. El Museo de Ciencias Naturales de Cotonú es activo en este sector.

## Demografía
Un 66 % de la población sigue las creencias tribales. El nivel de alfabetización es del 42,4 % aproximadamente y notablemente mayor el de los hombres (55,2 %) que el de las mujeres (30.3 %). Fuera de las ciudades los servicios de salud son escasos. Las principales ciudades son Cotonú, Abomey-Calavi, Porto Novo, Djougou, Parakou, Bohicon y Kandi, las únicas del país que superan los cien mil habitantes. Además la ciudad de Ganvié es conocida como la Venecia africana, ya que está situada en medio del lago Nokoué. La densidad de población crece en general de norte a sur: en la costa es de más de 100 hab/km², mientras que en el norte se halla entre los diez y cincuenta, salvo a orillas del río Níger, donde es similar a la de la zona costera.
La población de origen europeo está formada por 5500 personas (0,1 % de la población total del país). Aunque el idioma oficial es el francés, también se habla el hausa, especialmente entre la población musulmana. El idioma yoruba se habla en la región fronteriza con Nigeria. Las lenguas autóctonas pertenecen al grupo de lenguas kwa.
La esperanza de vida es de 56 años. El promedio de hijos por mujer es de 5,20 y la mortalidad infantil, del 88 ‰. Al ritmo de crecimiento de población de 1991, el número de habitantes del país se ha de duplicar en menos de un cuarto de siglo.
Evolución demográfica

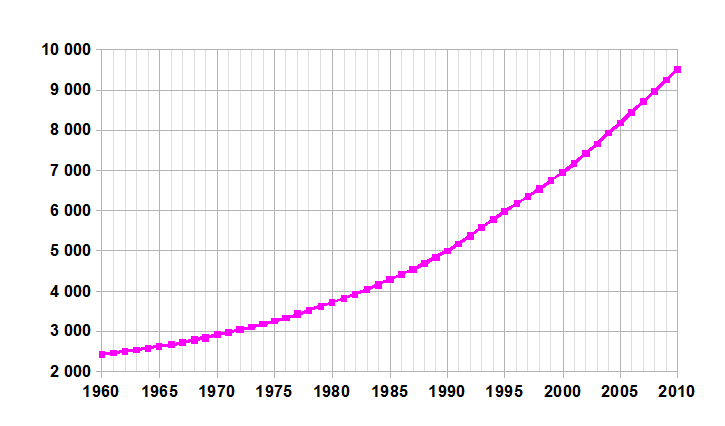
Crecimiento poblacional de Benín (1961-2010).

- 1625: 3-5,7 millones de habitantes.
- Siglo XVI-Siglo XVIII: 1,3 a 2 millones de nativos son raptados y esclavizados.[83][84]
- 1816: 1 millón.[85]
- 1856: 2 millones.[85]
- 1890: 1 millón (reducción producto de las pérdidas territoriales y la guerra contra Francia).[86]
- 1900: 500 mil (fuerte reducción producto de la conquista francesa).

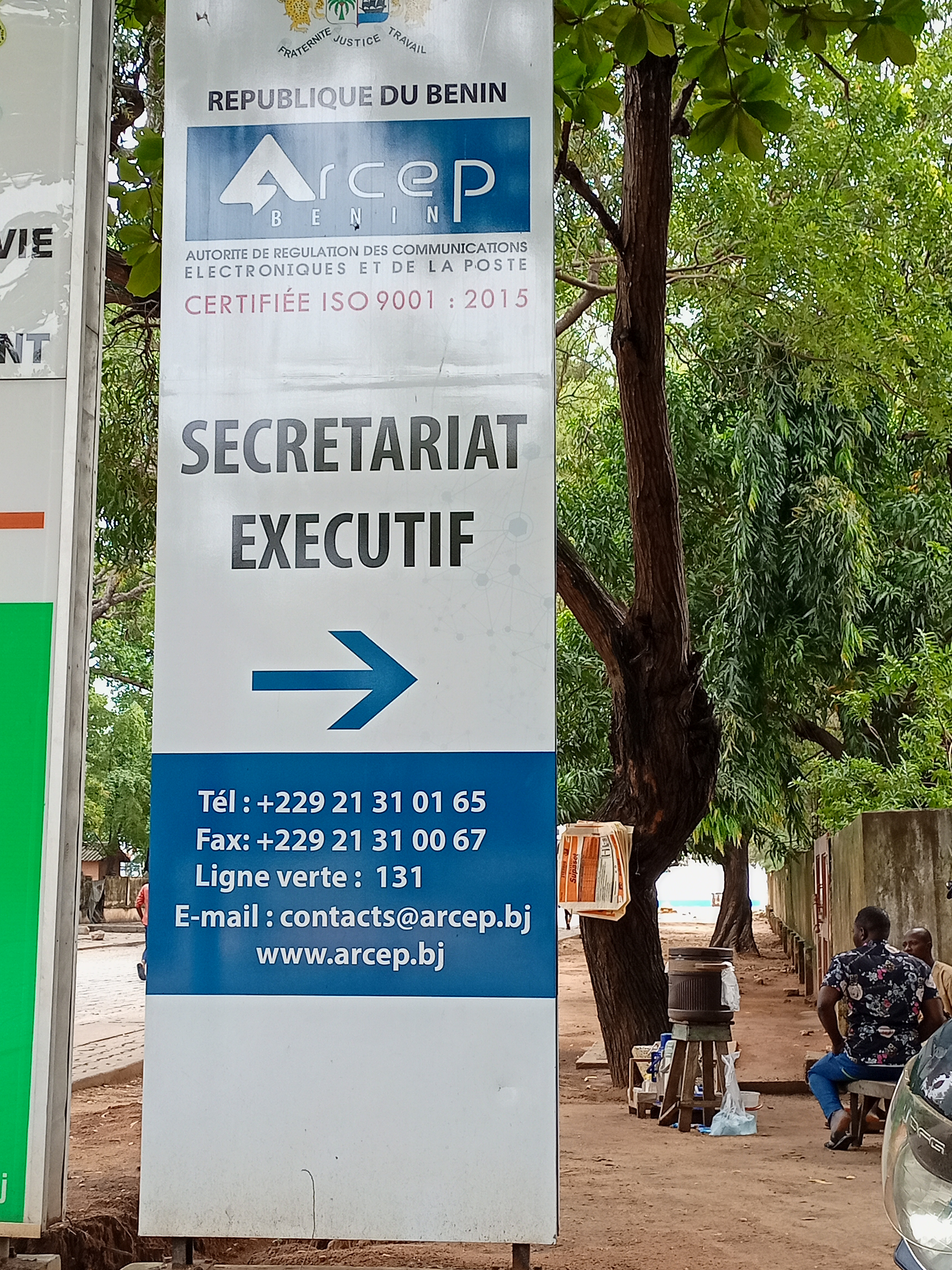
Cartel escrito en francés en Benín

- 1910: 643 mil.
- 1920: 859 mil.
- 1930: 1.147.000
- 1940: 1.532.000
- 1950: 2.046.000
- 1960: 2.237.000
- 1970: 2.708.000
- 1980: 3.459.000
- 1990: 4.622.000
- 2000: 6.395.900
- 2010: 8.086.000

Previsión a futuro:
- 2020: 9 882 000
- 2030: 11 570 000
- 2050: 22 171 000

### Idiomas
La lengua oficial de Benín es el francés. El prestigio de esta lengua, como lengua de los medios de comunicación, de la administración y de la comunicación interétnica, incita a la población a aprenderla, sobre todo en las zonas urbanas. En las calles y mercados de Cotonú se ha desarrollado una variedad del francés conocida como «francés africano». Se trata de una lengua casi jerga. Según el informe de 2014 de la OLF, el 35% de la población de Benín es francófona.
Benín es miembro de la Organización Internacional de la Francofonía (OIF) y de la Asamblea Parlamentaria de la Francofonía (APF).
En Benín se hablan unas cincuenta lenguas africanas. De ellas, sólo una veintena son habladas por más de un pequeño círculo de personas. La más hablada es el fon, seguida del yoruba, el gun-gbe, el mina, el adja y el bariba.
El inglés se utiliza en el mundo de los negocios, sobre todo en los intercambios con la vecina Nigeria. El español fue estudiado por 412.515 personas en Benín en 2014. El alemán también se enseña en Cotonú.

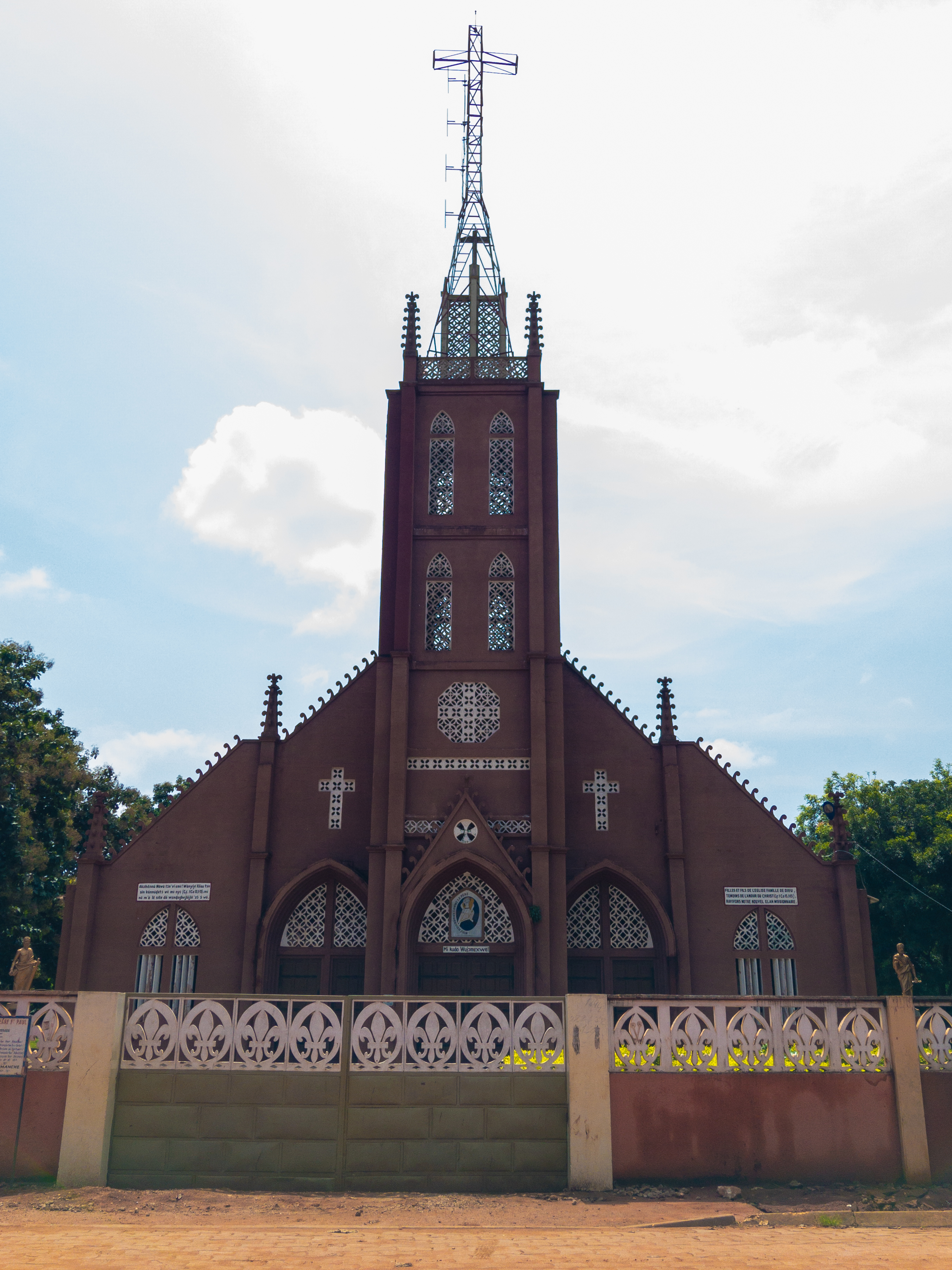
Catedral de los Santos Pedro y Pablo en Abomey al sur de Benín

### Religión
La mayoría de la población de Benín es seguidora del cristianismo que fue traído al país primero por exploradores portugueses y luego por colonos franceses, seguido sobre todo en el sur y el centro, al menos un cuarto de la población sigue el islam sobre todo en el norte, traído por el Imperio Songhai y los comerciantes hausa y seguido en las provincias de Alibori, Borgou y Donga, así como entre los yoruba, que también practican el cristianismo. Algunos siguen manteniendo creencias vodún y orisha y han incorporado el panteón de vodún y orisha al cristianismo. La Comunidad Ahmadía, una secta del Islam originaria del siglo XIX, también está presente en el país.

En el censo de 2013, el 48,5% de la población de Benín era cristiana (25,5% miembros de la Iglesia Católica, 6,7% Iglesia Celestial de Cristo, 3,4% metodistas y 12,9% de otras confesiones cristianas), el 27,7% son musulmanes, el 11,6% practicaba el Vudú, el 2,6% practicaba otras religiones tradicionales locales, el 2,6% practicaba otras religiones y el 5. El 8% afirmó no tener afiliación religiosa. Una encuesta gubernamental realizada por el Programa de Encuestas Demográficas y de Salud en 2011-2012 indicó sin embargo que los seguidores del cristianismo constituían el 57,5% de la población (con los católicos representando el 33,9%, los metodistas el 3,0%, los celestiales el 6,2% y otros cristianos el 14,5%), mientras que los musulmanes eran el 22,8%.

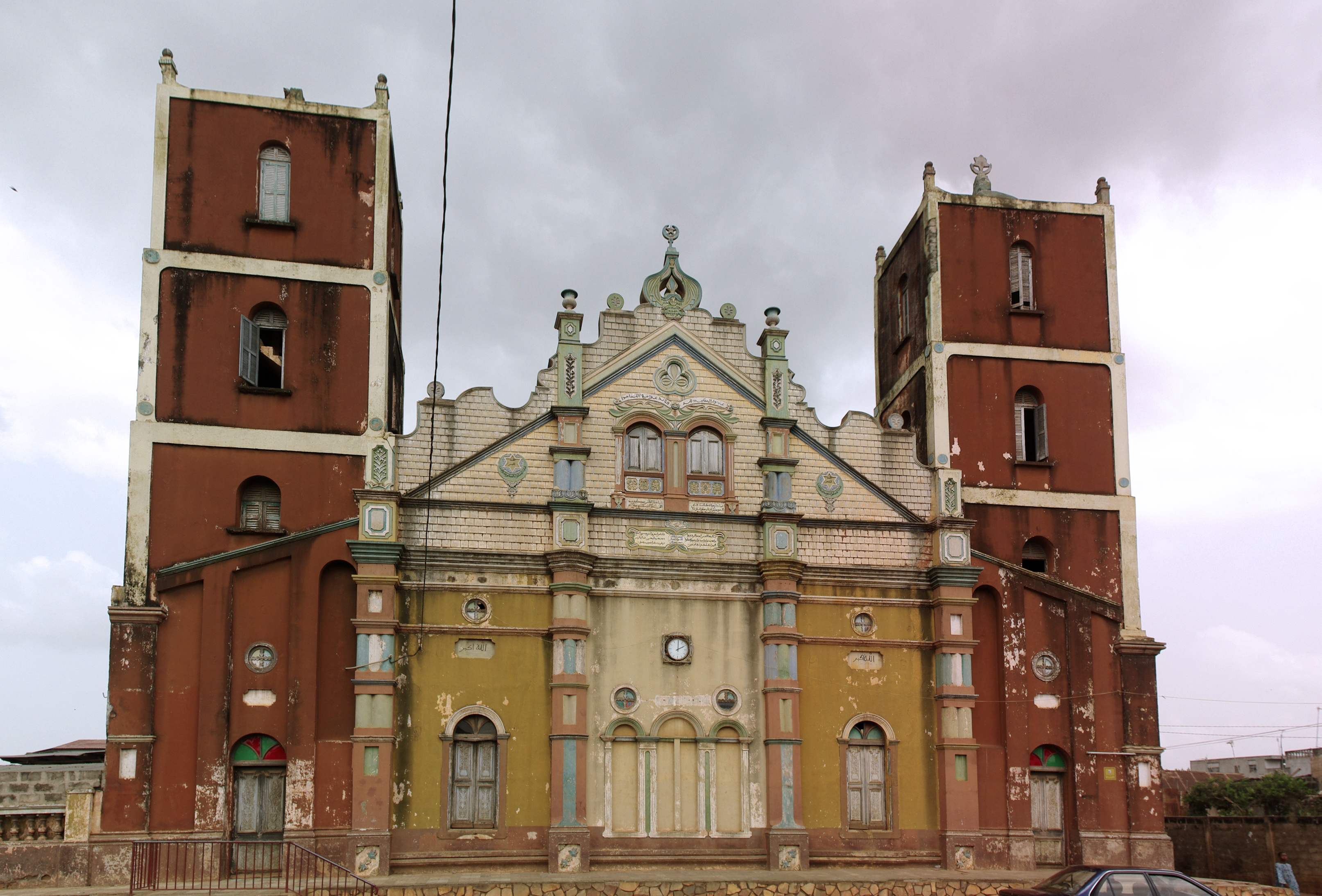
La Gran Mezquita de Porto Novo.

Según la estimación más reciente (2020), la población de Benín era cristiana en un 52,2%, musulmana en un 24,6%, animista en un 17,9% y un 5,3% seguía otras creencias o no tenía religión.
Las religiones tradicionales incluyen las religiones animistas locales en la región de Atakora, y la adoración de los vodun y los orishas entre los pueblos yoruba y tado en el centro y sur de la nación. La ciudad de Ouidah, en la costa central, es el centro espiritual del vudú beninés.

### Salud
En Benín, según una estimación para 2020, la tasa de natalidad es del 42,1 ‰ y la de mortalidad del 8,4 ‰. La mortalidad neonatal, infantil y en la niñez sigue siendo elevada123. La esperanza de vida al nacer es baja, pero ha aumentado hasta los 61,4 años en 2020. La tasa de fertilidad sigue siendo alta, de 5,53 nacidos vivos por mujer. Hay 397 muertes maternas por cada 100.000 nacidos vivos.

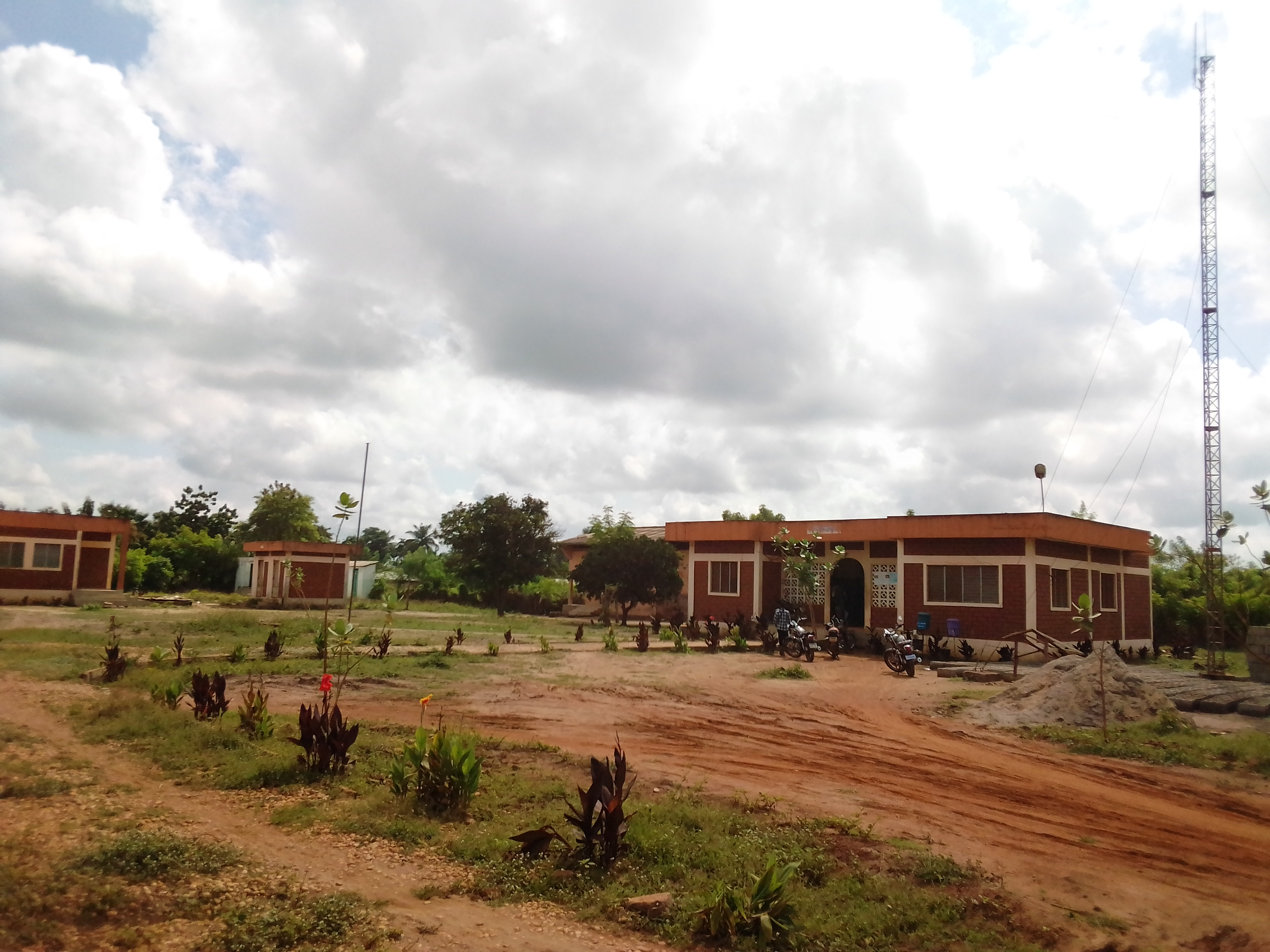
Hospital de Adokandji, un distrito en el departamento de Kouffo de Benín

Las enfermedades transmisibles siguen siendo las principales causas de morbilidad y mortalidad. La malaria y las infecciones respiratorias agudas son las dos principales causas de consulta, con un 39,6% y un 14,9% de los casos respectivamente en 2008. Le siguen otras enfermedades gastrointestinales (6,8%), traumatismos (5,8%) y enfermedades diarreicas (3,5%). La incidencia de las tres enfermedades prioritarias -malaria, ITS/VIH/sida y tuberculosis- sigue siendo preocupante. La vacunación contra la fiebre amarilla es obligatoria para los turistas.
También es frecuente  la aparición de enfermedades no transmisibles (ENT), como la hipertensión arterial, la diabetes y la obesidad. Estas enfermedades están relacionadas principalmente con una dieta desequilibrada, la inactividad física, el tabaquismo y el consumo excesivo de alcohol.
Según UNICEF, Benín es uno de los países menos avanzados en materia de nutrición. La malnutrición, que sigue presente sobre todo en el norte del país, mantiene el ciclo de la pobreza, mantiene a sectores enteros de la población en una situación vulnerable y amenaza la prosperidad. A escala nacional, uno de cada tres niños benineses sigue padeciendo malnutrición. En 2015, cuatro organismos del sistema de las Naciones Unidas, a saber, la Organización Mundial de la Salud (OMS), el Programa Mundial de Alimentos (PMA), el Fondo de las Naciones Unidas para la Infancia (UNICEF) y la Organización de las Naciones Unidas para la Agricultura y la Alimentación (FAO), concedieron a Benín una ayuda financiera de más de 2,5 millones de euros para un período de tres años, 5 millones durante un período de tres años para combatir la desnutrición crónica en las comunas rurales de Malanville y Karimama, en el norte del país, que son las más afectadas y vulnerables en términos de nutrición en Benín, con una tasa de desnutrición que duplica la media nacional.

### Educación
La tasa de alfabetización de Benín se encuentra entre las más bajas del mundo: en 2010 solo el 42,4% de las personas mayores de 15 años sabía leer y escribir (55,2% para los hombres y 30.3% para las mujeres).
Aunque hasta hace algunos años la educación no era gratuita, el gobierno de Benín abolió las colegiaturas y está aplicando las recomendaciones
hechas por la comunidad internacional en el Foro Educativo de 2007.

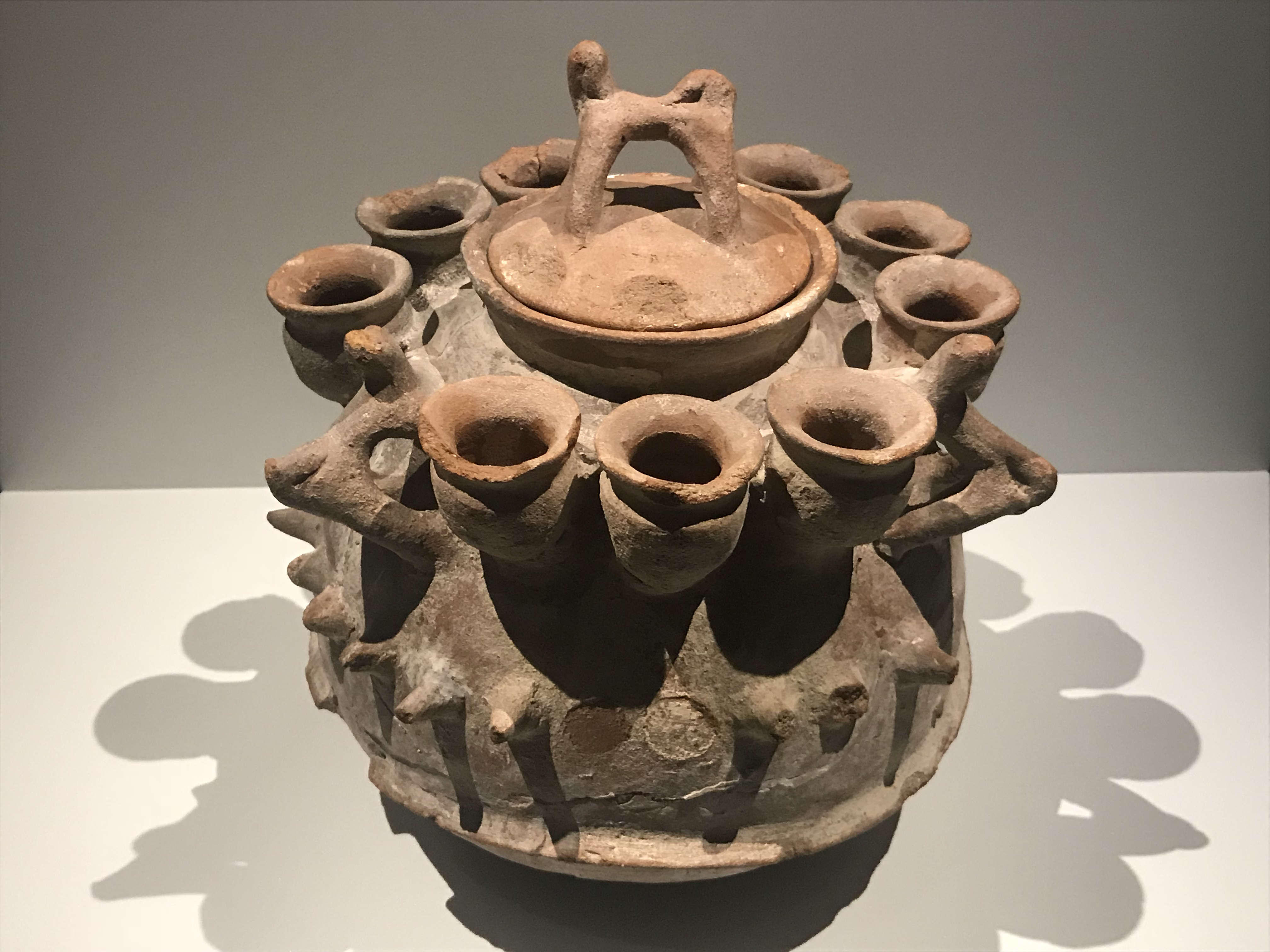
Vasija ritual de Benín

## Cultura

### Arte
Fundada en Cotonú en 2005, la Fondation Zinsou es la primera estructura de Benín dedicada al arte contemporáneo. En 2013, abrió un museo en Ouidah, en el que expone parte de su colección.
Entre los grandes nombres del arte contemporáneo se encuentran Cyprien Tokoudagba, Romuald Hazoumè, Emo de Medeiros, Charly d'Almeida, Dominique Zinkpè, Ishola Akpo, Remi Samuz y Cyr-Raoul X.

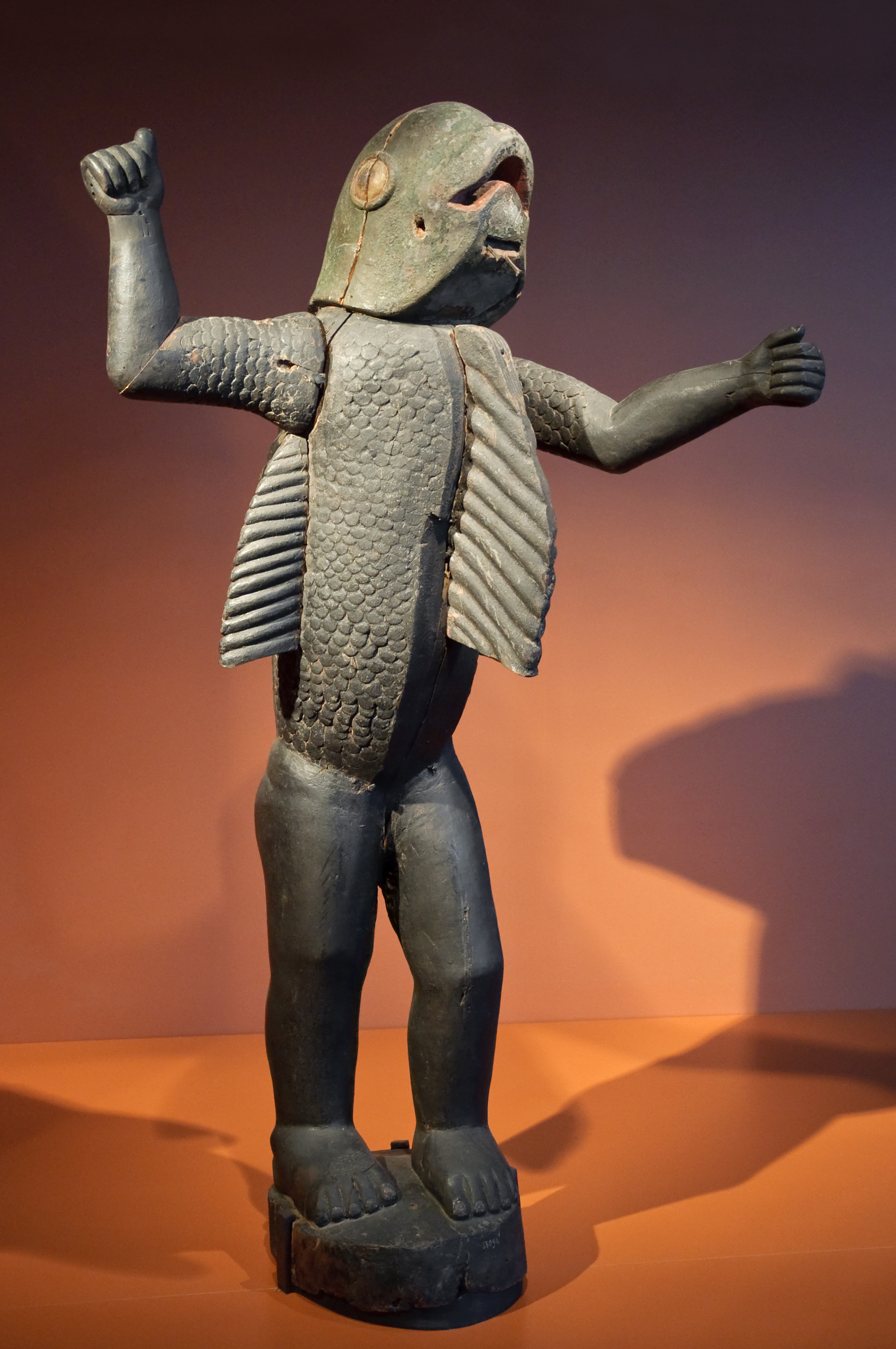
Estatua real de estilo Fon que data de entre 1889 y 1893 del antiguo reino de Dahomey (actual Benín).

Inaugurado el 6 de febrero de 2015, Le Centre es un espacio artístico multidisciplinar situado en el barrio de Lobozounkpa de Abomey-Calavi, a pocos kilómetros de Cotonú. Dedicado a la creación artística contemporánea, está dirigido por el artista visual Dominique Zinkpè. Con el Petit Musée de la Récade, salas de exposición, un jardín de esculturas, residencias, talleres de creación, un espacio escénico y una cafetería, el centro es un espacio de creación e intercambio, con el objetivo de contribuir a dar visibilidad a la escena artística contemporánea de Benín.
Tras la aprobación de la ley francesa sobre la restitución de 26 obras de arte a Benín, la Presidencia de la República habilitó un espacio en el Palacio de la Marina en el marco de la exposición «Art du Bénin d'hier et d'aujourd'hui», del 22 de febrero al 20 de mayo de 2022. Dado el éxito del evento, la exposición volvería el 15 de julio de 2022.

### Literatura
Se trata esencialmente de literatura francófona, nacida en el periodo de entreguerras en la antigua colonia de Dahomey. Los distintos géneros literarios aparecen en el siguiente orden: la novela, con L'Esclave (1929) de Félix Couchoro, el teatro (1933-1937), los cuentos y leyendas (1941-1946) y, por último, la poesía (1954).
Paul Hazoumé escribió la primera novela histórica africana (Doguicimi, 1938), pero, al igual que Couchoro, no denunció la dominación colonial. Las primeras miradas críticas sobre la sociedad aparecieron en los años sesenta, con Olympe Bhêly-Quenum y Jean Pliya en el teatro.
En los años 80 se desarrolló el cómic beninés. En los últimos años han surgido jóvenes autores brillantes que se han dado a conocer a través de concursos de escritura o publicaciones individuales. Siguiendo los pasos de Habib Dakpogan, Fabroni Bill Yoclounon, Giovanni Houansou, Destin Akpo y muchos otros, los jóvenes escritores benineses exportan ahora sus obras e incluso compiten internacionalmente por importantes premios.

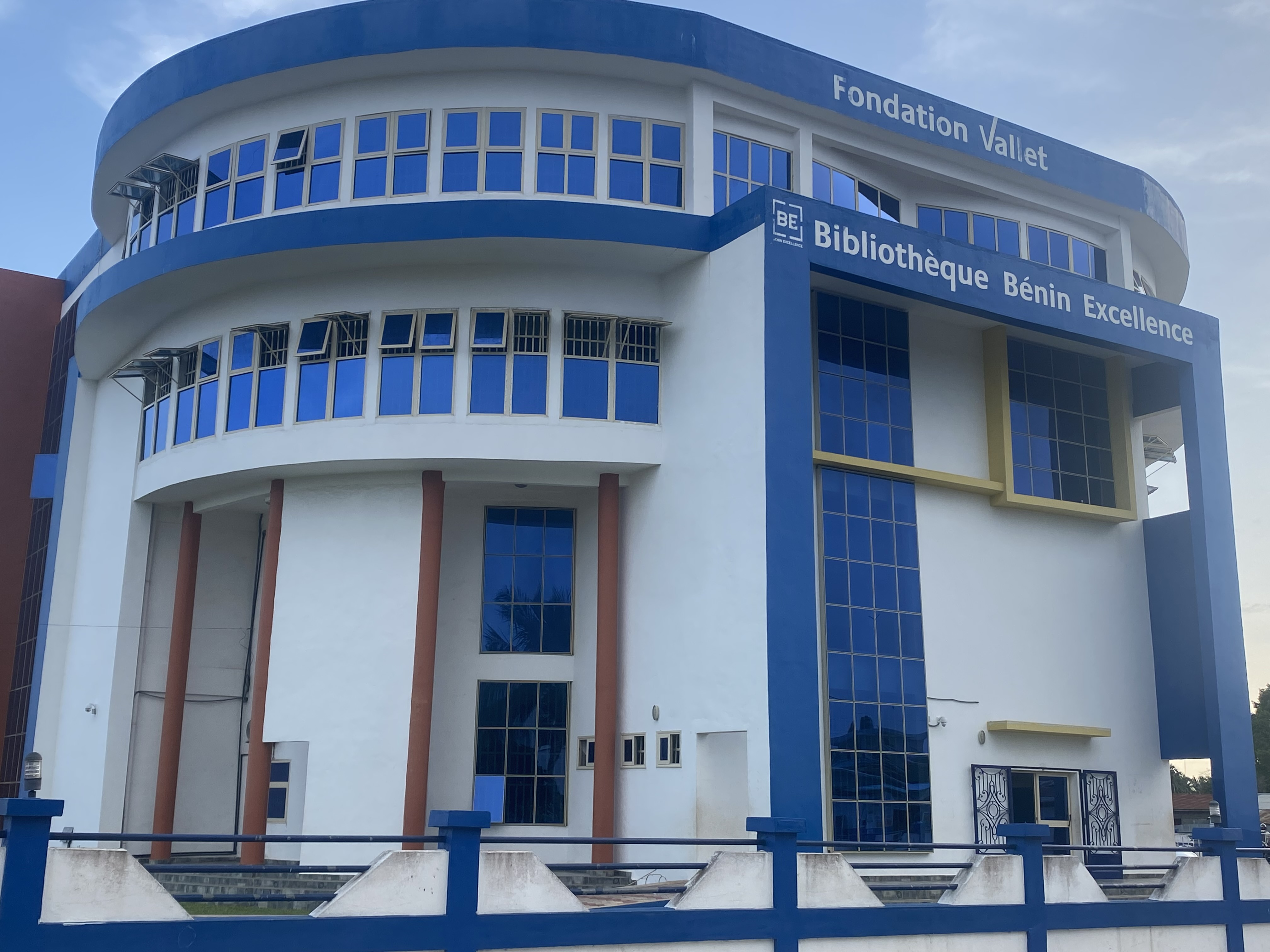
La Biblioteca Bénin Excellence

La literatura femenina está emergiendo. La publicación en 2018, bajo la dirección de Gisèle Ayaba Totin, de Dix femmes écrivaines du Bénin (Diez escritoras de Benín) da fe de ello. Sophie Adonon, Harmonie Byll Catarya, Eliane Chegnimonhan, Lhys Degla, Adélaïde Fassinou, Myrtille Akofa Haho, Elena Miro K, Carmen Fifame Toudonou, la hermana Henriette Goussikinde y Anaïs Aho contribuyen a esta colección.

### Gastronomía
La cocina de Benín consiste en comidas frescas servidas con una variedad de salsas clave. En la cocina del sur de Benín, un ingrediente clave es el maíz, con el que se prepara masa que se sirve con salsas a base de cacahuete o tomate. Se consume pescado y pollo, ternera, cabra y rata de monte. Un alimento básico en el norte de Benín es el ñame, que se sirve con las salsas antes mencionadas. La población de las provincias septentrionales consume carne de vacuno y de cerdo frita en aceite de palma o de cacahuete o cocinada en salsas. El queso se utiliza en algunos platos. Se come cuscús, arroz y alubias, junto con frutas como mangos, naranjas, aguacates, plátanos, kiwis y piñas.
Se dice que las comidas suelen ser ligeras en carne y generosas en grasa vegetal. En Benín se prepara la carne frita en aceite de palma o de cacahuete, y el pescado ahumado. Para preparar la harina de maíz se utilizan molinillos, con los que se hace una masa que se sirve con salsas. El «pollo al espeto» es una receta en la que el pollo se asa al fuego sobre palos de madera. Las raíces de palmera se ponen a veces en remojo en un tarro con agua salada y ajo en rodajas para ablandarlas, y luego se utilizan en los platos. Algunas personas tienen cocinas de barro al aire libre para cocinar.

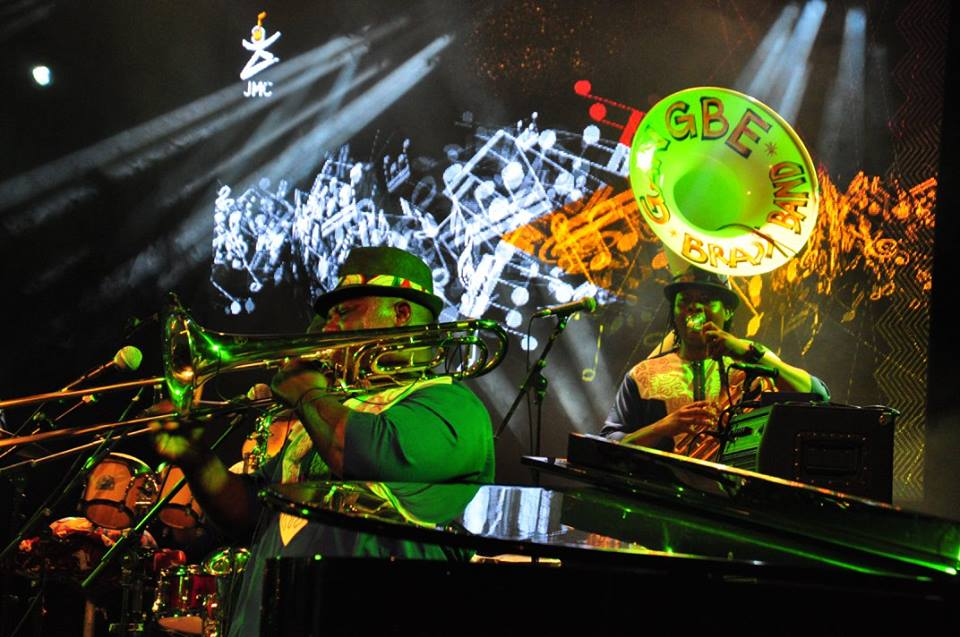
Una Banda en el Festival de la Música de Cotonú en 2021

### Música
La música beninesa es menos conocida en el extranjero que otras músicas africanas, pero algunos de sus artistas son grandes estrellas internacionales, como Angélique Kidjo, el difunto G. G. Vikey y el fallecido Gnonnas Pedro.
Artistas benineses como Sagbohan Danialou, Stan Tohon, Orchestre Poly-Rythmo y Ricos Campos también son conocidos en el extranjero, mientras que la nueva generación incluye a Trio Teriba y Dibi Dobo.
Aunque existen ritmos y tendencias musicales específicas del país (Tchinck, Soyoyo, Zekede, Noudjiou...), es cierto que no son muy populares internacionalmente. Sin embargo, no hay que olvidar que las grandes corrientes musicales, como los distintos tipos de salsa, tienen sus raíces en los ritmos y ceremonias animistas y tradicionales de Benín. Estos ritmos siguen muy vivos en las Antillas (Cuba, Haití, República Dominicana, Puerto Rico, Jamaica) y en Sudamérica.
También hay que señalar que el movimiento hip-hop está muy presente entre los jóvenes de Benín desde hace algunos años: la mezcla de ritmos franceses, ingleses y tradicionales ha dado lugar a estilos notables.

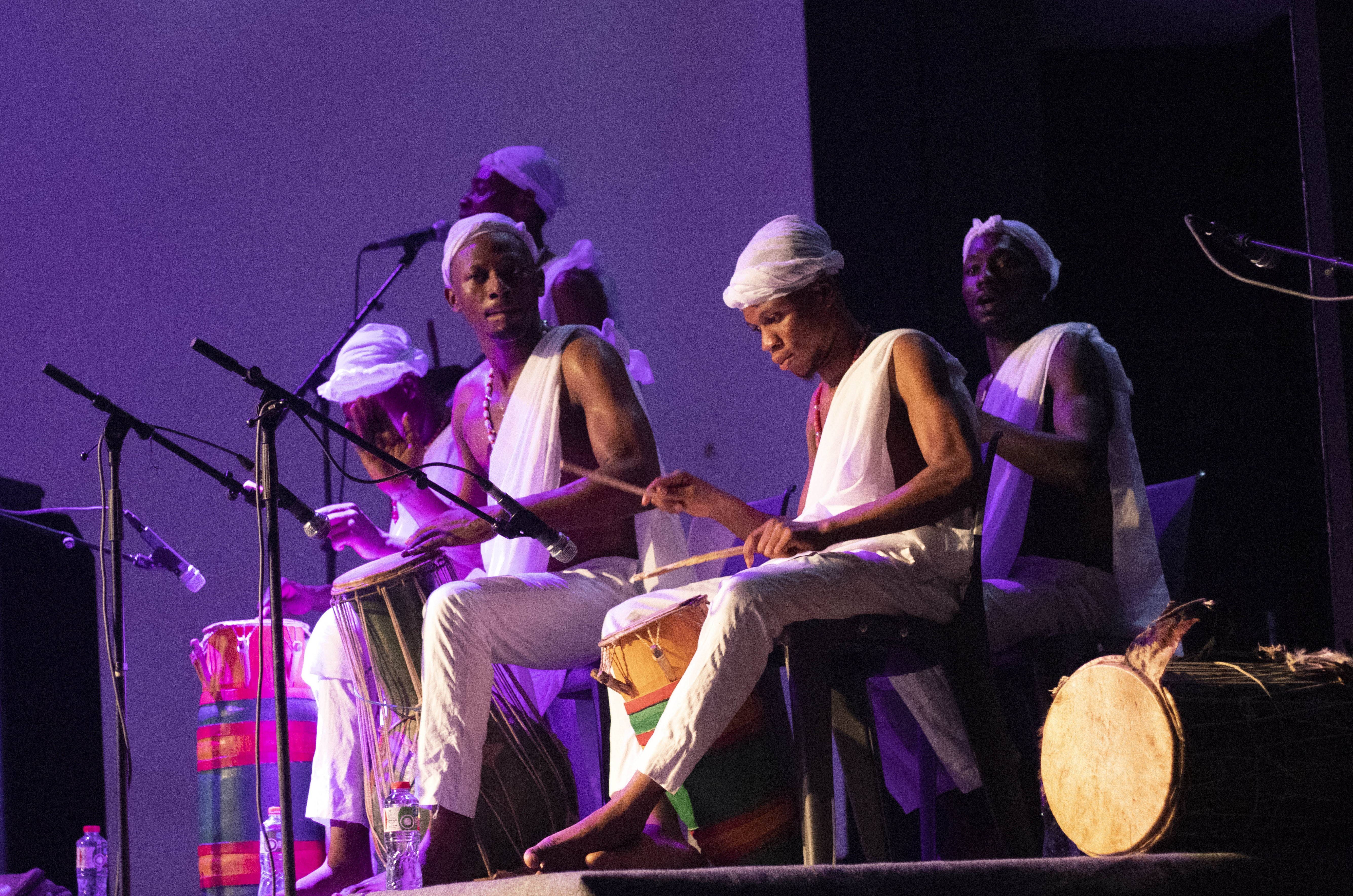
Los Hermanos Guèdèhounguè en concierto de música tradicional en Benín

Angélique Kidjo, Laurent Hounsavi, Gnonnas Pedro, la Orquesta Poly-Rythmo «Tout Puissant», Stan Tohon, Sagbohan Danialou, Gbessi, Janvier Dénagan, G. G. Vikey, Sophie Edia, El Rego, José Elmah (que, además de cantante, escribe canciones de éxito para numerosos artistas benineses de la nueva generación).
La generación Dance Funk Decade: Jesse Franklin (William Gomez), con una trayectoria que ha sonado en las radios de toda Europa, América, Australia y Japón (en grandes sellos como Carrère, DiscAZ, Ricordi, arista, Geffen, BMG, A&M records).
Estilos Popular, tradicional y moderno : Vivi l'Internationale, Isbath Madou, Jean Adagbenon, Gangbé Brass Band, Les Frères Guedehoungue, Robinson Sipa, Fannick Marie Verge, Nel Oliver, Bless Antonio, Zeynab, Affo Love, Richard Flash, Ricos Campos, Ras Bawa, Alévi, Alèkpéhanhou, Gbèzé, Jospinto, Belmonde Z, Pélagie la vibreuse, Wily Mignon, Franco Mama, Kèmi, Nydal Khelly, Kiinzah, Don Métok, GG Lapino, Petit Miguelito, Rabby Slo, Afafa, Laurent Hounsavi, Fafa Ruffino, Kona, Fanny, Nelly, Anna Tèko, Sèssimè, Norberka, Zomadokokpon, Trio Teriba, Zouley Sangaré, Pépé Oléka, Nila, Kuamy Mensah, Isdeen, Prince K-Sim, Giovanni, Wilf Enighma, Oluwa Kêmy, Pépit'arts, etc.
Los eclécticos: John Arcadius, Lionel Loueke, Wally Badarou, Mina Agossi.

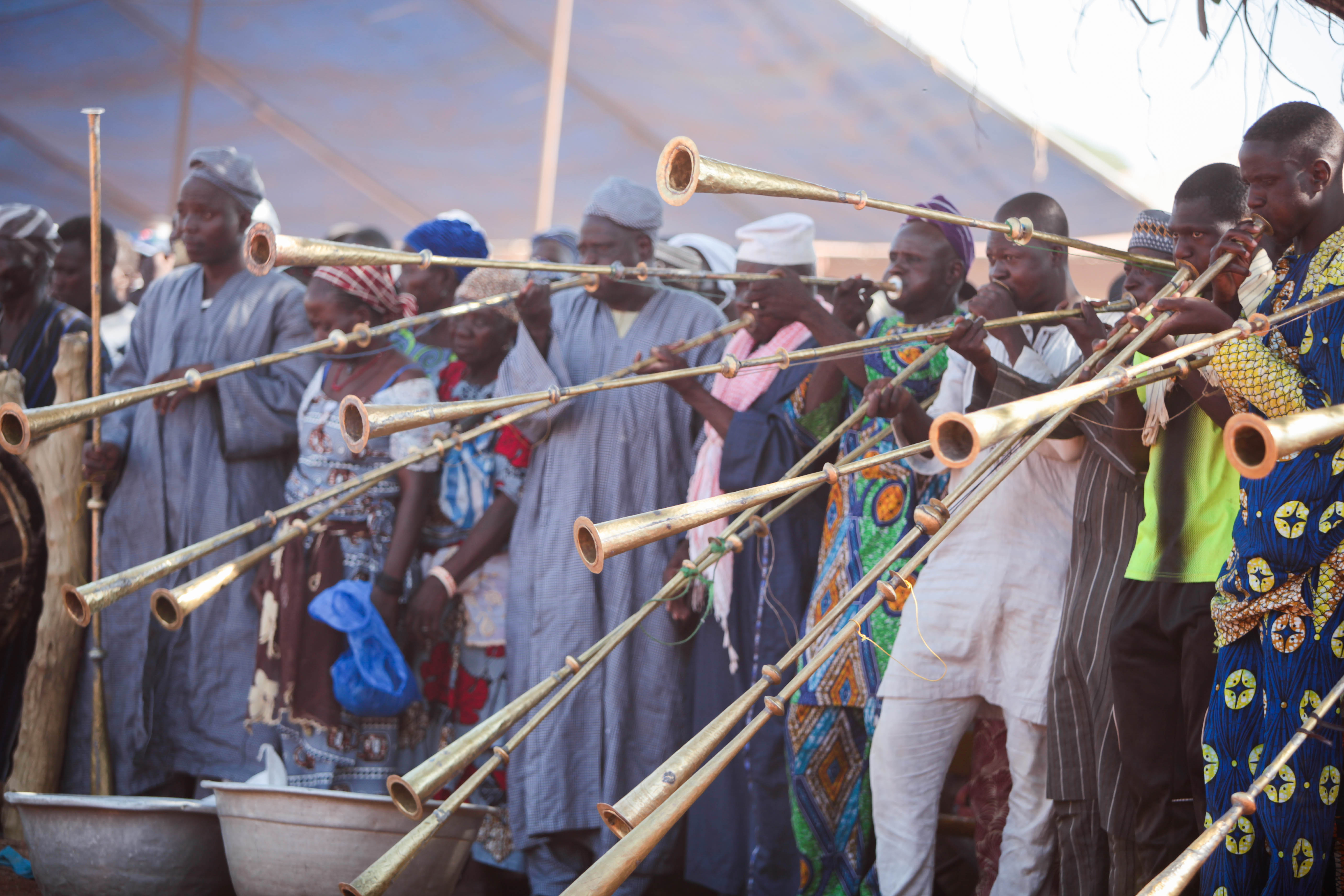
Hombres con su Instrumento musical llamado kankangui del territorio cultural Baatonu

El movimiento hip-hop / rap con artistas que se expresan principalmente en francés, pero también en lenguas locales como el fon, el yoruba, el bariba, el mina, etc. Los precursores del movimiento a finales de los 90 fueron Ishack, Sakpata Boys, H2O Assouka, Radama Z, Jonquet Zoo, Tatu Clan, Gérard Ayi, Eric Harlem, Polo Orisha y, por supuesto, los legendarios Kaysee Montejàno y Ardiess Posse, que realmente abrieron las puertas al rap en el país. Durante muchos años, Ardiess Posse organizó el famoso festival «Hip Hop Kankpe», donde artistas internacionales se mezclaban con los locales. La década de 2000, que podría llamarse la «edad de oro del rap beninés», vio surgir a grupos y artistas emblemáticos como Diamant Noir y Blaazfem, así como Dhalai-K, Esprit Neg, Apouké, Private Club, Taka Crew, Duce, BMG Yari, Secteur Tréma, 3e Monarchie, X Kalibur, Darkness, Fool Faya y otros. 
Luego llegó la época en que se formaron sellos y colectivos para conseguir más exposición (Ardiess Prod, Reflex Enten2ments119, Cotonou City Crew, Afropop, Self Made Men, We Magic, Witch, Meko Prod, CKS, Carpe Diem, 4 Season, Afrika Media Group, etc.). La escena del rap de Benín también se ha feminizado, aunque demasiado tímidamente, con algunos nombres que han tenido su momento de gloria: Moona, MC MCA, Kouadja, Kissmath, Beezy Baby. A lo largo de los años, numerosos programas de radio han contribuido a desarrollar el movimiento y a darlo a conocer con pasión, como Ghetto Blaster de Freddy Shark en Golf FM, Big Tempo de Sergent Markus en Radio Tokpa, Rap Altitude de Gérardo en Océan FM o Hip Hop 360° de Nick en Atlantic FM. Posteriormente, artistas importantes como Dibi Dobo y Mister Blaaz intentaron dar a conocer Benín fuera de sus fronteras, con mayor o menor éxito. 

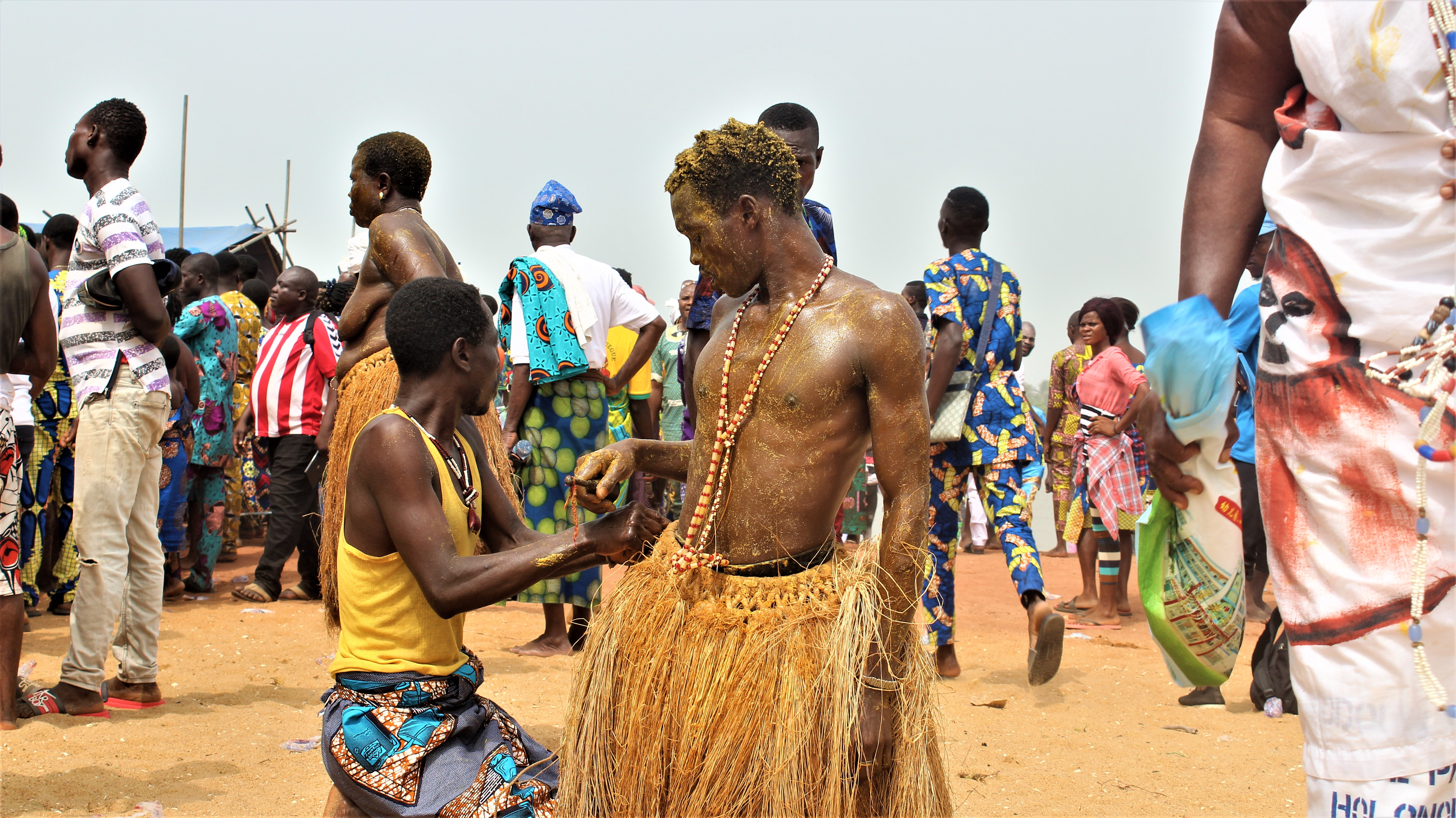
Hombre con un atuendo tradicional durante un festival religioso que incluye danza y música de Benín

También hubo una serie de nombres que dejaron su impronta en la escena, como Nasty Nesta, Jay Killah, Sam, Mutant, Adinon, Nicoteen, Sewedo (ADN), Kemtaan, Demos, Sam Seed, Cyanogêne, WP, Mamba Noir, D-Flex, K-Libr Volcanik, DRBX, Roccah, DJ Highfa y el difunto Rim'K. También existe desde hace años una escena slam de conciencia urbana muy activa, con artistas como K-Mal Radji, Sergent Markus, Rodoutan le Silencieux, Le Yov, Sêminvo.
La llegada de Internet también ha permitido al rap beninés adquirir una mayor visibilidad mediática, abrirse al mundo y hacerse accesible a la diáspora dispersa. Desde 2005 hasta hoy, foros y sitios como Zangbeto, Béninzik, Rapdubled, Voluncorp, UrbenHits, etc. han retransmitido éxitos y vídeos de Benín al resto del mundo. han retransmitido éxitos y clips a través de la web. Desde hace algunos años, el rap beninés busca su identidad, dividido entre influencias estadounidenses, nigerianas, francesas y más tradicionales. La falta de estructuras, de gestión profesional, de inversión cultural por parte del Estado y el amiguismo de los medios de comunicación frenan el desarrollo de esta música. Desde 2014, los nuevos talentos urbanos más populares han sido Fanicko, Tyaf, Hypnoz, Zef, Vano Baby, Nikanor y Sam-T.
El movimiento hip-hop/rap (francés/beninés): Ol Kainry, Kohndo, Zoxea y su hermano Melopheelo, Vicelow, Thahomey...
Zouk: Richard Flash, Martin Hod, Miss Espoir.
Música religiosa y góspel: varios coros católicos (Chorale Sainte Monique, Les Maîtrises des cathédrales du pays, etc.) y evangélicos. Varios coros confesionales y sinodales. En este sentido, desde hace varias décadas, varios sacerdotes católicos utilizan la música como una verdadera arma de la nueva evangelización (abades Frédéric Viadénou, Damien Bokossa, Honoré Koudohin, Bienvenu Koukpo.).

### Cine

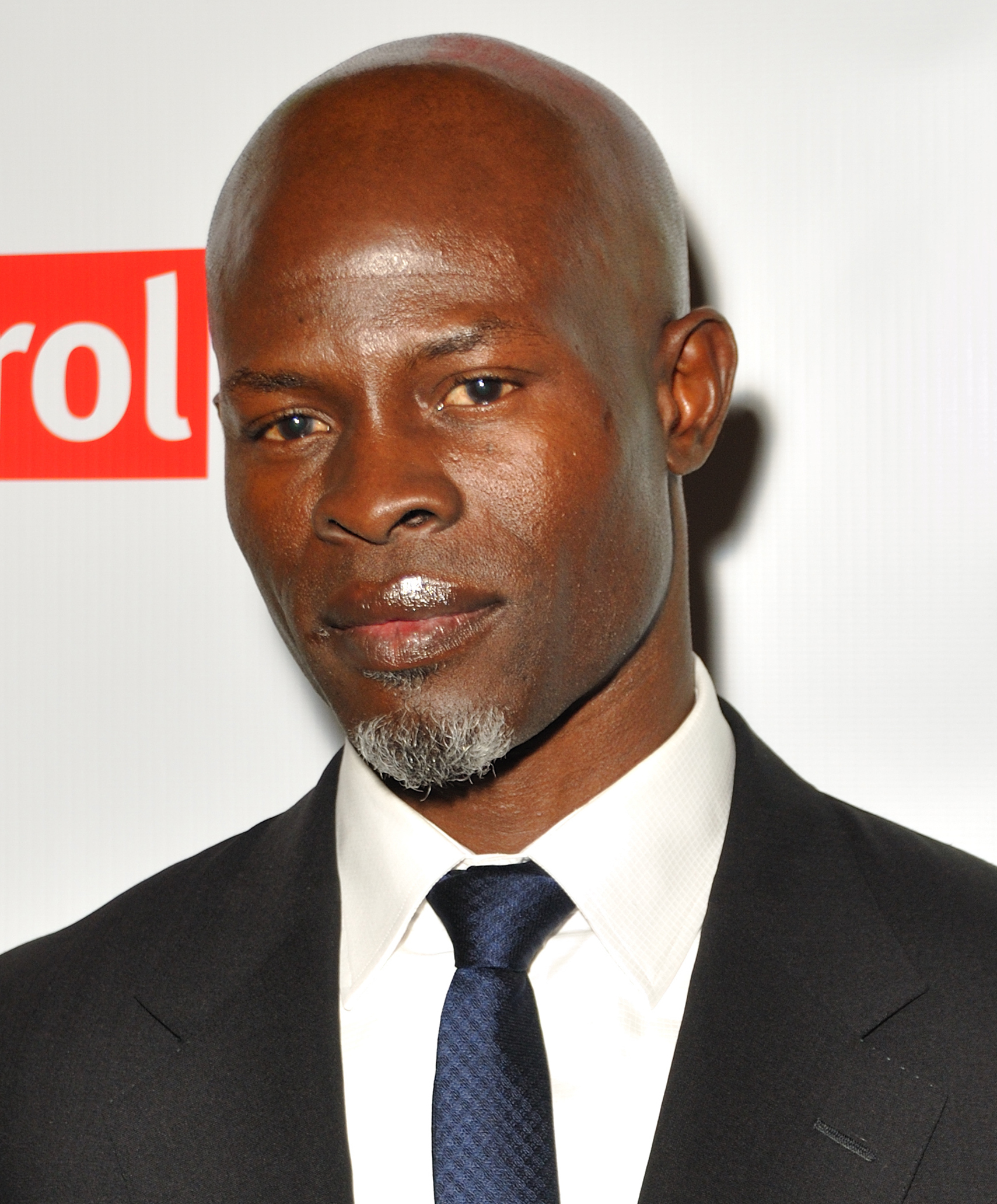
Djimon Hounsou famoso actor de Benín que participo en grandes producciones estadounidenses como Gladiador. Fue nominado al Óscar en 2003 y fue modelo de Calvin Klein

La industria cinematográfica de Benín comenzó en los años veinte con algunas salas en Ouidah, Cotonú, Porto-Novo y Anécho. Tuvo su apogeo en los años 70, tras la nacionalización de los cines en febrero de 1974 por el régimen revolucionario.
Varios precursores desempeñaron un papel notable en la historia del cine beninés. Entre ellos, Pascal Abikanlou, que realizó el largometraje Sous le signe du vaudou en 1973, y Richard De Medeiros con Le nouveau venu en 1976. Otro director es François Sourou Okioh con la película Ironu en 1985. Todos estos cineastas benineses y otros han dado vida a los cines de Benín y de la subregión con proyecciones de sus obras.
Marcelline Aboh, Laure Agbo, Tella Kpomahou, Jémima Catrayé, Carole Lokossou y Christiane Chabi-Kao, entre otras, son pioneras del cine femenino beninés.
Cinéma Numérique Ambulant (CNA) fue creada en Benín en 2001 por dos técnicos de cine franceses (Christian Lambert y Laurence Vendroux) para contrarrestar la oleada de cierres de salas en el África subsahariana. Christian Lambert trabajó en Benín como jefe de producción de la película Barbecue Pejo (1999), del cineasta beninés Jean Odoutan, que decidió volver a Benín para proyectar películas a las poblaciones rurales que no tenían acceso a las salas de cine. Esto dio lugar a la primera gira de prefiguración del CNA en 2001, con 40 proyecciones a las que asistieron 15.000 espectadores, una media de 375 por proyección.
Cinéma numérique ambulant es una red internacional de asociaciones con sede en África y Europa que viaja a cuatro países de África Occidental (Benín, Burkina Faso, Malí y Níger). Su principal objetivo es llevar proyecciones de cine a aldeas remotas6.
En 2013, diez pueblos de Benín se beneficiaron de una gira de Africalia. Se trata de cinco pueblos del norte: Kankoulga, Birni Maro, Honsocoto, Tassigourou y Kounadorgou; y otros cinco del sur: Houédo, Houèto, Adjara-Adovié, Ahozon y Ekpè.

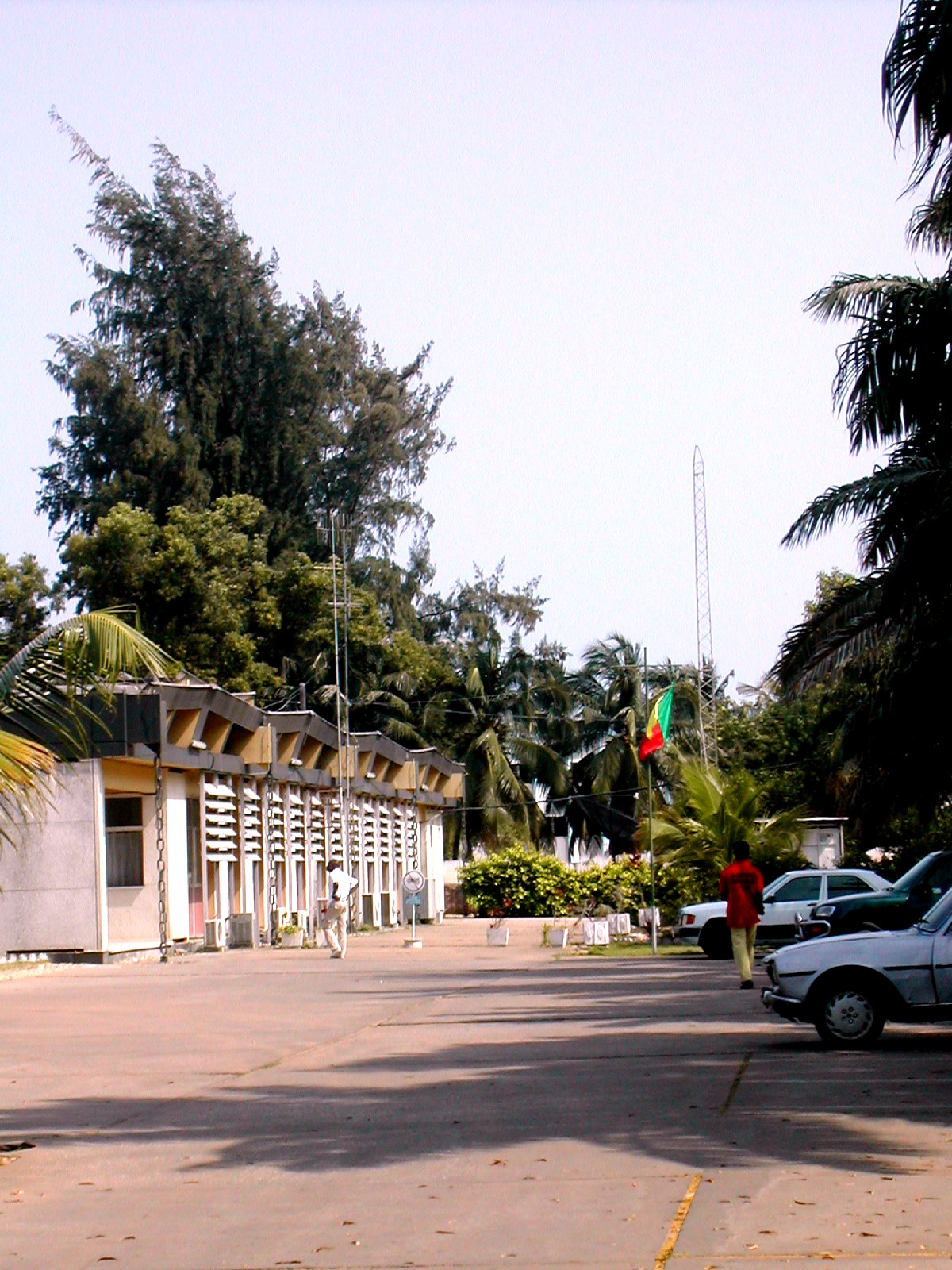
Sede de la Oficina de Radiodifusión y Televisión de Benín

### Medios de Comunicación
La Constitución de Benín, adoptada en 1990, garantiza y protege la libertad de expresión, incluida la libertad de prensa, en sus artículos 23 y 24.El artículo 23 establece que «toda persona tiene derecho a la libertad de pensamiento, conciencia, religión, culto, opinión y expresión, dentro del respeto al orden público establecido por la ley y los reglamentos». El artículo 24 establece que «el Estado reconoce y garantiza la libertad de prensa.Está protegida por la Haute Autorité de l'Audiovisuel et de la Communication (HAAC) en las condiciones fijadas por una ley orgánica.
Benín ha sido considerado durante mucho tiempo como uno de los ejemplos de democracia moderna en África Occidental, con un nivel satisfactorio de libertad de prensa a pesar de la pobreza. Sin embargo, la situación se ha deteriorado progresivamente, sobre todo desde las elecciones presidenciales de 2006, con dificultades de acceso a las fuentes de información, condiciones de vida y de trabajo difíciles para los periodistas, financiación oculta y falta de profesionalidad. 
En 2013, Benín ocupaba el puesto 79 en la clasificación anual de la libertad de prensa de Reporteros sin Fronteras. En 2015, bajó al puesto 84 de 180 países. Desde 2016 y la llegada de Patrice Talon a la presidencia, los medios de comunicación están bajo vigilancia estatal, y varios periodistas y periódicos han sido procesados tras la adopción de la Ley del Código Digital en 2018. Esto dio lugar a la primera gira de prefiguración del CNA en 2001, con 40 proyecciones a las que asistieron 15.000 espectadores, una media de 375 por proyección.
En 2021, Benín perdió otro puesto en la clasificación mundial de la libertad de prensa de Reporteros sin Fronteras.
La Office de radiodiffusion et télévision du Bénin (ORTB) es la empresa pública nacional de radio y televisión de Benín.

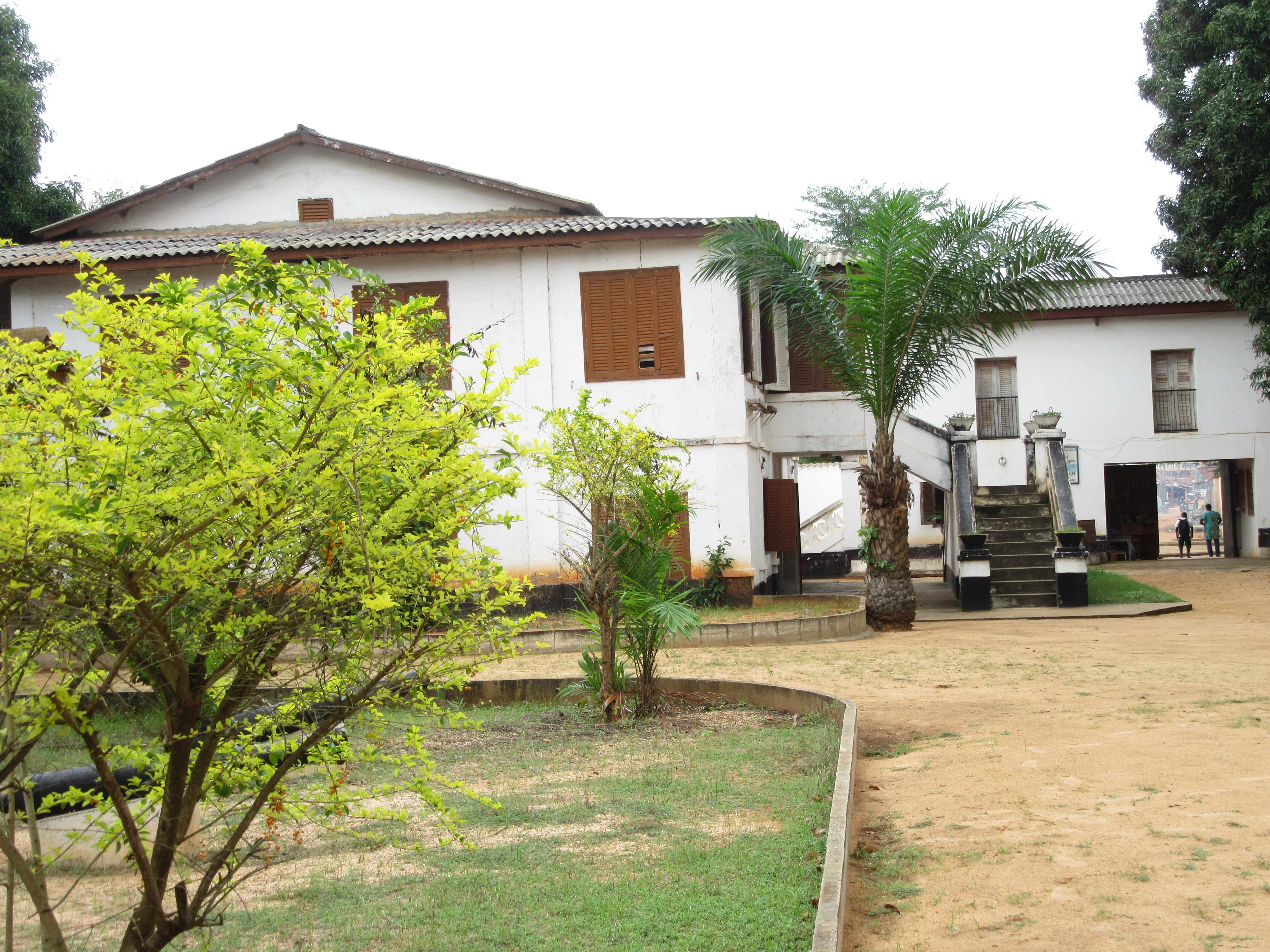
El Fuerte portugués de São João Baptista de Ajudá un ejemplo de la influencia colonial Europea en Benín

### Arquitectura
La dinastía de los reyes de Abomey ocupa un lugar especial en la historia del reino de Dahomey. De 1625 a 1900, se sucedieron 12 reyes al frente del reino, cada uno de los cuales construyó un palacio fortificado. Actualmente inscritos en la Lista del Patrimonio Mundial de la UNESCO, existen 10 de estos palacios, algunos de los cuales se superponen a otros. El recinto, de 47 hectáreas, es una auténtica oda al poder y la solidez de la arquitectura de tierra en sus bellos tonos ocres. Dentro de este recinto fortificado, cada palacio, construido en un solo nivel y adornado con bajorrelieves, está a su vez rodeado de murallas y organizado en torno a 3 patios (exterior, interior, privado). 
El paso de uno a otro se realiza a través de sorprendentes portales construidos a horcajadas sobre las murallas principales, en un diseño entrelazado que ilustra el precepto establecido por el gran Houegbadja, fundador de la ciudad real: «Que el Reino se haga siempre más grande». Además de los palacios, el sitio alberga edificios sagrados: el djexo, la cabaña que alberga el espíritu del rey, y el adoxo, la tumba del rey. Dakodonou, el segundo rey de la dinastía Abomey, también es famoso por haber construido sorprendentes bodegas de formas geométricas variadas excavadas a 10 m bajo tierra. Descubierto en 1998, el yacimiento se conoce oficialmente como «pueblo subterráneo de Agongointo Zoungoudo», pero los benineses lo llaman comúnmente ahouando, literalmente «agujeros de guerra».

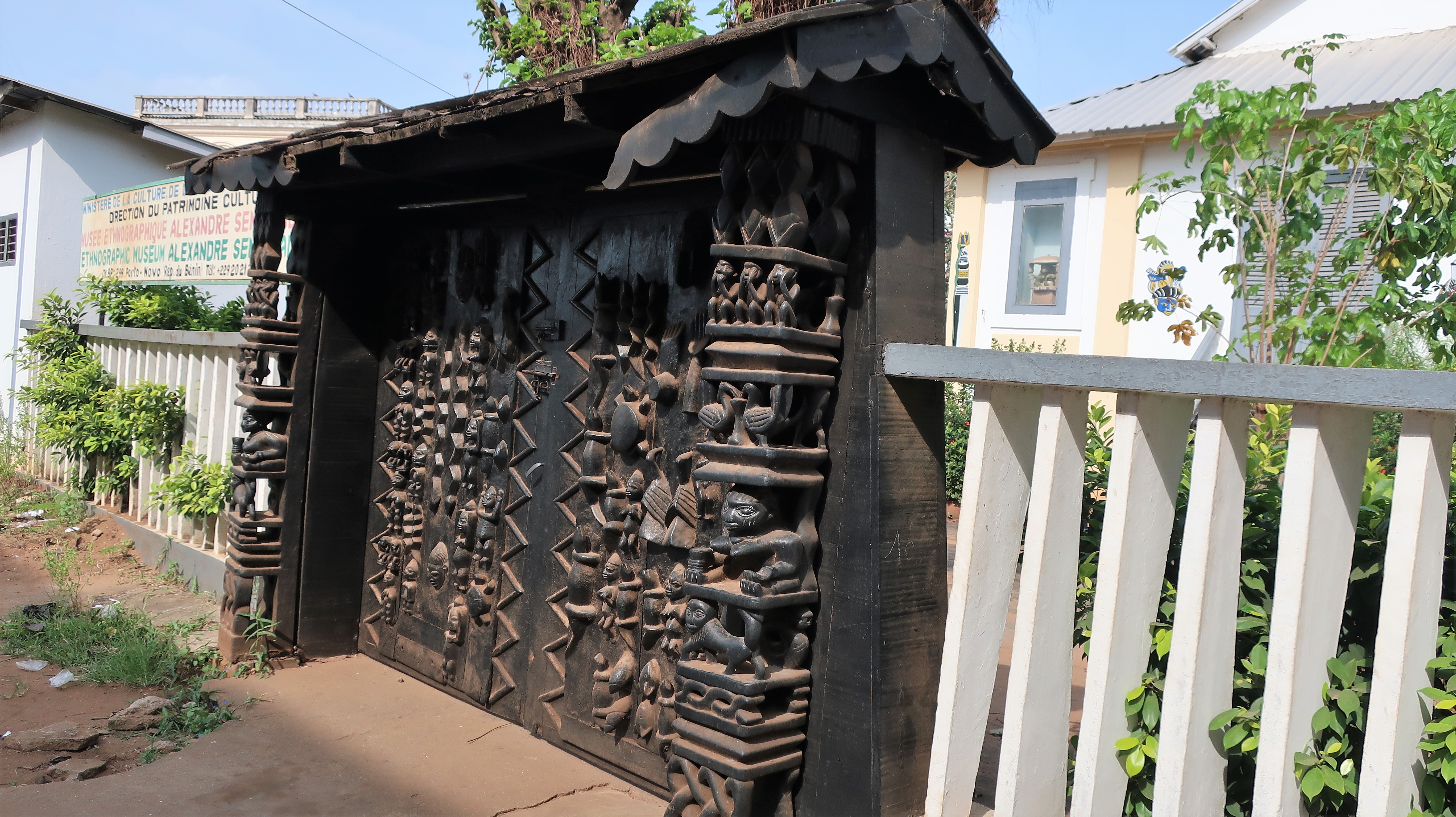
Puerta del Museo Etnográfico de Benín

Porto-Novo alberga los restos de los palacios de otra dinastía, la de los reyes de Hogbonou, incluido el Palacio de las Iniciaciones. La ciudad también cuenta con un patrimonio verdaderamente único, el de la cultura vodoun. Las plazas vodoun son importantes lugares ceremoniales y de identidad. En el centro se encuentra siempre un árbol fetiche, mientras que a su alrededor se sitúan el convento (lugar de formación de los iniciados) y las cabañas que albergan a las divinidades, todas ellas de tierra de color ocre con motivos decorativos geométricos o figurativos, incluso en los muros circundantes. Todo el conjunto está protegido por una legba, un montículo de tierra con forma humana al que se hacen ofrendas. De las casi 40 plazas de la ciudad, solo 8 han sido restauradas desde 2015.
Pero el lugar vodoun más asombroso de Benín se encuentra en Ouidah. Se trata del Templo de las Pitones. Un templo vodoun consta generalmente de un patio o peristilo accesible al público, donde tienen lugar las ceremonias y los sacrificios, y de un convento en forma de pequeña cabaña puntiaguda que contiene el altar y alberga el espíritu de la divinidad, al que sólo están invitados los iniciados. 

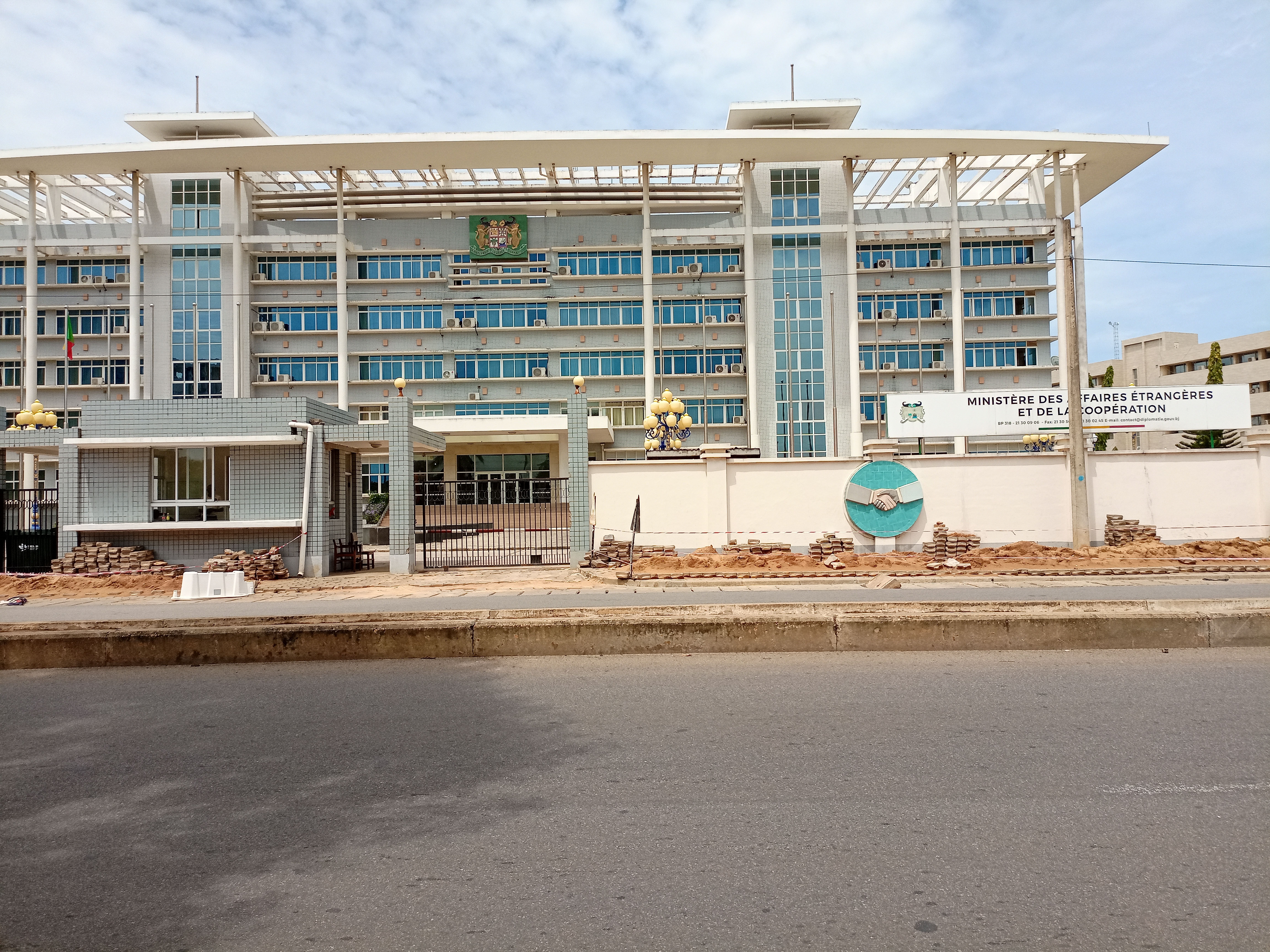
La Moderna sede del Ministerio de Asuntos Extranjeros de Benín

En el primer patio hay un edificio en forma de cono truncado que alberga las pitones, así como una cabaña redonda de paja y un edificio de tierra con tejado de chapa ondulada que acoge a las divinidades protectoras, mientras que el segundo patio está delimitado por un muro de cemento pintado de rosa. La tradición de los frescos y pinturas murales de vivos colores y con sorprendentes pictogramas está muy extendida en la cultura vudú. 
Se trata de una cultura que confiere a la vivienda una dimensión casi espiritual, transformando las casas individuales en verdaderos santuarios. Es aquí, en el corazón de la intimidad del hogar, donde se despliega toda la diversidad de esta cultura, desde modestos altarcillos hechos con retales hasta asombrosos edificios de varios pisos con grandes patios y salas funerarias de azulejos para las familias más adineradas.
La historia de Benín es inseparable de la de la esclavitud. Por ello, el país ha decidido poner de relieve "los lugares significativos de la ruta de los esclavos en Benín", en particular en los departamentos de Zou, Collines, Plateau y Atlantique, ya sean fuertes (como el fuerte Saint-Jean-Baptiste-d'Ajuda, un fuerte portugués con sus almacenes de esclavos), lugares de reunión y clasificación de esclavos (como la plaza Singbodji en Abomey), o lugares de refugio y resistencia contra las incursiones de los reyes de Dahomey (como el sitio Yaka en Dassa-Zoumé con las Cuevas del Rey y de la Reina, las murallas vegetales, las torres de vigilancia y el templo erigido en honor a deidades protectoras). 

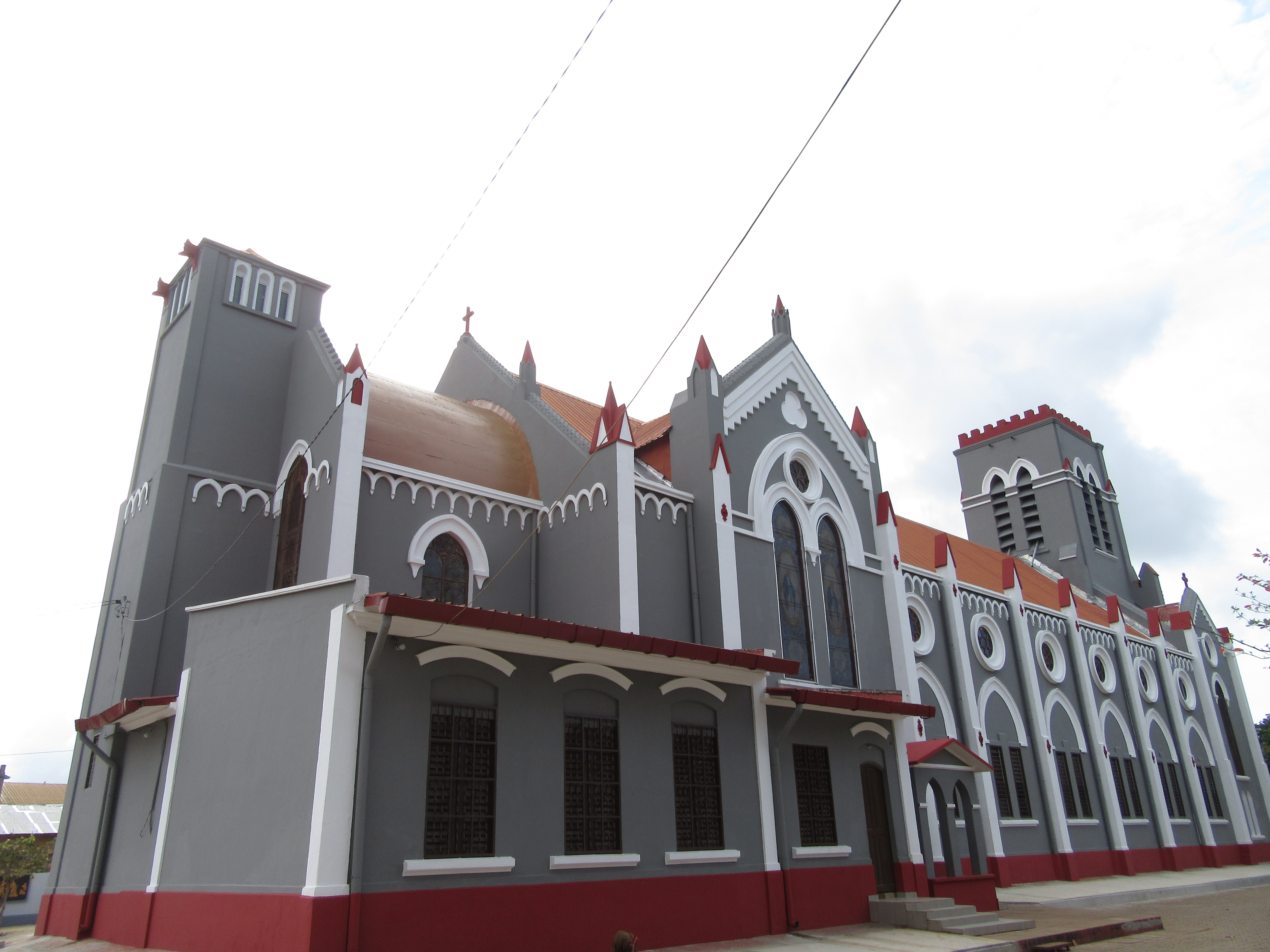
Basílica de la Inmaculada Concepción en Benín

Este período también está marcado por una interesante evolución de los estilos arquitectónicos. En Ouidah, en particular, los primeros comerciantes portugueses construyeron un cierto número de edificios reconocibles por su galería exterior cubierta, el encalado de las paredes exteriores e interiores y la presencia de molduras de estuco que enmarcan la entrada. 
Para realizar sus construcciones, estos comerciantes importaban materiales de sus colonias en Brasil, en particular piedra y ladrillo cocido, que luego eran unidos mediante un mortero elaborado a partir de la cocción de granadas. Para aumentar el tamaño y la resistencia de los marcos, también importaron madera extremadamente resistente de Brasil.

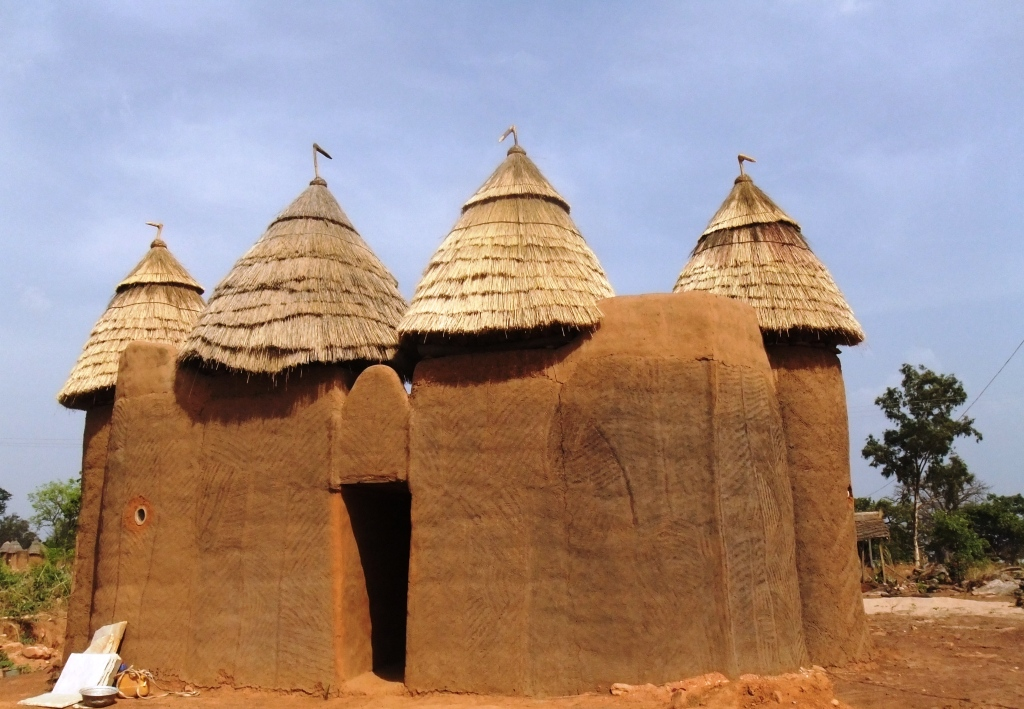
Ejemplo de viviendas tradicionales de Benín

Junto a estas ostentosas residencias, también desarrollaron una arquitectura de tierra más modesta, similar a la arquitectura local. Pero en todos los casos, estos comerciantes “poseían” “esclavos domésticos” que vivían en edificios de tierra con techos de paja u hojas secas de palma y separados del resto de la vivienda por un recinto.
Luego, bajo el impulso de los comerciantes, así como de los antiguos esclavos de las colonias brasileñas que regresaban a Benín, se desarrolló a finales del siglo XIX y principios del XX la llamada arquitectura afrobrasileña. Almacenes para almacenar mercancías, casas comerciales con la planta baja reservada para el comercio y la superior para viviendas, o casas puramente residenciales situadas en el corazón de una parcela delimitada por un recinto e inspiradas en la arquitectura de las grandes propiedades de Brasil.

### Festividades

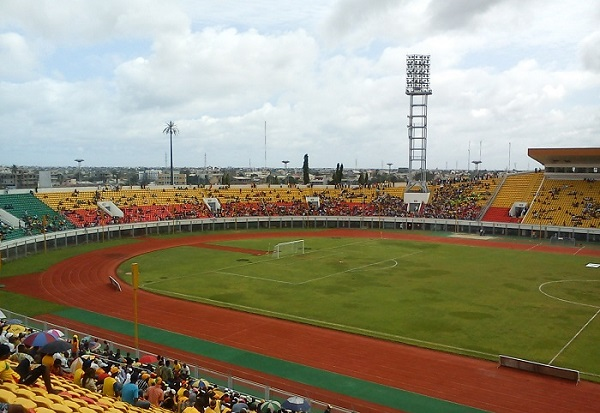
Estadio de la Amistad de Cotonú

| Fecha           | Nombre en Español       | Nombre local           | Notas                                                                               |
| --------------- | ----------------------- | ---------------------- | ----------------------------------------------------------------------------------- |
| 1 de enero      | Año Nuevo               | Jour de l'an           | Inicio del calendario gregoriano.                                                   |
| 10 de enero     | Día del vudú            | Fête du vodoun         | Celebración de las religiones tradicionales.                                        |
| Marzo-abril     | Lunes de Pascua         | Lundi de Pâques        | El primer lunes después de la primera luna llena luego del equinoccio de primavera. |
| 1 de mayo       | Día del trabajo         | Fête du Travail        | Día internacional de los trabajadores.                                              |
| Mayo            | Día de la Ascensión     | Ascensión              | 40 días después de la Pascua.                                                       |
| Mayo            | Lunes de Pentecostés    | Lundi de Pentecôte     | 50 días después de la Pascua.                                                       |
| 1 de agosto     | Día de la Independencia | Jour de l'indépendance | Día de la Independencia.                                                            |
| 15 de agosto    | Día de la Asunción      | Assomption             | Día de la Virgen María.                                                             |
| 1 de noviembre  | Día de Todos los Santos | Toussaint              | Fiesta en honor a los difuntos.                                                     |
| 30 de noviembre | Día Nacional            | Fête Nationale         | Promulgación de la Constitución.                                                    |
| 25 de diciembre | Navidad                 | Noël                   | Nacimiento de Jesús de Nazareth.                                                    |
| Movible         | Mawlid                  | Maouloud               | Nacimiento de Mahoma.                                                               |
| Movible         | Ramadán                 | Ramadan                | Festividad musulmana.                                                               |
| Movible         | Eid al-Adha             | Tabaski                | Sacrificio de Ismael.                                                               |

## Deportes
Su selección de fútbol es controlada por la Federación Beninesa de Fútbol que está afiliada a la CAF y a la FIFA. Nunca se ha clasificado para la Copa Mundial de Fútbol, pero ha disputado 4 ediciones de la Copa Africana de Naciones: 

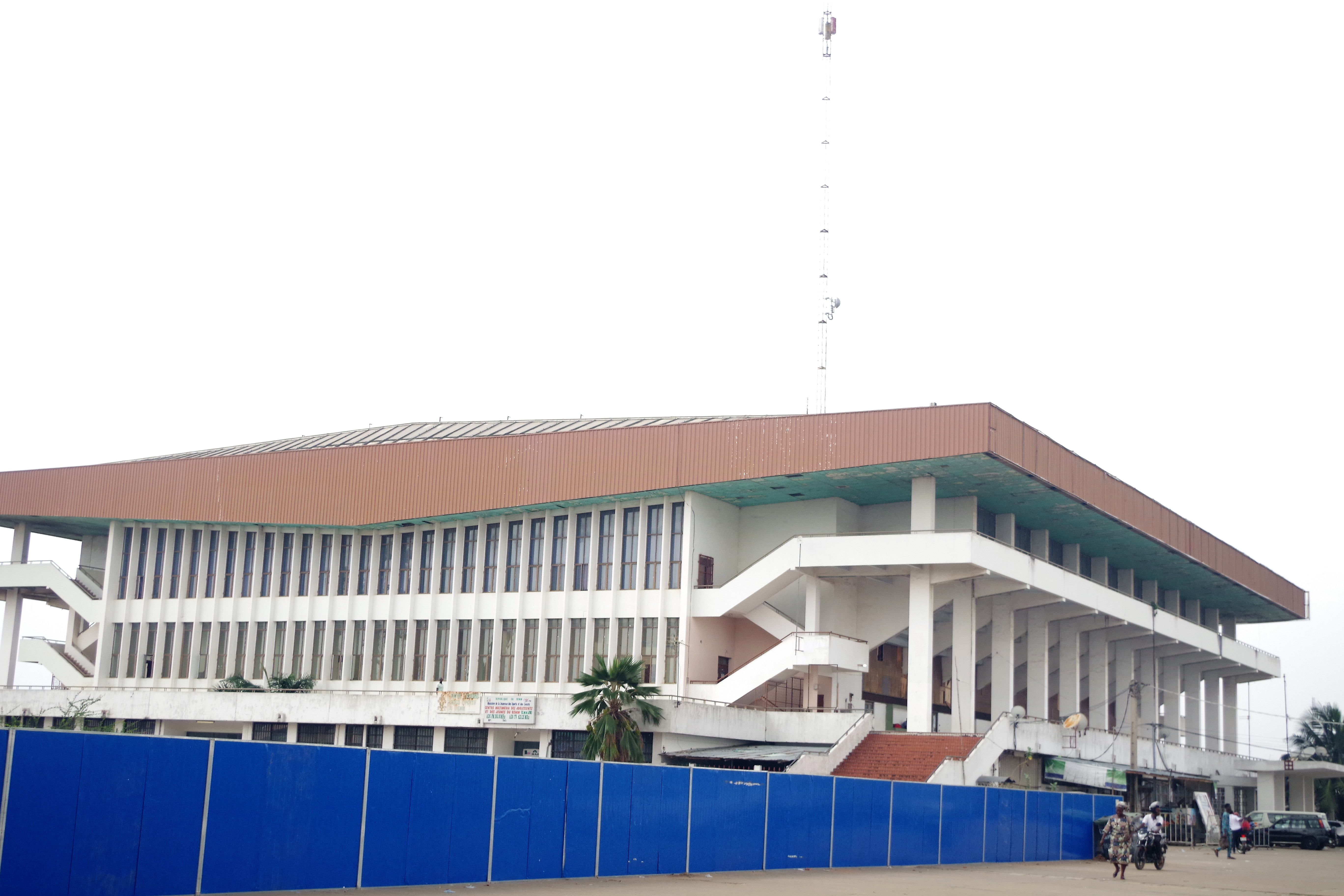
Palacio de los Deportes de Cotonú

En 2004, 2008, 2010 y 2019, siendo esta última su mejor participación, alcanzando los cuartos de final. Como dato curioso, aunque negativo, todavía no ha conseguido ni una victoria en este torneo, algo increíble, ya que en la edición de 2019 empató los 3 encuentros de la fase de grupos y ganó los octavos de final por penales. A nivel nacional, existe la Premier League de Benín, que fue fundada en 1969 y el equipo más ganador es el Dragons de I´Ouémé con 12 títulos.